# Geschichte der Hamburger Hochbahn

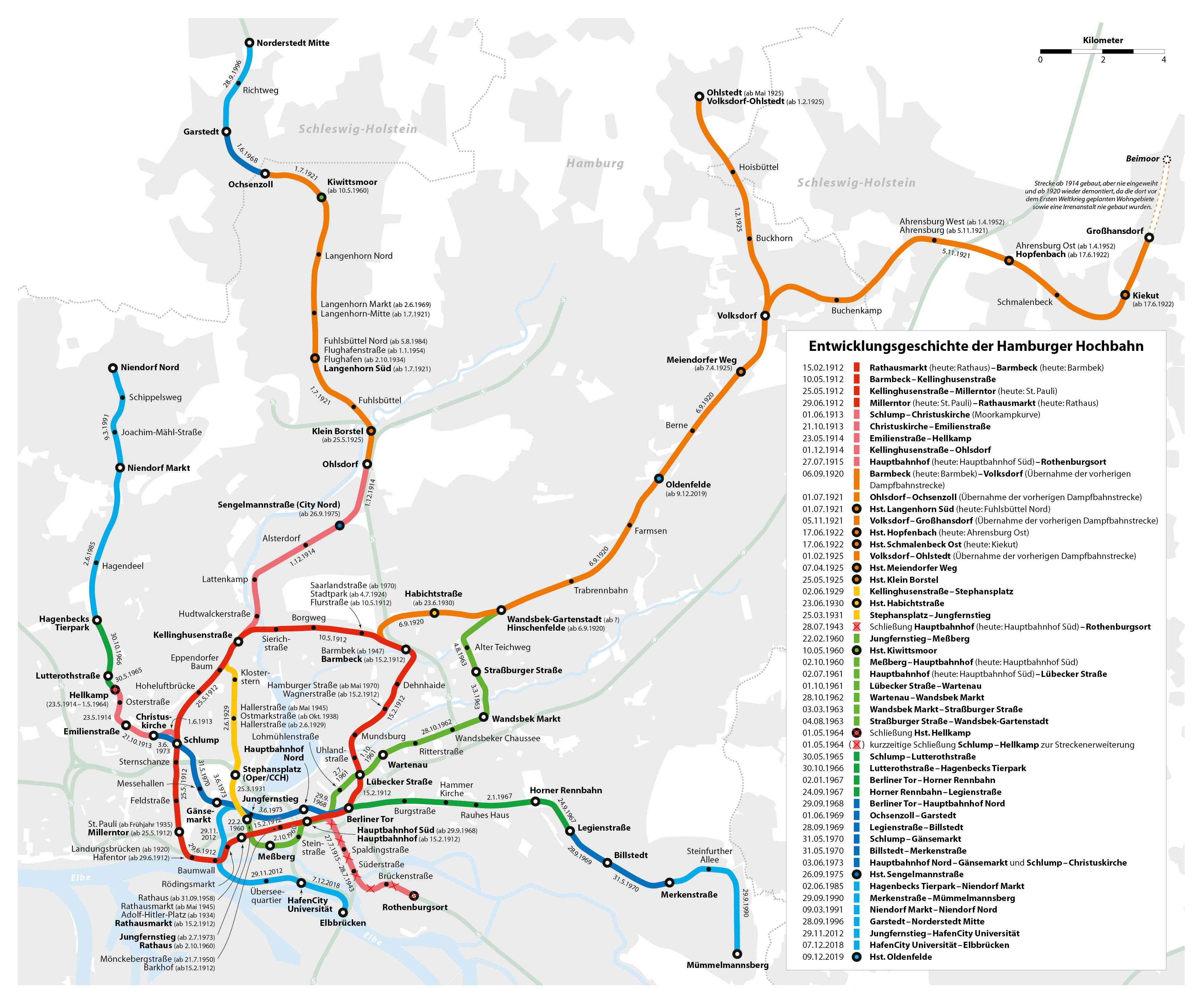
Historische Entwicklung der Hamburger Hoch- und Untergrundbahn

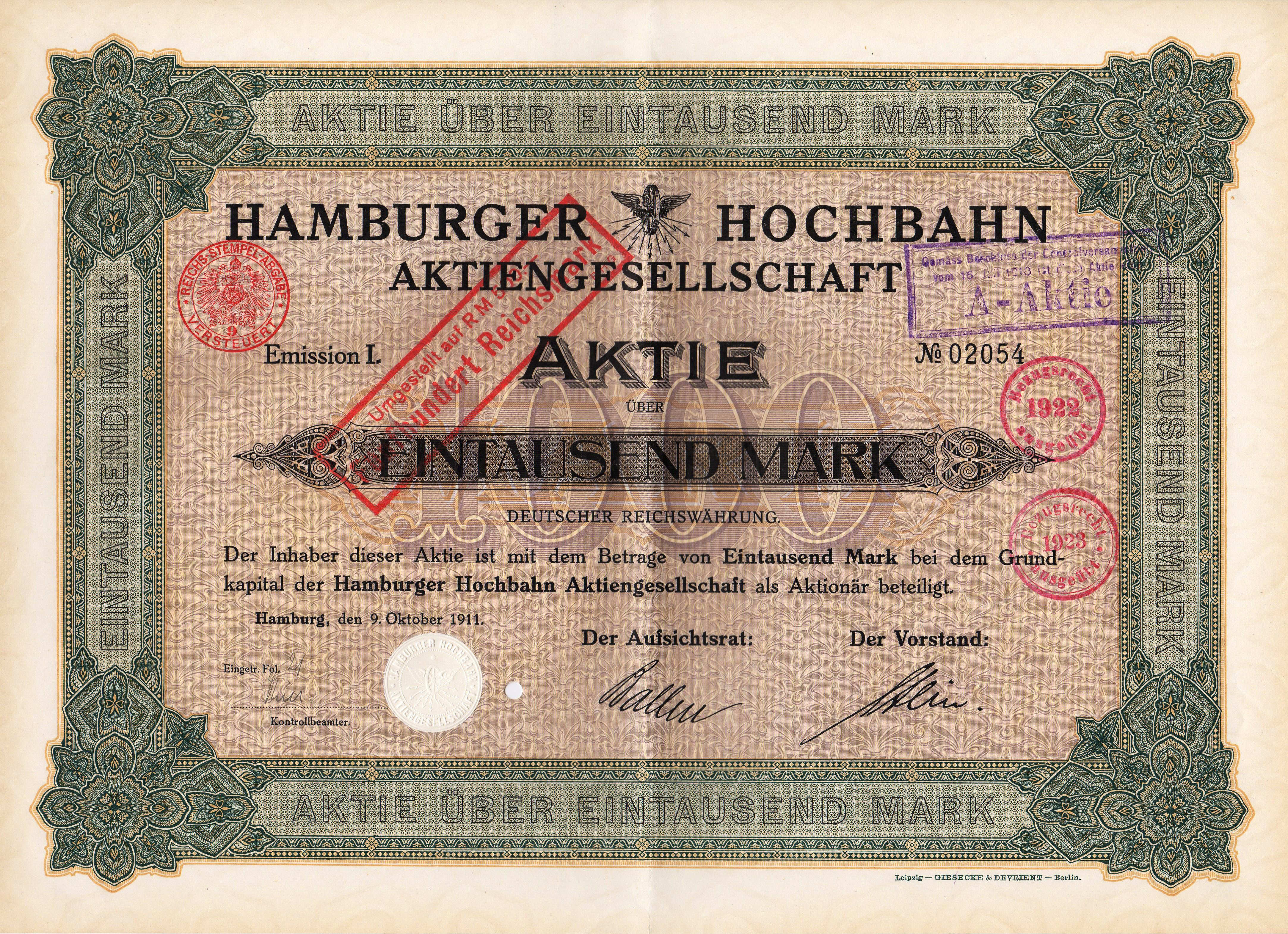
Gründeraktie über 1000 Mark der Hamburger Hochbahn AG vom 9. Oktober 1911

Die Geschichte der Hamburger Hochbahn beginnt Ende des 19. Jahrhunderts mit der Idee eines solchen Verkehrsmittels. Nach Abwägen aller Alternativen wurde 1906 der offizielle erste Spatenstich zum Bau des Hochbahnringes und dessen Abzweigen gefeiert. Verschiedene Vorarbeiten wurden jedoch schon ab 1900 parallel zur Neuordnung des Hamburger Eisenbahnwesens durchgeführt. Zu den alternativen Vorschlägen gehörte unter anderem auch eine Hängebahn nach dem Vorbild der Wuppertaler Schwebebahn. Der Bau der Strecke mit Bahndämmen, Viadukten, Tunnels und den Stationen geschah zunächst durch die Baudeputation. Die Ausrüstung der Strecken und Stationen mit Betriebsmitteln wie Stellwerke, Signalen und Stromschienen usw. zur Versorgung mit Elektrizität übernahmen die Elektro-Unternehmen Siemens & Halske und AEG. Die Betriebskonzession vergab der hamburgische Senat an diese beiden Elektro-Unternehmen mit einem Vertrag Anfang 1909 mit der Maßgabe, dass eine Betriebsgesellschaft gegründet werden soll. Dafür wurden mit Hilfe der Deutschen Bank und einem Grundkapital von 15 Millionen Mark am 27. Mai 1911 die Hamburger Hochbahn Aktiengesellschaft gegründet. Am 9. Oktober 1911 wurde sie ins Handelsregister eingetragen.
Zehn Jahre nach der Inbetriebnahme der Berliner Hoch- und Untergrundbahn und zwei Jahre nach Eröffnung der Unterpflasterbahn der damals selbstständigen Stadt Schöneberg wurde mit der Strecke Barmbek – Rathausmarkt am 15. Februar 1912 in Hamburg die dritte U-Bahn im Deutschen Kaiserreich eröffnet. Weitere Streckeneröffnungen folgten schrittweise, bis 1915 das geplante Grundnetz mit Ringbahn und deren Zweiglinien nach Hellkamp (Eimsbüttel), Ohlsdorf und Rothenburgsort komplettiert waren. Ab 1918 erfuhren die Zweigstrecken mehrere Verlängerungen, bevor 1931 als letzte Netzerweiterung vor dem Zweiten Weltkrieg die Kell-Jung-Strecke (Kellinghusenstraße – Jungfernstieg) als schnelle Innenstadtanbindung eröffnet wurde.
Ab 1943 musste der Betrieb der U-Bahn zeitweise eingestellt werden, weil durch die schweren Luftangriffe auf Hamburg große Teile des Netzes zerstört waren. Bis zum Sommer 1950 wurde mit Ausnahme der Strecke nach Rothenburgsort das gesamte Netz wieder in Betrieb gesetzt. Erst 1960 konnte mit der Verlängerung der Kell-Jung-Strecke in der Innenstadt nach knapp 30 Jahren die erste Netzerweiterung gefeiert werden. In den Folgejahren wurden, auch im Zusammenhang mit der weiter fortschreitenden Stilllegung des Straßenbahnnetzes, zwischen 1958 und 1973 in kurzen Abständen weitere Streckenabschnitte eröffnet. Nach der Fertigstellung der Wandsbeker Strecke 1963 war es möglich, den Betrieb des U-Bahn-Netzes auf drei Linien aufzuteilen. Im Rahmen des Hamburger Verkehrsverbundes (HVV) führte die Hamburger Hochbahn (HHA) 1966 erstmals Liniennummern für ihre U-Bahn ein.
Ab 1973 stagnierte trotz zahlreicher Planungen der Ausbau des U-Bahn-Netzes wegen der wirtschaftlichen Rezession. Erst 1985 konnte mit der Nordverlängerung der U2 nach Niendorf Markt wieder eine Netzerweiterung vollzogen werden. Den Abschluss der folgenden Netzergänzungen bildete 1996 der Ausbau des südlichen Streckenteils der Alsternordbahn zwischen Garstedt und Norderstedt Mitte zur U-Bahn. Ab 2006 wurde eine Strecke zwischen Jungfernstieg und der neu entstandenen HafenCity bis zu den Elbbrücken (Linie U4) geschaffen.
Die Geschichte der Hamburger Hoch- und Untergrundbahn lässt sich in mehrere Etappen oder Phasen einteilen:
1. ab 1890 Planung und Bau erster Strecken
2. ab 1923 Zusammenwachsen eines Schnellverkehrssystems
3. ab 1955 Ersetzen der Straßenbahn durch Bus und U-Bahn
4. ab 1975 Ergänzungen und Vervollständigungen des Streckennetzes

## Planung und Bau erster Strecken

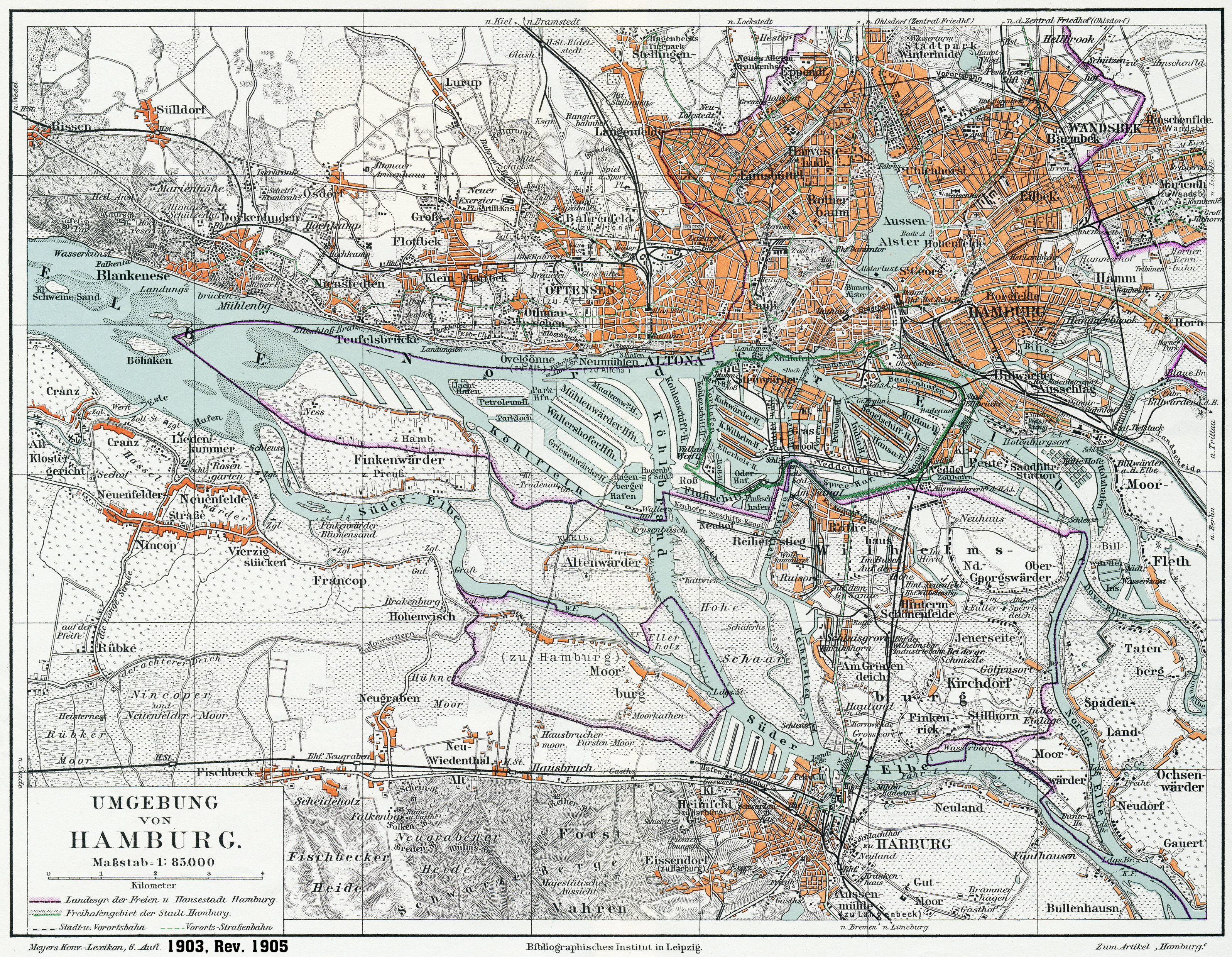
Hamburg und Umgebung um 1910

### Verschiedene Vorschläge und Planungen
Wie in vielen Metropolen Europas stieg die Einwohnerzahl Hamburgs zum Ende des 19. Jahrhunderts stark an. In den 30 Jahren von der Reichsgründung 1871 bis zur Jahrhundertwende verdreifachte sich die Zahl der Bewohner von 240.000 auf über 725.000 im Jahr 1901. Besonders weiter außen gelegene Stadtteile wie Harvestehude, Eimsbüttel und Winterhude wuchsen überdurchschnittlich. Durch den Anschluss Hamburgs an das Deutsche Kaiserreich, den im Jahr 1888 errichteten Freihafen mit der Speicherstadt sowie die zunehmende Anzahl von Werften in Hamburg entstanden zahlreiche Arbeitsplätze, so dass die Zahl an Pendlern in Richtung Innenstadt und Hafen stark zunahm.
Auch das Areal um den Ohlsdorfer Zentralfriedhof entwickelte sich stark, nachdem die Hamburgische Bürgerschaft beschloss, ihn zur wichtigsten Begräbnisstätte zu erheben. Besonders an Wochenenden strömten zahlreiche Trauernde und andere Besucher zum dortigen Friedhof.
Die ab 1866 eingeführte Hamburger Pferdebahn konnte die wachsenden Fahrgastströme kaum aufnehmen. Auch war sie für die meisten viel zu teuer und auch recht langsam. So wurde der Gedanke geboren, diese Probleme mit einer elektrischen Bahn zu lösen. Eine Fahrt auf einer Bahn dieser Art sollte nicht nur für jeden erschwinglich und schnell sein, sie sollte auch die Hamburger Stadtteile großflächig erschließen.
Einer der ersten schon im Jahr 1883 eingereichten Vorschläge war der des Oberingenieurs der Hamburger Baudeputation Franz Andreas Meyer. Er beinhaltete den Bau einer mit Dampf betriebenen Eisenbahn, die auf einem Halbring beginnend an der Sternschanze über Eppendorf, Barmbek und Hasselbrook führen sollte, als Endpunkt war das Steintor gedacht. Jeweils der Anfangspunkt und Endpunkt dieses Halbringes sollte mit der Hamburg-Altonaer Verbindungsbahn verknüpft sein, so dass dort ein Übergang möglich wäre. Die durchgängig zweigleisige Strecke sollte nahezu ausschließlich dem Personenverkehr dienen, Güterverkehr war gar nicht oder nur in geringem Maße geplant. Zwölf Bahnhöfe waren im Plan enthalten, unter anderem Steintor, Berliner Tor, Wandsbeker Chaussee, Barmbek, Oderfelderstraße, Schlump und Sternschanze. Gleichzeitig sollte Ohlsdorf mit zwei Zweigstrecken erschlossen werden.
In der Hamburger Stadtverwaltung stieß der Vorschlag auf relativ wenig Gegenliebe, weil die Innenstadt nicht ausreichend angebunden war. Ein weiterer Kritikpunkt betraf die Unrentabilität des Betriebs durch die Königlich Preußische Staatsbahn-Verwaltung, so dass die Forderung laut wurde, nicht nach dem Vollbahn-Prinzip zu bauen und eher in Richtung eines elektrischen Kleinbahn-Systems zu gehen.
Nur ein Jahr nach den Meyerschen Plänen der Vollbahn stellte Eugen Langen einen Vorschlag für das von ihm erfundene und patentierte System der Hänge- bzw. Schienenbahn vor. Auch Langen dachte an eine Ringbahn, die die Binnen- und Außenalster umrunden und mehrere zusätzliche Streckenäste nach Hammerbrook, Ohlsdorf und Eimsbüttel umfassen sollte. Doch wie auch in der Reichshauptstadt Berlin stieß Langen mit seiner Idee auf Ablehnung. Kritikpunkt war insbesondere die fehlende Erfahrung mit dem System einer eingleisigen Schienenbahn.
Nun befasste sich auch der Hamburger Senat aktiv mit der Frage. Franz Andreas Meyer reagierte auf die geäußerte Kritik und ergänzte den Vollbahn-Vorschlag um eine Südstrecke, die, beginnend am Schlump, weiter durch einen Tunnel zu den Landungsbrücken, dann über eine geplante Haltestelle Deichtor zur Amsinckstraße führen sollte. Von dort aus gab es die Planungsvarianten eines „großen Rings“ und eines „kleinen Rings“ nach Winterhude. Dennoch wurde dieser Vorschlag nicht weiter verfolgt. Auch andere Unternehmen legten Pläne für eine hamburgische U-Bahn vor, darunter Schuckert & Co. im Jahr 1899 und die Continentale Gesellschaft für elektrische Unternehmungen.
Ebenfalls bewarb sich ein Konsortium aus den Unternehmen Siemens & Halske und AEG mit dem Vorschlag, eine elektrische Hochbahn zu bauen, ab Dezember 1901 prüfte die Bürgerschaft den Vorschlag. Er unterschied sich nur im geringen Maße von der später realisierten Form. So sollte der projektierte Hochbahnring eine geringere Haltstellenanzahl erhalten, auch war nur eine Zweigstrecke nach Ohlsdorf vorgesehen. 1904 lehnte die Bürgerschaft das vom Hamburger Senat favorisierte Modell ab, das die Baukosten vollständig auf die privaten Unternehmen übertragen wollte. Die Bürgerschaft forderte einen Bau auf Staatskosten und die Verpachtung des Betriebes an Privatunternehmen, so dass die Volksvertreter einen gewissen Einfluss auf die Hochbahn hätten. Eine weitere Forderung beinhaltete den Bau von Zweigstrecken nach Eimsbüttel und Rothenburgsort. Der endgültige Beschluss zur Realisierung fiel nach langen Verhandlungen und Diskussionen am 19. August 1905.

### Bauarbeiten beginnen

Brückenbauarbeiten an der Helgoländer Allee/Landungsbrücken, 1909

Bauarbeiten am Viadukt in der Klosterallee, 1909

Tunnelbauarbeiten am Steintorplatz, 1910

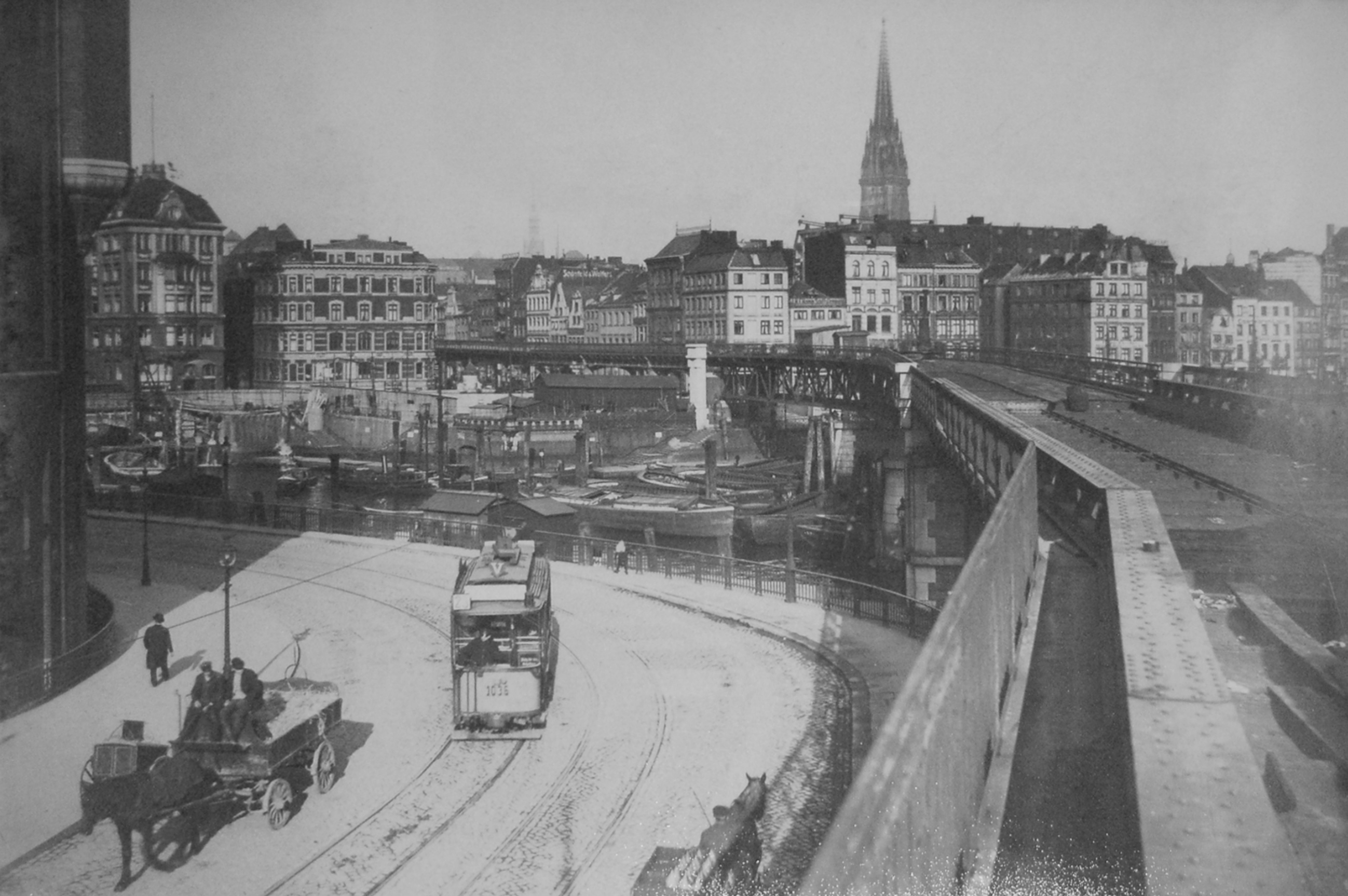
Der Viadukt zwischen Baumwall und Rödingsmarkt im April 1912: Die Gleise sind noch nicht verlegt

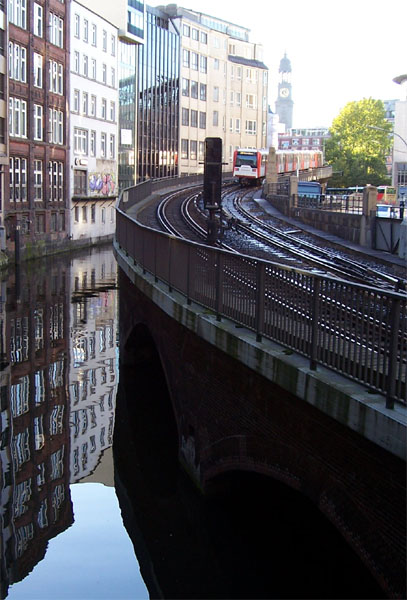
Am Rödingsmarkt geht die Hochbahn steil in den Tunnel über

Der Bauauftrag des Hamburger Senats umfasste nun folgende Eckdaten:
- Bau einer elektrischen Hoch- und Untergrundbahn mit einer Länge von 27,85 Kilometern
- Feste Baukosten von 41,5 Millionen (Gold-)Mark[6]

Die 27,85 Kilometer lange Strecke umfasste folgende Abschnitte:
- Ringbahn (17,48 Kilometer)
- Zweigstrecke nach Rothenburgsort (3,23 Kilometer)
- Zweigstrecke nach Ohlsdorf (5,38 Kilometer)
- Zweigstrecke nach Eimsbüttel (1,76 Kilometer)

In den Baukosten waren die Ausgaben für den Grunderwerb noch nicht enthalten, da, soweit möglich, der Hamburgische Staat Bauland zur Verfügung stellte. Der erste Spatenstich zum Bau der Hamburger elektrischen Hoch- und Untergrundbahn wurde am 1. Juni 1906 in der Nähe des Uhlenhorster Kuhmühlenteichs gemacht. Der Kuhmühlenteich, der durch den Mundsburger Kanal eine Wasserverbindung zur Außenalster besitzt, diente als Umlagerstätte für die neue angelegte Förderbahn, die bis zur Großen Allee, der heutigen Adenauerallee, reichte. Auf dieser Kleinbahn ließen die ausführenden Baugesellschaften das beim Bodenaushub für den Tunnel zwischen Berliner Tor und Besenbinderhof entstehenden Bodenmaterial zum Wasser befördern, um dort mit Alsterschuten die Ringbahnbaustellen in Barmbek und Winterhude zu beliefern, da dort das Material für Dammaufschüttungen genutzt werden konnte.
In der Innenstadt, wo die Untergrundbahn wörtlich genommen wurde, waren die Bauarbeiten sehr schwierig durchzuführen. Ähnlich wie schon bei der Berliner U-Bahn waren durch die bereits geschlossene Altstadt aufwändige Häuserauffangungen vonnöten. Hierfür erwarb entweder die Hochbahngesellschaft das betreffende Gebäude oder ließ sich ein gesondertes, so genanntes unterirdisches Wegerecht erteilen. Danach folgte der Neubau der Kellermauer mit der Errichtung des Tunnels. Jedoch waren zwischen den beiden Bauwerken, so weit es ging, Freiräume gelassen, so dass eine direkte Schallübertragung und damit eine immense Lärmbelästigung vermieden werden konnte.
Nach der Errichtung der Tunnel erfolgte der Aufbau der einzelnen Hochbahnanlagen, die schließlich später eine Art Markenzeichen der Hamburger Hoch- und Untergrundbahn werden sollten. Etwa ein Drittel der gebauten Strecke verläuft auf Brücken und Viadukten, die allesamt aus Stahl gefertigt wurden. Als besonders bemerkenswert gilt unter anderem die längste Hamburger Viaduktstrecke zwischen dem Bahnhof Landungsbrücken und der Tunnelausfahrt westlich des Bahnhofs Rathaus – 38 Stützbögen tragen die Hochbahnstrecke am Elbufer entlang. Aber auch die Stahlbrücke über den Uhlenhorster Kuhmühlenteich mit einer Spannweite von 55 Metern gehörte zu den besonderen Wahrzeichen der Hamburger Hochbahn. Baulich zu den schwierigsten Streckenteilen gehörte der Abschnitt zwischen der Hochbahnstation Rödingsmarkt und dem Tunnelbahnhof Rathaus, dort befindet sich eine gewundene Rampe mit einer Steigung von 1:20,7.
Alle Bahnsteige sollten ursprünglich für Vier-Wagen-Züge mit 60 Metern Länge ausgerüstet werden. Doch optimistische Planungen sahen eine Ausweitung des Verkehrs vor, so dass zukünftig Fünf-Wagen-Züge (70 Meter) an den Stationen halten konnten. Im Gegensatz zu Berlin, wo nahezu vollständig Seitenbahnsteige errichtet wurden, ließen Siemens & Halske und AEG als Bauherren weitgehend Mittelbahnsteige bauen, zumindest sollte es nicht zum häufigen Wechsel zwischen Mittel- und Seitenbahnsteigen kommen. Alle Stationen zwischen Millerntor (heute St. Pauli) und Flurstraße (heute Saarlandstraße) erhielten Mittelbahnsteige, zwischen Dehnhaide und Landungsbrücken wurden Seitenbahnsteige errichtet. Nur die Bahnhöfe Hauptbahnhof, Kellinghusenstraße und Barmbek erhielten Richtungsbahnsteige, um die Linienverknüpfungen und Umsteigewechsel zu vereinfachen. Alle Stationen, abgesehen vom Hauptbahnhof, erhielten nur einen Zugang.

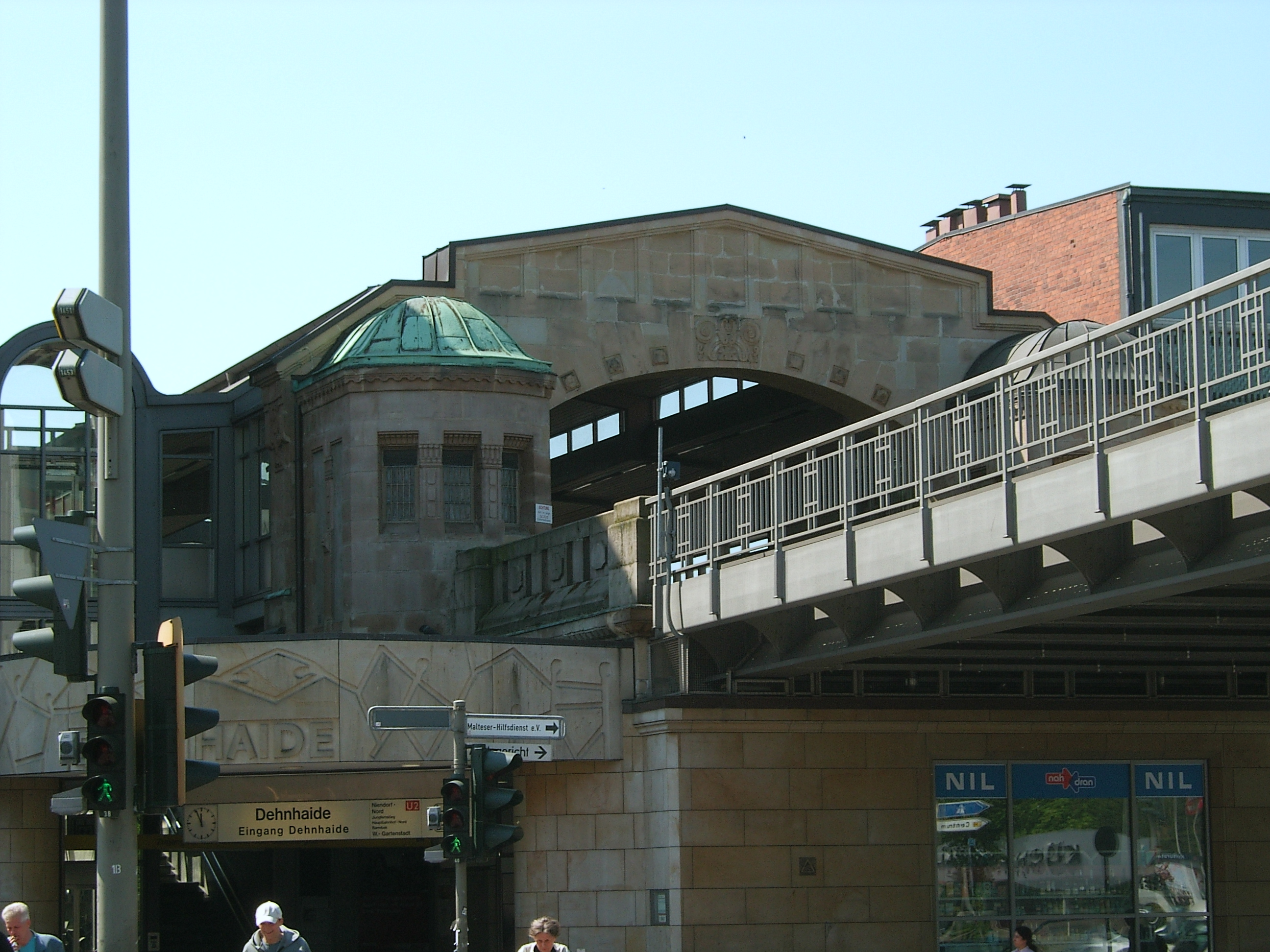
Haltestelle Dehnhaide – Architekturbeispiel von Raabe & Wöhlecke

Architektonisch prägten besonders die Architekten Ludwig Raabe und Otto Wöhlecke die Ringstrecke. Ihr Baustil, der auch Hamburger Reformarchitektur genannt wird, zeichnet sich durch eine besonders klare Architektur aus, wobei besonders eine Abkehr vom Historismus und Jugendstil zu erkennen ist. Ein Beispiel dafür ist unter anderem der Bahnhof Mundsburg, gelegen im Stadtteil Uhlenhorst. Der rote Ziegelbau erhielt einen Mittelausgang, das Gebäude ist mit zahlreichen Sandsteinreliefs versehen. Ein anderes Beispiel für die Architektur des Altonaer Büros Raabe & Wöhlecke ist auch der Bahnhof Kellinghusenstraße, der durch seine Gestaltung sich dem damaligen Villenviertel anpasste. Auch hier schmücken Steinfiguren den aus Muschelkalk bestehenden Portalbau, die von Johann Michael Bossard geschaffenen Figuren sollen hier unter anderem die drei Lebensalter darstellen. Das Gleis aus Richtung Barmbek wird gar von einem „Steintor“ überdacht. Nicht nur Raabe & Wöhlecke entwarfen Gebäude für die Hochbahn, auch Architekten wie Emil Schaudt, Johann Gottlieb Rambatz, Wilhelm Jollasse und der Regierungsbaumeister Volz prägten das erste Gesicht der Hoch- und Untergrundbahn. Auf diese Art des Architekturstils sollte sich die Hochbahn in einem gewissen Sinne hervorheben, war sie doch ein neuartiges Verkehrsmittel. Durch Viadukte und Tunnel sollten für die Fahrgäste ansprechende, neue Verkehrsebenen geschaffen werden. Tragwerksplaner der Stahlkonstruktionen der Viadukte und Brücken und Bauleiter war Georg Kapsch.
Während die Bauarbeiten in vollem Gange waren, schrieb der Hamburger Staat im Jahr 1907 die Konzession für den Betrieb der elektrischen Hoch- und Untergrundbahn aus. Als einzige Teilnehmer dieser Ausschreibung bewarben sich die beiden ausführenden Baugesellschaften Siemens & Halske und AEG. Ein Vorteil dessen war zweifellos, dass, wenn diese auch den Betrieb übernehmen würden, beispielsweise technische Schwierigkeiten leichter zu beheben wären. Die beiden Gesellschaften reichten zum 31. Juli 1907 ein Angebot ein, in dem sie sich unter anderem dazu bereit erklärten, eine selbstständige Betriebsgesellschaft mit einem Aktienkapital von etwa 15 Millionen Mark zu gründen. Das Angebot umfasste außerdem den Bau eines Kraftwerkes für die Stromversorgung der elektrischen Bahn. Die beiden Unternehmen waren bereit, alle Kosten für den Grunderwerb dem hamburgischen Staat zurückzuerstatten. Man entschied sich, das Kraftwerk an der Hellbrookstraße in Barmbek zu bauen, wo das Gelände damals noch außerhalb der Bebauung lag und das nach Bau des Barmbeker Stichkanals einen Wasserzugang über den Osterbekkanal und die Alster ermöglichte. Dieser war zur Anlieferung der erforderlichen Kohle und Abfuhr der anfallenden Schlacke nötig, das Wasser wurde auch zur Kühlung beim Betrieb des Kraftwerks gebraucht.
Nach der Betriebskonzessionsübergabe Anfang 1909 durch den Senat suchten die beiden Unternehmen Siemens & Halske und AEG einen Finanzier für die neu zu gründende Betriebsgesellschaft. Ein Partner wurde dabei in der Deutschen Bank gefunden, die bereits in Berlin an einer U-Bahn-Betriebsgesellschaft beteiligt war. Die Gründung der „Gesellschaft für Hoch- und Untergrundbahnen“ fand am 27. Mai 1911 statt. Am 9. Oktober 1911 wurde die Hamburger Hochbahn Aktiengesellschaft ins Handelsregister eingetragen. Im Aufsichtsrat hatten die drei Vertreter der öffentlichen Interessen ein Vetorecht.
Die ersten Probefahrten auf den neuen Strecken fanden ab Oktober 1911 statt. Damit wurde die ursprüngliche Bauzeit von fünf Jahren um ein halbes Jahr überschritten.

### Eröffnung des Ringes

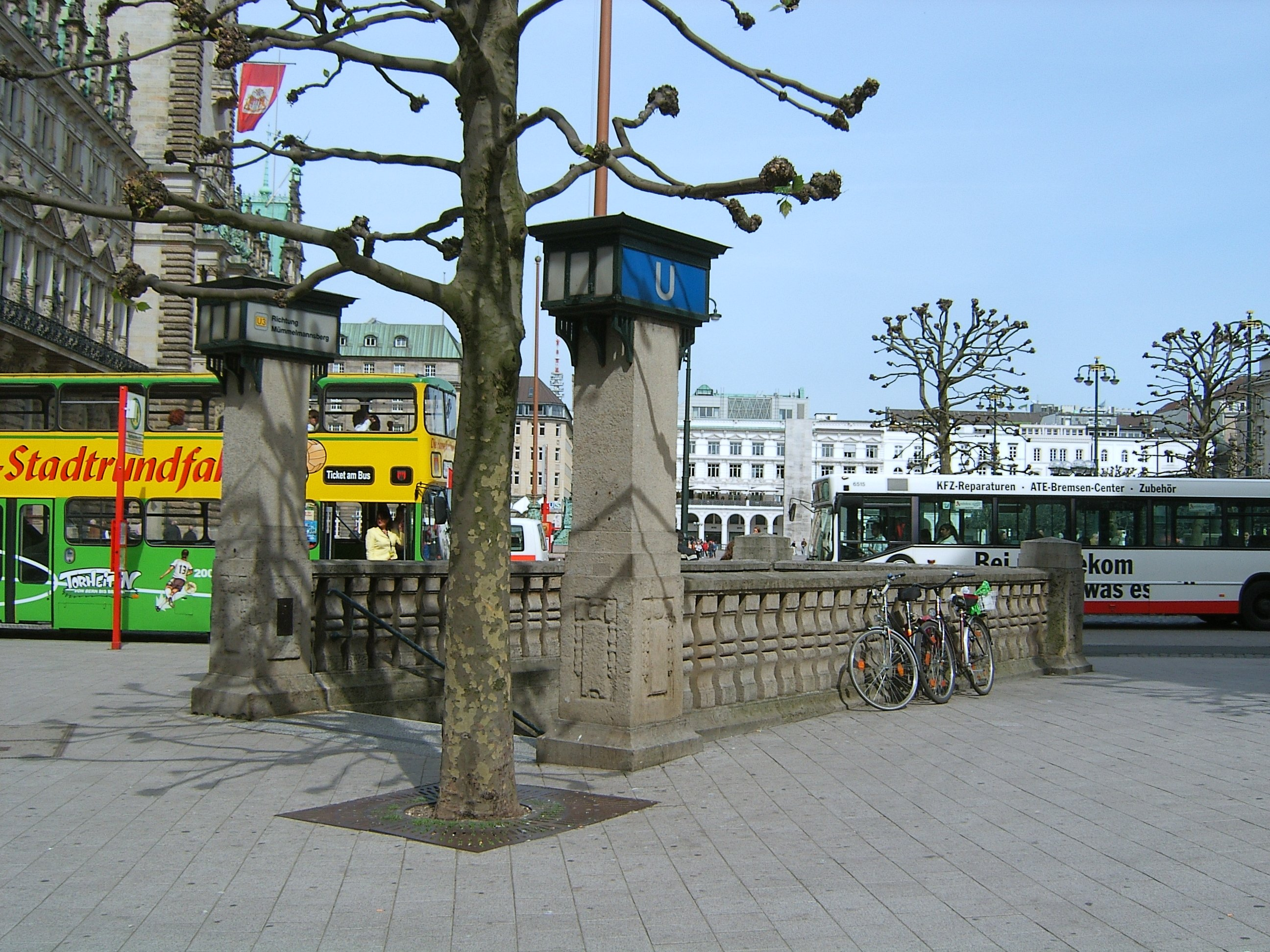
U-Bahnhof Rathausmarkt – Haltestelle der ersten Stunde
→ Der mehrfach modernisierte Bahnsteig

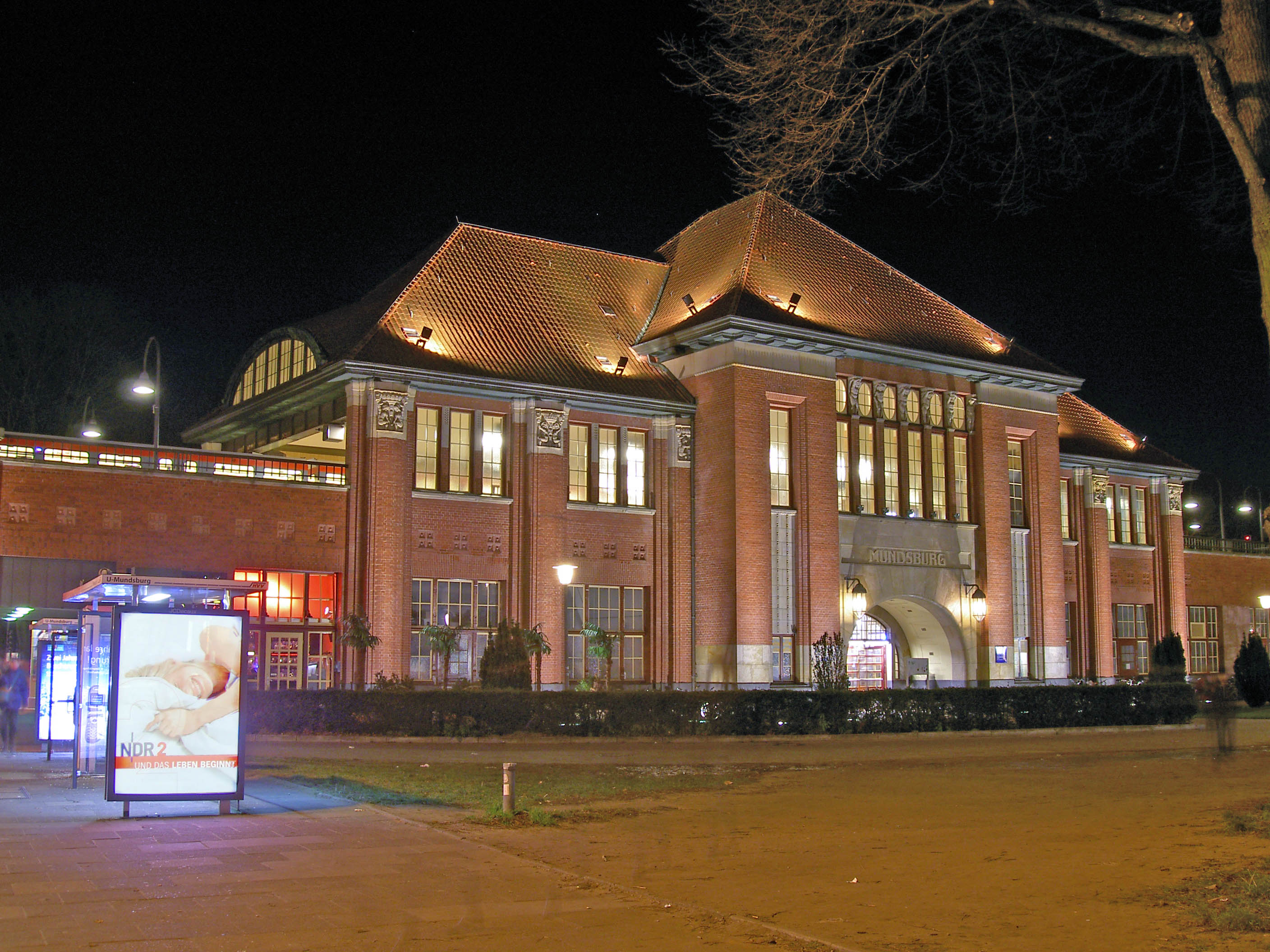
Der Hochbahnhof Mundsburg der Ringstrecke
→ Fassadendetail

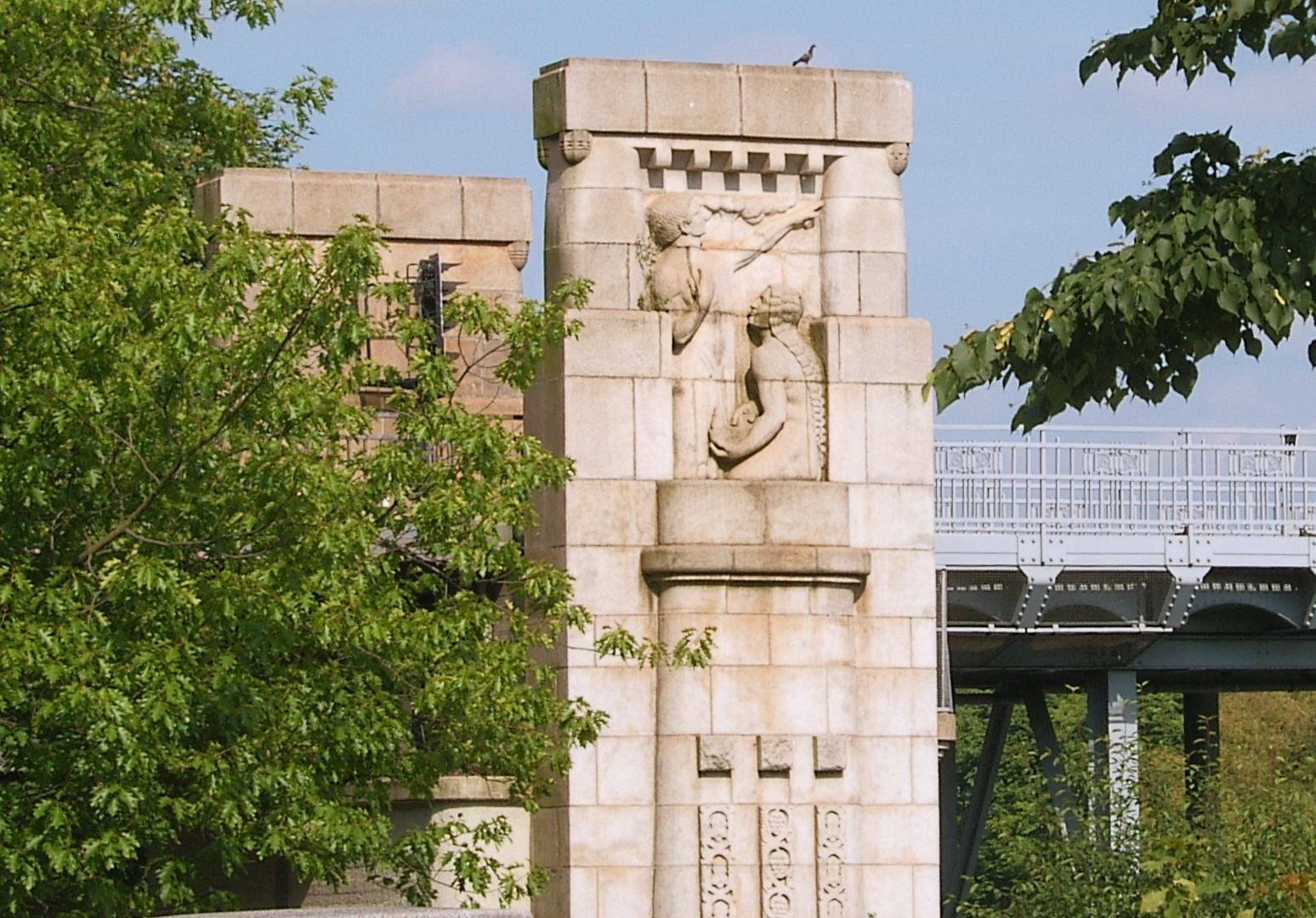
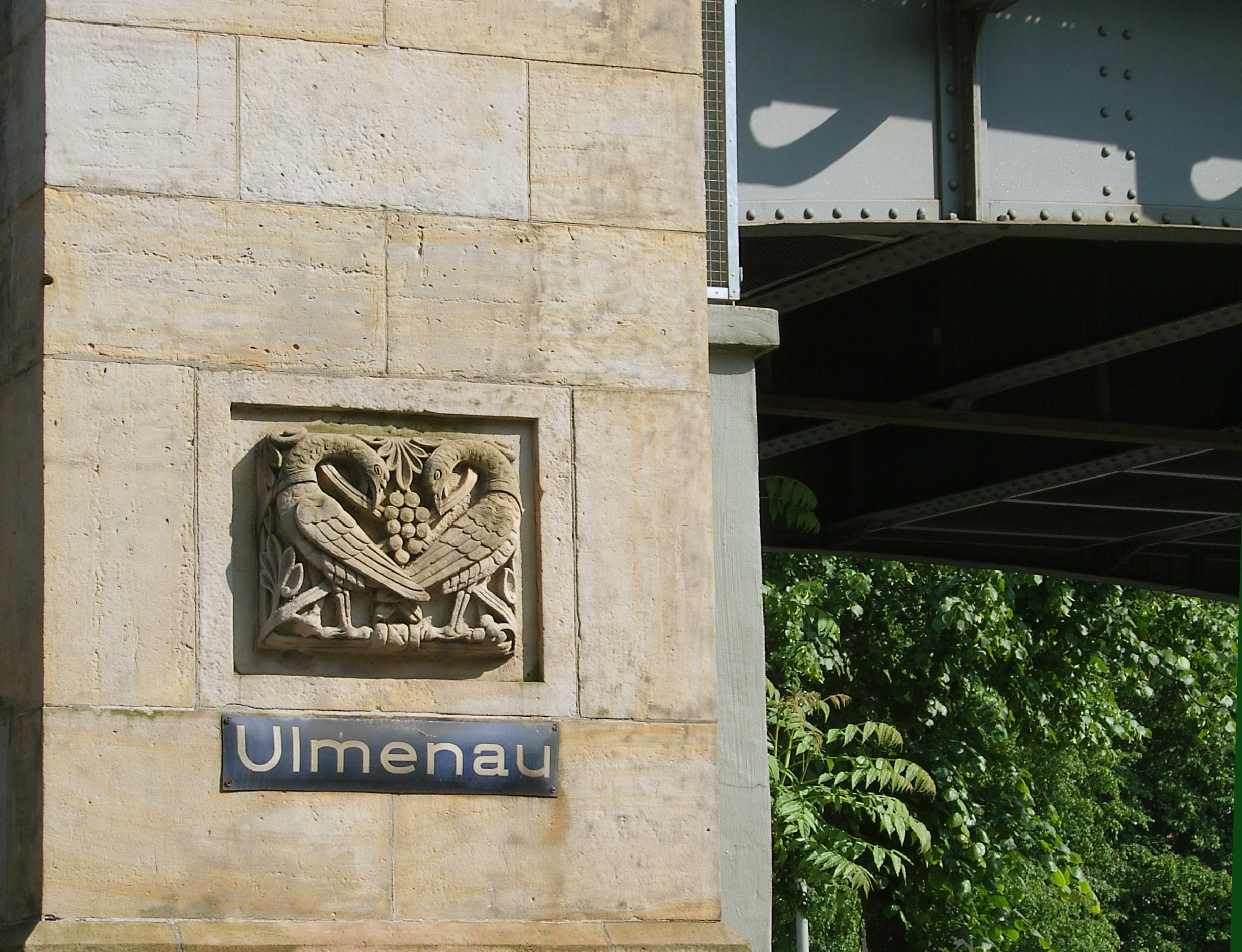
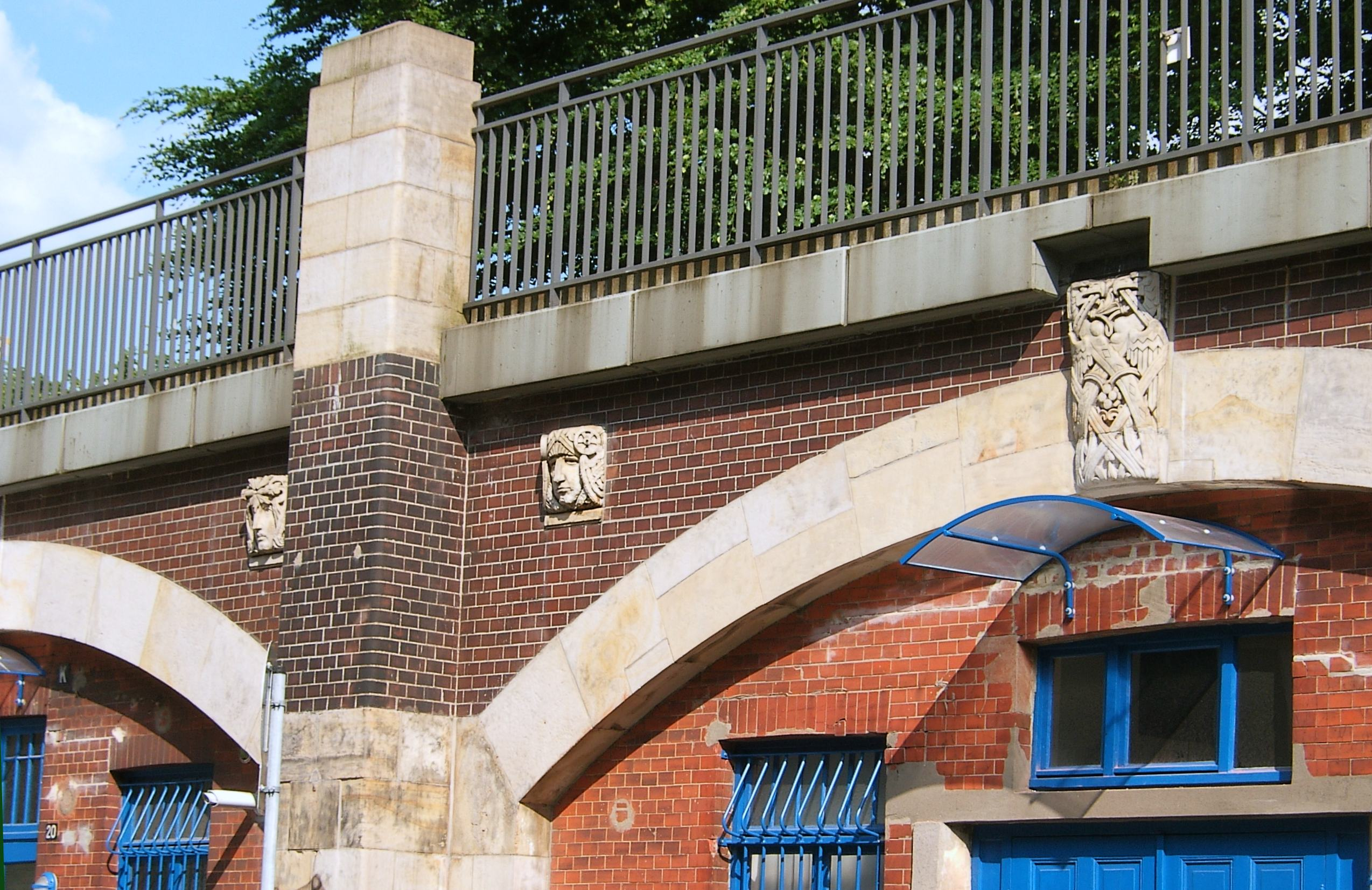
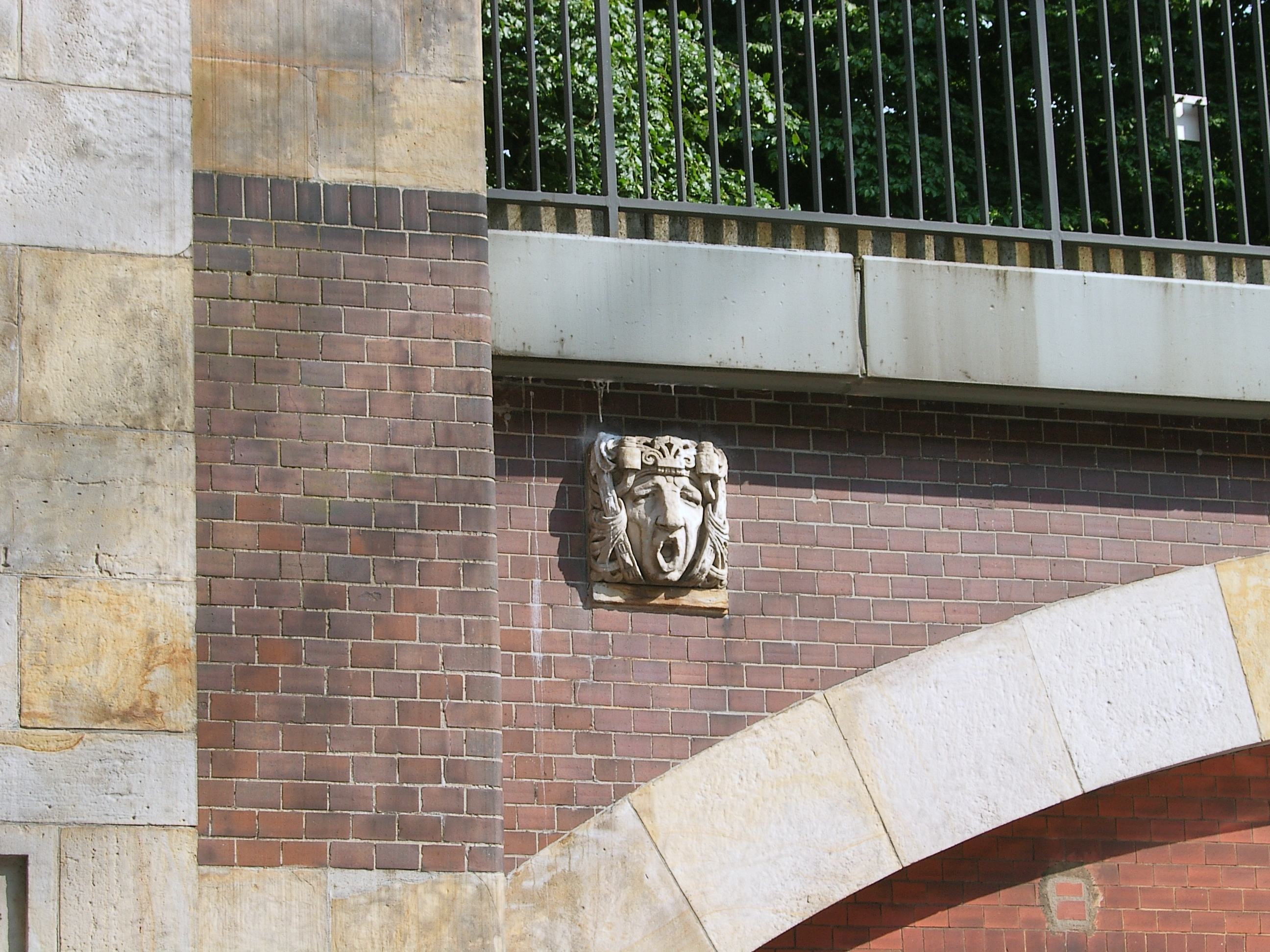

Am 15. Februar 1912 war zumindest der östliche Teil der gebauten Ringstrecke fertig, so dass die Honoratioren der Stadt zu einer Eröffnungsfahrt mit der Hamburger elektrischen Hoch- und Untergrundbahn eingeladen wurden. Diese begann um 12 Uhr mittags an den zwei Seitenbahnsteigen der Station Rathausmarkt. Von dort aus fuhren darauf zwei Züge parallel die Strecke zwischen Rathausmarkt über Mundsburg nach Barmbek ab, wo danach eine Besichtigung der Betriebsanlagen und -werkstätten möglich war.
In der Hauptwerkstatt der Hoch- und Untergrundbahn in Barmbek hielt der damalige Bürgermeister Johann Heinrich Burchard die Eröffnungsrede, darin sagte er unter anderem:

„Wir Hamburger sind nicht immer rasch von Entschluss, aber was wir in Angriff nehmen, pflegt gut zu werden. […]
Für alle Hamburger ist die Hochbahn geschaffen – und allen soll sie nützen.“

Dabei ist die Wortwahl des ersten Bürgermeisters zu beachten, der sich direkt an die Hamburger – nicht etwa an alle Menschen – richtet. Daran ist beispielsweise die Rivalität der Hansestadt mit dem benachbarten preußischen Staat zu erkennen. Die Ringbahn führte vollständig durch Hamburger Staatsgebiet und nicht etwa ins benachbarte – preußische – Altona. Im Übrigen eröffnete die Hamburger Hochbahn genau zehn Jahre nach ihrem Berliner Vorbild und damit als dritte deutsche U-Bahn ihre Pforten – die Berliner Hoch- und Untergrundbahn war am 15. Februar 1902 in Betrieb genommen worden.
Nachdem die Feierlichkeiten beendet waren, fuhren die Eröffnungsgäste mit den zwei bereitgestellten Zügen wieder zurück zum Rathausmarkt. Die darauf folgenden zwei Wochen gewährte die Hochbahngesellschaft allen Hamburgern freie Fahrt auf der etwa sieben Kilometer langen Strecke. Der planmäßige, kostenpflichtige Betrieb begann am 1. März 1912. Für den Umlaufbetrieb standen anfangs 80 Zugeinheiten zur Verfügung, die die 2. Klasse und die 3. Klasse führten.
Damit war nun das erste Teilstück der Ringbahn eröffnet, genau zwölf Wochen später, am 10. Mai 1912, ging der zweite Streckenabschnitt der Ringbahn zwischen den Bahnhöfen Barmbek und Kellinghusenstraße in Betrieb. Damit gehörten nun vier neue Stationen (Flurstraße, Borgweg, Sierichstraße, Kellinghusenstraße) mit vier Kilometern offener Strecke zur neuen Hamburger Hochbahn. Wiederum zwei Wochen später folgte die Strecke Kellinghusenstraße – Millerntor mit sechs neuen Stationen, ¾ des zukünftigen Ringes waren nun bereits für den öffentlichen Verkehr freigegeben. Die letzte und aufgrund der zahlreichen Stützenbögen und daraus resultierenden Untergrundschwierigkeiten komplizierte Strecke Millerntor – Rathausmarkt ging am 28. Juni 1912 in Betrieb. Damit war noch im selben Jahr die komplette Ringstrecke um die Hamburger Innenstadt vollendet. Schon an den ersten Eröffnungstagen zeigte sich eine rege Nutzung durch die Hamburger, so dass auf dem Ring ein allgemeiner 5-Minuten-Takt gefahren wurde.
Bauschmuck zwischen der Haltestelle Mundsburg und der Brücke über den Kuhmühlenteich
Siehe auch:
- U-Bahn-Linie U3

### Streckenast nach Hellkamp (Eimsbüttel)
Bereits bei den ersten Hochbahnplanungen war eine Strecke für das gerade neu in geschlossener Bauweise aufgebaute sehr bevölkerungsreiche Eimsbüttel geplant. Diesen Teil Hamburgs, nördlich des preußischen Altonas gelegen, konnten die Fahrgäste nur mit der Pferdebahn erreichen. Auch Siemens & Halske und AEG konzipierten eine Zweigstrecke nach Eimsbüttel, die von der Hauptstrecke, dem Ring, abzweigen sollte. Dennoch blieben bis 1904 diese Zweigstrecken dem Senat vorenthalten, es gab keine Erwähnung über Planungen derer. Erst nachdem sich die Hamburger Bürgerschaft konkret mit dem Bau der Hoch- und Untergrundbahn beziehungsweise deren Kosten auseinandersetzte, forderte die Bürgervertretung auch Streckenäste nach Rothenburgsort und Eimsbüttel. Der Baubeschluss für die elektrische Hochbahn fiel am 19. August 1905 und beinhaltete unter anderem die Zweigstrecke nach Eimsbüttel.
Die ersten Pläne für diese Linie sahen eine Streckenführung über die heutige Schäferkampsallee und Fruchtallee zum Eimsbütteler Marktplatz vor. Zukünftig war eine Verlängerung über die Lappenbergsallee und den Langenfelder Damm nach Langenfelde geplant. Erst nach einer Trassenänderung wurde die heutige Streckenführung unter der Schäferkampsallee, der Fruchtallee und den Stellinger Weg festgelegt.
Etwa im Jahr 1909, als auch die Bauarbeiten für die Haltestelle Schlump, dem Verzweigungsbahnhof für die Eimsbüttler Strecke, begannen, ließ die Hochbahngesellschaft auch erste Arbeiten für die Errichtung der Zweigstrecke verrichten. Im Zeitraum 1909–1912 wurde der Streckentunnel im Zuge der Schäferkamps- und Fruchtallee fertiggestellt. Im Jahr 1912 folgten die Untertunnelung des Isebeckkanals und die Fertigung des Bahnhofes Christuskirche bei der gleichnamigen Kirche. In den Jahren 1913/1914 ließ die Hochbahngesellschaft den restlichen Teil der Strecke bis Hellkamp inklusive der Bahnhöfe Hellkamp und Osterstraße errichten. Die Baukosten für die gesamte 2,43 Kilometer lange Zweigstrecke betrugen sechs Millionen Reichsmark.
Um schnellstmöglich den Verkehr auf der neuen Zweigstrecke aufzunehmen, wurde bereits am 1. Juni 1913 der Bahnhof Christuskirche eröffnet, der einen fahrgastfreundlichen Mittelbahnsteig besaß. Am 21. Oktober 1913 folgte die nächste Eröffnung: die Station Emilienstraße. Am 23. Mai 1914 konnte der letzte Abschnitt des Eimsbüttler Streckenastes in Betrieb genommen werden, nun gehörten auch die Stationen Osterstraße und Hellkamp zum Hamburger Hochbahnnetz. Nordwestlich der Endstation Hellkamp schloss sich noch eine 120 Meter lange Kehranlage an. Betrieblich wurde die Strecke am dreigleisigen Bahnhof Schlump eingefädelt; die Züge vom Hellkamp fuhren dann weiter als Ringzüge bis zum Hauptbahnhof oder bis nach Barmbek und verdichteten so den Takt auf dem südlichen Ring über St.-Pauli-Landungsbrücken (Hafenarbeiter) und die Geschäftsstadt.

### Zweigstrecke nach Rothenburgsort

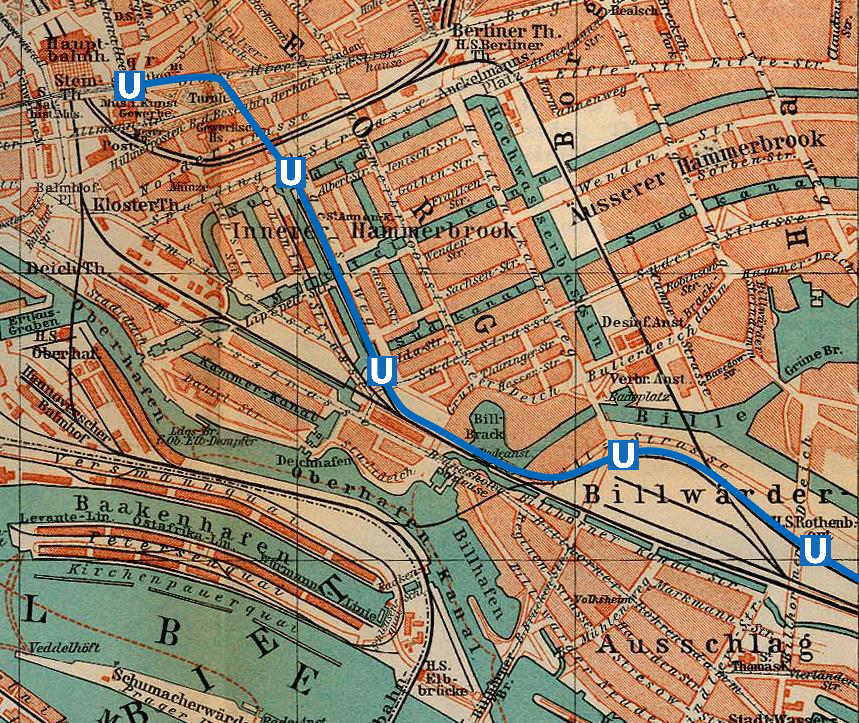
Hervorgehobene Strecke auf einer Karte von 1910

Haltestelle Süderstraße um 1915

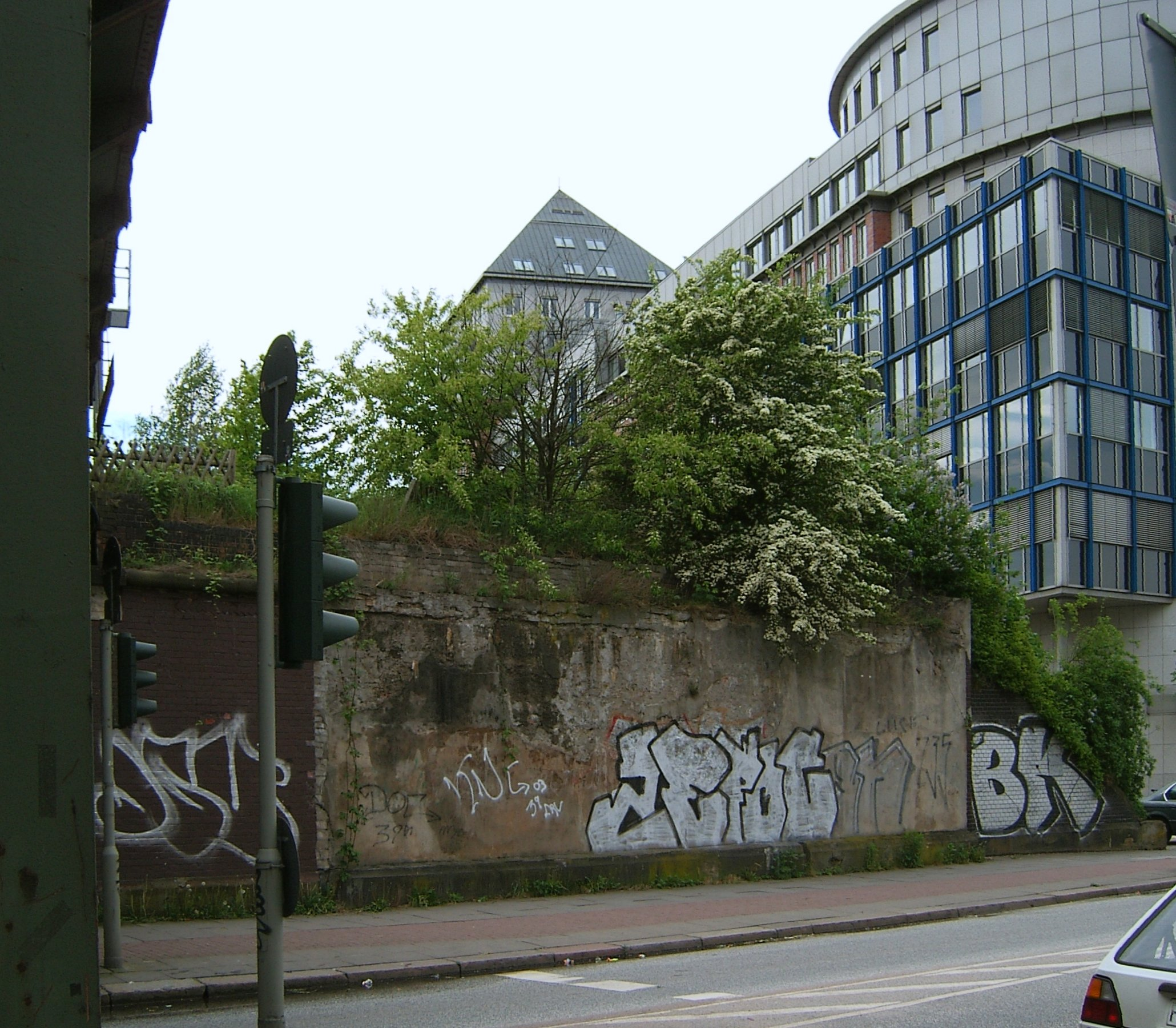
Widerlager der U-Bahn-Brücke an der Station Rothenburgsort, links die Brücke der S-Bahn (Foto 2006)

Für die bevölkerungsreichen Stadtteile Rothenburgsort (damals: Billwärder Ausschlag) und Hammerbrook gab es schon früh Planungen für einen Haltepunkt der Eisenbahn. Eine weitere Erschließung des Gebietes wurde für sinnvoll gehalten. Der Oberingenieur Franz Andreas Meyer hatte an eine Erschließung Rothenburgsorts mit seiner Dampfbahn-Ringlinie gedacht. Dieses Projekt kam jedoch durch vielfältige Gründe nicht zur Ausführung, die Nichtanbindung der Innenstadt, die Konkurrenz zu Preußen und die allgemeine Streckenführung gehörten unter anderem dazu. Doch nicht nur Meyer war es in den Sinn gekommen, Rothenburgsort zu erschließen, auch die später von der Hamburger Bürgerschaft favorisierten beiden deutschen Elektrokonzerne Siemens & Halske (S & H) und AEG hatten eine Anbindung geplant. Diese sollte als Zweigstrecke erfolgen, es würde ein Endbahnhof in dem Ortsteil entstehen.
Zuvor hatten S & H und die AEG in ihrem dem Senat bzw. der Bürgerschaft vorgelegten Hochbahnplan nur eine Zweiglinie vorgesehen, diese sollte ins nördliche Ohlsdorf führen. Nachdem die Hamburger Bürgerschaft dem Hochbahnkonzept weitgehend positiv gegenüberstand, forderte sie, die später realisierten Strecken nach Eimsbüttel und Rothenburgsort ebenfalls in den Bauplan aufzunehmen. Letztere sollte als Streckenast am Hauptbahnhof abzweigen, die Länge sollte 3,23 Kilometer betragen. Die Genehmigung für diesen Zusatz erfolgte am 19. August 1905.
Die Bauarbeiten für diesen Streckenabschnitt zwischen Hauptbahnhof und Rothenburgsort begannen im Jahr 1909, da derweil auch die Arbeiten am Hamburger Hauptbahnhof stattfanden. Die dort beginnende Strecke zweigte vom Hochbahnring ab und stieg sanft östlich des wichtigsten Hamburger Bahnhofes an, um den Tunnel des Hamburger Außenringes zu überqueren. Hinter dem Besenbinderhof stieg die Strecke über Rampen an der Norderstraße aus dem Tunnel und führte direkt auf einen Viadukt, um darauf wiederum über eine Brücke mit der beachtlichen Spannweite von 49,5 Metern die Gleise der Eisenbahn zu queren. Durch diese außergewöhnlich lange Brücke war es auch möglich, Platz für spätere Ausbauten der Eisenbahn, hier die Hauptbahn nach Lübeck, zu lassen. Hinter dieser Brücke folgte die Strecke dem Nagelsweg und kreuzte dann die Spaldingstraße, wo zwischen 1912 und 1914 ein gleichnamiger Hochbahnhof entstand. Danach folgte die Hochbahn weiter dem Nagelsweg bis zum Südkanal, über dem teilweise die dort entstandene Station Süderstraße lag. Südöstlich dieser folgte die Strecke parallel zur Lübecker Güterbahn, bis diese auf die Eisenbahngleise nach Berlin traf. Die ebenfalls gequerte Bille wurde mittels einer dreigleisigen Brücke passiert, bis die Strecke wieder leicht nach Nordosten schwenkte, um zur Station Billstraße zu gelangen, wo der Viadukt endete. Darauf folgte anschließend ein Damm, auf dem auch die heutige S-Bahn-Strecke nach Bergedorf und die Straße Billhorner Deich überquert wurden. All diese Bauwerke konnten noch rechtzeitig vor Beginn des Ersten Weltkriegs fertiggestellt werden. Die Bauarbeiten an der sich östlich anschließenden Endstation Rothenburgsort, direkt nördlich des gleichnamigen Bahnhofs der Eisenbahn gelegen, verzögerten sich jedoch schon erheblich, so dass sich dessen Fertigstellung noch bis Juni 1915 hinzog. Zusätzlich entstand dort östlich des Hochbahnsteigs ein kleinerer Betriebshof mit drei Kehrgleisen und einer Wagenhalle.
Alle Hochbahnhöfe der kurzen, 3,23 Kilometer langen Zweigstrecke erhielten Seitenbahnsteige, die wiederum durch ein gemeinsames Satteldach geschützt wurden. In ihrer Bauweise ähnelten die Stationen sehr den Ringbahnhöfen Baumwall und Rödingsmarkt.
Nachdem alle Arbeiten endgültig abgeschlossen waren, eröffneten die Stadt Hamburg und die Hochbahngesellschaft am 27. Juli 1915 den Betrieb auf der neuen Zweigstrecke zwischen dem viergleisigen Untergrundbahnhof Hauptbahnhof und dem Bahnhof Rothenburgsort. Trotz eines 10-Minuten-Taktes erreichte diese relativ kurze Strecke nicht die erwartete Fahrgastzahl. Bereits im Jahr 1917 plante die Hochbahngesellschaft eine Verlängerung ins Industriegebiet Billbrook. Aufgrund der kriegsbedingten Schwierigkeiten kam man jedoch über eine Verlängerung des Bahndammes und den Pfeilerbau für die Brücke über den Elbe-Bille-Kanal nicht hinaus. Der Bahndamm wurde als Zufahrt für eine später errichtete Wagenhalle genutzt.

### Zweigstrecke nach Ohlsdorf

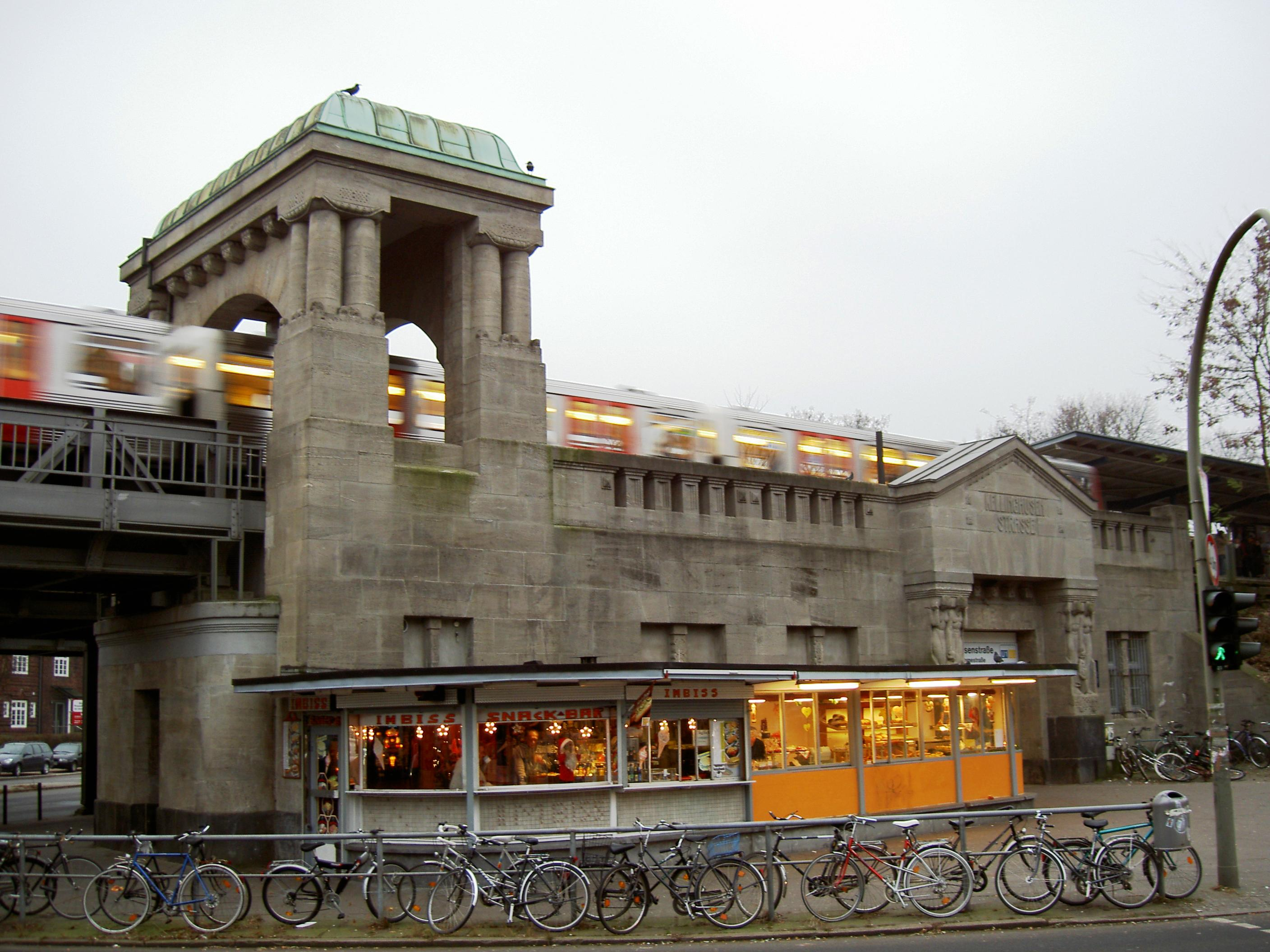
Am Bahnhof Kellinghusenstraße fädelt die Ohlsdorfer Strecke in den Ring ein

Durch den Zentralfriedhof im Stadtteil Ohlsdorf entwickelte sich das Gebiet rasch, besonders an den Wochenenden besuchten viele Hamburger Ohlsdorf. Um die Pferdebahn nach Ohlsdorf zu entlasten, schlugen auch Siemens & Halske und AEG in ihrem Hochbahnplan eine Strecke nach Ohlsdorf vor. Sie sollte vom Hochbahnring abzweigen und in Ohlsdorf enden.
1905 genehmigten Hamburger Senat und Bürgerschaft die Hochbahnpläne der beiden Gesellschaften und gaben den Auftrag, auf der neuen Zweigstrecke, die am Bahnhof Kellinghusenstraße beginnen sollte, insgesamt vier Stationen zu errichten: Hudtwalckerstraße, Lattenkamp, Alsterdorf und die Endstation Ohlsdorf.
Die ersten Arbeiten begannen im Jahr 1908/1909, als die Bauunternehmen im Rahmen der Bauarbeiten an der Ringbahn die viergleisige Station Kellinghusenstraße errichteten. Direkt nordöstlich des Verzweigungsbahnhofs wurde eine Überführung für die Ohlsdorfer Gleise gebaut, so dass eine niveaufreie Ausfädelung der Zweigstrecke entstand. Dahinter führt die Trasse auf einem aufgeschütteten Damm, um dahinter über Brücken den Alsterstreek, den Leinpfad und den Leinpfadkanal zu queren. Nach diesen drei Brücken schließt sich wiederum eine Brücke über die Sierichstraße bzw. die Hudtwalckerstraße an, direkt nördlich davon ließen Siemens & Halske und AEG bis 1913 die neue Station Hudtwalckerstraße errichten, dessen Beschriftung über dem Eingang –kurioserweise – ohne ‚c’ geschrieben wurde – ein Rechtschreibfehler. Auf dem Damm der weiteren Trasse liegt auch der Bahnhof Lattenkamp. Die Nähe der beiden Stationen wurde mit der geplanten Güterumgehungsbahn begründet, die erst später realisiert wurde. Hier verlässt die Hochbahn die geschlossene Bebauung auf einer Dammstrecke und erreicht die Station Alsterdorf, die das gleichnamige Dorf erschloss. Weiter nordöstlich geht die Strecke von einer Damm- in eine Einschnittstrecke über. Bis zum Jahr 1914 vollendete man den Rest der Strecke mit dem damals viergleisigen Bahnhof Ohlsdorf, der bereits beim Bau der Stadt- und Vorortbahn teilweise mitgebaut wurde. Wegen des Beginns des Ersten Weltkrieges konnte auch die Ohlsdorfer Strecke nur verzögert in Betrieb gehen. Die ersten Hochbahnzüge fuhren am 1. Dezember 1914 von Ohlsdorf über den Verzweigungsbahnhof Kellinghusenstraße und weiter über die Ringstrecke zum Hauptbahnhof oder gar bis nach Barmbek. Wie auch auf den anderen zwei Streckenästen war ein 10-Minuten-Takt die Regel.
Mit dem Bau der Ohlsdorfer Strecke war das vorerst geplante Netz für das Hamburger Hoch- und Untergrundbahnnetz abgeschlossen. Alle 1905 von Senat und Bürgerschaft beschlossenen Strecken wurden errichtet und befanden sich nun in Betrieb. Abgesehen von der Rothenburgsort-Linie entwickelten sich die Fahrgastzahlen gut und verhalfen wiederum der Betriebsgesellschaft und dem Verkehrsmittel an sich zu einem besseren Image in der Bevölkerung. Dennoch bestand auch weiterhin Rivalität zur Preußischen Eisenbahn und ihrer Stadt- und Vorortbahn.

## Zusammenwachsen eines Schnellverkehrssystems

### Die Walddörferbahn
Im Gegensatz zu heute war das damalige Staatsgebiet der Hansestadt Hamburg sehr zersplittert. So gehörten beispielsweise die heutigen hamburgischen Stadtteile Altona, Wandsbek oder Wilhelmsburg nicht dazu, dafür aber unter anderem die Gemeinden Groß-Hansdorf, Farmsen, Volksdorf, Wohldorf-Ohlstedt, Langenhorn, Fuhlsbüttel, Geesthacht, Amt Ritzebüttel oder die Insel Neuwerk. Bedingt durch diese teilweise vorhandenen Exklaven beschäftigte sich der Hamburger Senat respektive die Hamburger Bürgerschaft mit der Verkehrsanbindung einiger dieser „politischen Inseln“.
Ein erster Vorschlag für die Anbindung der im Nordosten gelegenen so genannten „Walddörfer“ Groß-Hansdorf, Farmsen, Berne, Volksdorf und Wohldorf-Ohlstedt wurde noch während der Bauarbeiten für die erste Ringbahnstrecke, am 15. April 1911, von der Planabteilung des Senates vorgelegt. Dieser beinhaltete eine Trassierung einer Hauptlinie Barmbek–Farmsen–Volksdorf sowie zweier Streckenäste, die von Volksdorf aus einerseits die Gemeinde Ohlstedt/Wohldorf anschließen sollten, andererseits das „Walddorf“ Groß-Hansdorf beziehungsweise Schmalenbeck. Dieser Vorschlag jedoch bedingte eine Verhandlung mit dem Land Preußen, da die Strecke preußisches Staatsgebiet berührte.
Am Projekt der Anbindung der Dörfer selbst gab es kaum Kritik. Viel mehr jedoch wurde unter anderem die Streckenführung der Groß-Hansdorfer Zweiglinie kritisiert. Geplant war beispielsweise am Bahnhof Ahrensburg der Lübeck-Büchener Eisenbahn (LBE) einen Nachbarbahnhof der Hochbahn zu errichten – die LBE befürchtete große Fahrgastverluste. Bis zum Februar 1912 nahmen die Hamburger Bürgerschaft und andere zahlreich an der Diskussion teil. So wurde mit der Gemeinde Ahrensburg ausgehandelt, dass diese nun anstatt eines Bahnhofs benachbart zur LBE zwei Hochbahnhöfe im südlichen Teil der preußischen Gemeinde erhalten sollte. Aber auch zusätzliche Stationen nahm man nun in das Projekt mit auf. Perspektivisch war außerdem eine Verlängerung der zwei Strecken über die zukünftigen Endstationen Wohldorf bzw. Groß-Hansdorf hinaus geplant. Schließlich verabschiedete die Hamburger Bürgerschaft das Walddörferbahn-Projekt am 23. Februar 1912.
Aufgrund des tangierten preußischen Gebietes handelte die Hansestadt Hamburg mit Preußen einen Staatsvertrag aus, der zum 17. März 1912 genehmigt und zum 8. Mai bekannt gemacht wurde. Für Preußen war der Vertrag von Vorteil, da es im Gegenzug die Erlaubnis der hanseatischen Regierung erhielt, die preußische Alstertalbahn (heute Teil der S-Bahn-Linie S1) vom Bahnhof Ohlsdorf nach Poppenbüttel zu führen.
Die ersten Arbeiten für die knapp 29 Kilometer lange komplett oberirdische Strecke mit insgesamt 15 Stationen begannen bereits kurz nach der Vertragsveröffentlichung. Im Jahr 1912 waren vor allem Erduntersuchungen nötig, um den Untergrund für die zahlreichen Brückenwerke, etwa 70, und Dämme zu prüfen. Damit begannen auch die ersten Dammaufschüttungen sowie die Arbeiten für die Brücken und Unterführungen. Ab dem Jahr 1914 begann die Stadt Hamburg mit den architektonischen Konstruktionen für Zugangsgebäude und Bahnsteige.
Die Strecke beginnt am Bahnhof Barmbek, der für die neue Strecke zusätzlich einen dritten Bahnsteig inklusive fünftes Gleis erhielt, und führt nordwestlich des Bahnhofs direkt über ein zweigleisiges Brückenbauwerk, dessen Gesamtlänge 500 Meter beträgt. Dies war nötig, um die vorhandenen Ringgleise, die Gleise zur Hauptwerkstatt Hellbrookstraße und die Trasse der Vorortbahn Barmbek–Ohlsdorf sowie der Güterumgehungsbahn zu passieren. Insgesamt 16 Zwischenstützen tragen die so genannte „Fachwerkkonstruktion“, die in den Jahren 1913–1915 errichtet wurde. Im weiteren Verlauf folgt ein Damm, der – mit Ausnahme des Bahnhofes Farmsen – bis zur damaligen Grenze der Gemeinde Berne reichte. Von dort bis zur Volksdorfer Grenze verläuft die Strecke im Einschnitt. Die in Volksdorf abzweigenden Streckenäste sind unterschiedlich trassiert. Die Strecke Richtung Ohlstedt ist bis zur nördlichen Volksdorfer Grenze als Einschnittbahn gebaut, nördlich davon folgt bis zum Endbahnhof wiederum ein Damm. Der Bau des Ohlstedter Astes erfolgte aufgrund der weitgehenden Trassierung der Strecke auf hamburgischem Gebiet relativ ohne Probleme, die Gleise wurden direkt neben das der hier bereits befindlichen elektrischen Kleinbahn Altrahlstedt – Volksdorf – Wohldorf gebaut. Diese wiederum sollte daraufhin ihren Personenverkehr einstellen und nur noch Gütertransport bewerkstelligen.
Die Großhansdorfer Zweigstrecke verläuft von Volksdorf bis hinter Buchenkamp auf einem hohen Damm. Ab Ahrensburg Ost bis hinter Kiekut ist sie durch einen zum Teil sehr tiefen Einschnitt geführt worden. Durch die Planänderung – nach Protesten der LBE durfte Ahrensburg nicht eingebunden werden – führte die Strecke nicht über den Bahnhof Ahrensburg weiter nach Schmalenbeck, sondern auf einer Alternativroute südlich an Ahrensburg vorbei durch freies Feld zur Endstation (nun statt Schmalenbeck) Groß-Hansdorf.
Ein Großteil der Bauarbeiten konnte bis zum Beginn des Ersten Weltkrieges fertiggestellt werden, doch danach verzögerte sich der Bau erheblich. Nur langsam, Schritt für Schritt, konnten Trasse und Bahnhöfe gebaut werden. Trotzdem gelang es während des Krieges noch, die gesamte Strecke mit zwei Gleisen zu komplettieren. Jedoch war weder die elektrische Ausrüstung mit Stromschienen vorhanden, noch gab es überhaupt Triebwagen für den Fahrgastbetrieb.
Nach dem Kriegsende ließen fortwährende Engpässe in der Wagenmaterial- und Rohstoffbeschaffung zur elektrischen Ausrüstung einen Betrieb unter normalen Bedingungen nicht zu. Die zwanzig durch die Hochbahngesellschaft gefertigten U-Bahn-Wagen reichten für einen 30-Minuten-Takt tagsüber nicht aus, so dass lediglich ein provisorischer Betrieb möglich war. Mit dieser Zwischenlösung befasste sich die in Volksdorf durch Gemeindevorstand und Bürgerverein konstituierte Einspruchsversammlung am 6. Juli 1918, auf der die Forderung einer sofortigen Betriebsaufnahme formuliert wurde. Man konnte zwei belgische Dampflokomotiven, die durch die Kriegsereignisse in den Besitz des Reiches gekommen waren, beschaffen. An diese sollten umgebaute Hochbahnwagen gekuppelt werden, wobei man die Beschaffung der Lokomotiven im Kostenvoranschlag mit 200.000 Mark bezifferte und der laufende Betrieb jährlich Kosten von 500.000 Mark verursachen würde. Mit der Inbetriebnahme der Walddörferbahn sollten die Bahnhöfe Barmbek, Wandsbek-Gartenstadt, Farmsen, Berne, Volksdorf, Hoisbüttel und Ohlstedt eröffnet werden. Die Stationen Habichtstraße, Trabrennbahn, Meiendorfer Weg und Buckhorn sollten dagegen noch nicht bedient werden, da eine niedrige Bevölkerungsdichte in der Umgebung eine geringe Nutzung dieser bereits im Rohbau stehenden Bahnhöfe befürchten ließ.
Mit den zwei angekauften, vom Reich im Krieg erbeuteten belgischen Lokomotiven konnte am 12. September 1918 die Eröffnung des provisorischen Dampfbetriebs auf der Walddörferbahn stattfinden, die allerdings ohne jegliche Einweihungsfeierlichkeiten stattfand. Im Gegensatz zum preiswerten innerstädtischen Hochbahnverkehr in Hamburg mit einem Höchstpreis von 20 Pfennig pro Fahrt war die Benutzung der neuen Walddörferbahn recht teuer, kostete doch die Benutzung der gesamten Strecke 90 Pfennig, mit Umsteigen in Barmbek zur Weiterfahrt in die Innenstadt 1,10 Mark. Trotzdem konnte sie den Fahrtpreis der Lübecker Bahn mit Weiterfahrt mittels Kleinbahn nach Wohldorf von 1,30 Mark unterbieten, so dass die Nachfrage anfänglich groß war, auch wenn die Fahrzeit zwischen Ohlstedt und Barmbek mit 43 Minuten recht lang war. Die zu überwindenden starken Steigungen bei Barmbek führten dazu, dass die Lok lediglich imstande war, maximal zwei Personenwaggons zu ziehen. Es kam zunehmend zu einem unzuverlässigen Betriebsablauf auf der Strecke, so dass der Senat am 19. April 1919 bei der Bürgerschaft den Antrag stellte, eine Summe von 4,625 Millionen Mark für den Streckenausbau, verbunden mit der elektrischen Ausrüstung zwischen Barmbek und Volksdorf, zu stellen. Jedoch traten fortwährend weitere Schwierigkeiten im Betriebsablauf ein, so dass die Rohstoffbeschaffung nicht einmal aufgenommen werden konnte. Wegen erforderlicher größerer Reparaturen der Lokomotiven stellte die Hochbahn am 22. Mai 1919 den Betrieb der Walddörferbahn völlig ein, nachdem bereits elf Tage zuvor der Sonntagsbetrieb nicht mehr durchgeführt wurde.
Nach der Reparatur der Lokomotiven ordnete die Demobilmachungskommission die Rückgabe nach Belgien an. An die Beschwerde der Gemeindevertreter der vier Walddörfer knüpfte man die Forderung an, den elektrischen Betrieb auf der Walddörferbahn zu ermöglichen und aufzunehmen. Dabei verwies man den Senat auf dessen Beschluss vom 23. Februar 1912, nach dem den Einwohnern eine preisgünstige und schnelle Verkehrsanbindung zugebilligt worden war. Daraufhin erhielt ein Gleis zwischen Barmbek und Volksdorf eine Stromschiene.
Die weitere Elektrifizierung der Zweigstrecke Groß-Hansdorf, die zunächst vorgesehen war, stand gleichzeitig auf Grund der allwährend steigenden Stahlpreise zur Disposition, so dass man sich kurzfristig entschloss, das zweite Gleis dieses Streckenastes zu entfernen und deren Schienen als Kompensationsmaterial für den Erwerb von Stromschienen für die Zweigstrecken Volksdorf – Groß-Hansdorf sowie Volksdorf – Ohlstedt, die ebenfalls in Bau stand, zu verwenden. Unterdessen erzielte man beim Bau der Großhansdorfer Zweigstrecke weitere Fortschritte, so dass die Inbetriebnahme für den 6. September 1920 vorgesehen war. Zu diesem Tag konnte auch planmäßig der Betriebsbeginn auf der eingleisig elektrifizierten Strecke zwischen Barmbek und Volksdorf vonstattengehen. Ein Jahr später, am 5. November 1921, hatte auch der weiterführende eingleisige Streckenast nach Groß-Hansdorf den elektrischen Betrieb erhalten, so dass die Bahnhöfe Buchenkamp, Ahrensburg, Schmalenbeck und Groß-Hansdorf bedient werden konnten. Erst am 17. Juni 1922 wurde mit der Eröffnung der Stationen Hopfenbach und Kiekut die Zweigstrecke vollständig in Betrieb genommen, zuvor waren die beiden Bahnhöfe wegen zu geringem Fahrgastaufkommen bei der eigentlichen Streckeneröffnung geschlossen geblieben. Aufgrund des Mangels an Wagenmaterial konnte die Strecke allerdings lediglich alle zwei Stunden bedient werden.

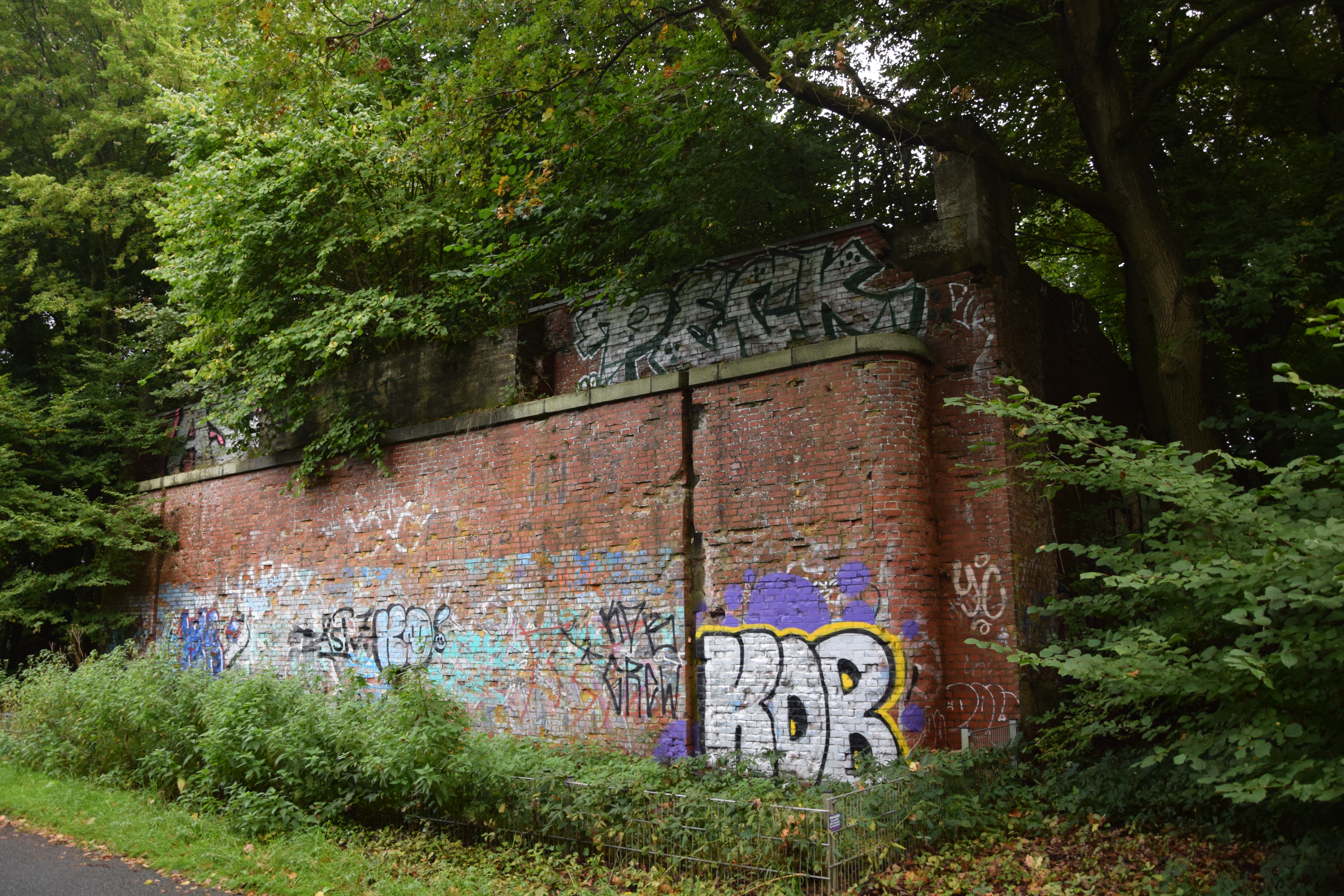
Fragment des U-Bahnhofs Beimoor

Die weiteren geplanten Bahnhöfe Wulfsdorf und Beimoor fanden niemals Anschluss an das Netz. Die Haltestelle Wulfsdorf, südwestlich von Ahrensburg auf Höhe des Guts Wulfsdorf, fand schon nach dem Planungsstadium keine weitere Beachtung mehr, obwohl die Trasse an dieser Stelle zur Errichtung eines Mittelbahnsteigs verbreitert wurde.
Der Bahnhof Beimoor als konzipierte Endhaltestelle wurde dagegen bis 1918 sogar nahezu fertiggestellt, um ein geplantes Wohngebiet und eine damals so bezeichnete „Irrenanstalt“ an den öffentlichen Nahverkehr anzubinden. Doch infolge des Ersten Weltkrieges und Materialmangels bei der Elektrifizierung wurde dieser Bahnhof nie in Betrieb genommen, obwohl bereits Gleise bis dorthin verlegt waren. Das Gebäude wurde nach dem Zweiten Weltkrieg zur Beschaffung von Baumaterialien weitgehend wieder abgebrochen. Die heute noch existierenden Reste der Anlage dienen als Winterquartier für Fledermäuse.
Unter schwierigsten Bedingungen konnte der Bau der Infrastruktur für den zweigleisigen elektrischen Betrieb vorangetrieben werden. Endlich konnte mit der Aufnahme des zweigleisigen Betriebes mit Stromschienen am 20. Mai 1923 ein 15-Minuten-Takt wenigstens zwischen Barmbek und Volksdorf sichergestellt werden. Nun setzte man alles daran, die Zweigstrecke nach Ohlstedt möglichst bald vollständig in Betrieb zu nehmen. Für diesen weiteren Ausbau wurden am 18. Juni 1924 finanzielle Mittel von 86.000 Mark gestattet, wobei lediglich eine eingleisige Ausrüstung vorgesehen war. Um trotzdem bis Ohlstedt einen 15-Minuten-Takt anbieten zu können, folgte am 30. Juli gleichen Jahres die Genehmigung über zusätzliche 65.500 Mark zum Bau einer Ausweichstelle am Bahnhof Hoisbüttel. Die Bürgerschaft sicherte am 10. September 1924 einen angemessenen Betrieb auf dem zukünftigen Streckenast, als sie zur Anschaffung von 18 neuen Wagen zusätzlichen 1,08 Millionen Mark die Genehmigung erteilte. Der Betrieb erforderte nach Streckeneröffnung werktags 53, sonntags 77 Wagen.
Am 28. Juli 1924 konnte man auf der Strecke Barmbek – Volksdorf ganztägig einen 15-Minuten-Takt anbieten, nachdem die neuen Wagen fertiggestellt und eingetroffen waren. Am 1. Februar 1925 folgte die Eröffnung des Streckenastes Volksdorf – Ohlstedt mit den dazwischenliegenden Stationen Buckhorn und Hoisbüttel. Die bisher noch geschlossene Haltestelle Meiendorfer Weg wurde erst am 7. April 1925 in Betrieb genommen, nachdem sie nach einer versuchsweisen Öffnung einen ausreichenden Zulauf erhalten hatte. Nur an den Renntagen, mittwochs und sonntagnachmittags, war die Station Trabrennbahn in Farmsen geöffnet. In der Umgebung der letzten nicht eröffneten Station Habichtstraße erhöhte sich mit der Errichtung von Neubaublocks die Bevölkerungsdichte, so dass eine Öffnung dieser bereits errichteten Haltestelle zunehmend stärker gefordert wurde. Erst am 23. Juni 1930 wurde dieser Erwartung entsprochen.
Indessen empfahl die Senatskommission für die Eisenbahnangelegenheiten im Jahr 1927 den Ausbau der Streckenzweige zu zweigleisigen Strecken, weil sie die öffentliche Ordnung als gefährdet ansah und den Staat in der vertraglichen Verpflichtung sah, die Finanzierung des Ausbaus zu tragen. Ergebnis der folgenden Investitionen ist der zweigleisige Betrieb der Strecke Hoisbüttel – Ohlstedt seit dem 10. Mai 1927 und der Strecke Volksdorf – Buchenkamp vom 15. Juli 1935 ab. Der weitere Großhansdorfer Streckenast blieb dagegen fortwährend eingleisig mit Ausweichen.
Bis dahin wurde der Betrieb der Hochbahn auf der Walddörferbahn auf Staatskosten getragen und nur die Betriebsführung durch die HHA übernommen. Seit dem 1. April 1934 übernahm die Hochbahngesellschaft auch die Finanzierung des Betriebes auf der Walddörferbahn, wobei die Streckenanlagen sowie das Wagenmaterial weiterhin in Staatsbesitz blieben.
Mit dem Groß-Hamburg-Gesetz mit Wirkung zum 1. April 1937 ging eine Neudefinition des Hamburger Staatsgebietes einher, aus dem unter anderem Groß-Hansdorf nun ausgegliedert wurde. Dies bedeutete für die Großhansdorfer Strecke die nahezu komplette Einstellung. Beispielsweise schlug man die Demontage der Gleisanlagen zwischen Ahrensburg und Volksdorf vor, woraufhin ein Streckenanschluss zum Reichsbahnhof Ahrensburg folgen sollte. Die dann verbliebene Hochbahnstrecke zwischen Ahrensburg und Groß-Hansdorf sollte dann als Kleinbahn ihren Betrieb neu aufnehmen. Da im Jahr 1939 mit dem Beginn des Zweiten Weltkrieges die Umsetzung solcher Planungen scheiterte, wurde diese Strecke auch weiter durch die HHA betrieben.

### Die Langenhorner Bahn
Auch die öffentlichen Verkehrsverbindungen zwischen dem im hamburgischen Staatsgebiet befindlichen Langenhorn und der Hamburger Innenstadt waren bis zum Ende des 19. Jahrhunderts mangelhaft, so dass der erste Vorschlag, eine Schienenverbindung zwischen den beiden Orten herzustellen aus dem Jahr 1891 datiert. Das Projekt von Haidmann zog hierbei auch die Erschließung der Walddörfer ein. Das Projekt wurde jedoch abgelehnt, vier Jahre später entstanden Planungen seitens des Ingenieurwesens der Hansestadt Hamburg, die allerdings auch nicht weiter verfolgt wurden. Ab 1902 verband eine Pferdeomnibuslinie den Ochsenzoll über die Langenhorner Chaussee und die Alsterkrugchaussee mit Eppendorf, ein Jahr darauf endete diese Linie aus wirtschaftlichen Gesichtspunkten an der Endhaltestelle der Straßenbahn in Ohlsdorf. Da die Einwohnerzahl Langenhorns kontinuierlich stieg, kam der Wunsch in der Gemeindevertretung auf, eine Kleinbahn-Verbindung, beispielsweise als Straßenbahnstrecke, für den Ort zu erhalten. Das dafür eingerichtete Konsortium stellte am 30. November 1904 beim Hamburger Senat den Antrag, die Ohlsdorfer Straßenbahnstrecke zu verlängern. Der Verhandlungsteilnehmer SEG forderte hierbei Zuschüsse seitens des Hamburgischen Staates, die allerdings verwehrt wurden, so dass auch die Verlängerung der Straßenbahn scheiterte.
Erst vier Jahre später giff am 8. Februar 1908 der Ingenieur Dr. C. O. Gleim erneut den Gedanken an eine Schienenverbindung nach Langenhorn auf, indem er den Senat ersuchte, allgemeine Vorarbeiten für den Bau und Betrieb einer Kleinbahn von Winterhude nach Langenhorn durchführen zu dürfen. Gleim erhielt am 4. Mai 1908 durch die Senatskommission für Eisenbahnangelegenheiten die Empfehlung über eine solche Erlaubnis, doch er änderte indessen seine Planungen dahingehend, dass der Gleisanschluss Langenhorns über die projektierte Hochbahnstrecke bis Ohlsdorf zu wählen sei. Auch diese Änderung seiner Pläne wurde genehmigt, so dass er am 10. Februar 1909 dem Senat fünf Vorschläge zur genaueren Streckenführung unterbreitete, über die zu entscheiden wäre:
- zwei Strecken von Groß Borstel und Ohlsdorf, die zusammentreffen und entlang der Langenhorner Chaussee nach Ochsenzoll führen
- eine Strecke von Ohlsdorf westlich der Langenhorner Chaussee
- eine Strecke von Ohlsdorf parallel zur Tangstedter Landstraße
- eine Strecke zunächst westlich, dann östlich der Langenhorner Chaussee mit zwei Plankreuzungen
- zwei Strecken auf beiden Seiten Langenhorns, die am Ochsenzoll zusammentreffen

Den entscheidenden Schritt für die zukünftige Streckenführung nach Langenhorn erreichte Gleim erst mit seinem dritten Projekt vom 4. April 1910, wonach eine elektrisch betriebene Kleinbahn kreuzungsfrei von Ohlsdorf zwischen Langenhorner Chaussee und Tangstedter Straße den Personenbetrieb übernehmen sollte, zudem war ein drittes Gleis für einen Güterbetrieb vorgesehen. Das Gütergleis sollte zudem zur sogenannten „Irrenanstalt“ abzweigen. Die Gesamtkosten für den Bau beliefen sich laut Gleim auf veranschlagte 2,8 Millionen Mark.
Da jedoch der Hamburger Staat die Bahn in Eigenregie errichten wollte, sollten keine privaten Unternehmer den Bau der Strecke initiieren. Vorteil der Langenhorner Bahn war, dass sie gänzlich auf Hamburger Staatsgebiet verlaufen sollte, so dass langwierige Verhandlungen mit Preußen in diesem Falle unnötig waren. Mit dem 12. Oktober 1912 wurde die Konzeption des Senats vor der Bürgerschaft vorgestellt, die Bürgerschaft beschloss in ihrer Sitzung vom 13. November 1912 die Bausumme von 7,16 Millionen Mark sowie die Auszahlung von 5166,90 Mark für die bereits erfolgten Vorleistungen an das Komitee für die Errichtung einer Kleinbahn nach Langenhorn. Zum Jahresanfang 1913 erfolgte zudem die Eingemeindung der Gemeinden Klein Borstel, Fuhlsbüttel und Langenhorn in das Hamburger Stadtgebiet, was neue gesetzliche Bestimmungen für die bisher eigenständigen Gemeinden des Hamburger Staatsgebietes bedeutete. Noch im selben Jahr konnten die sofort nach der Genehmigung aufgenommenen Erdarbeiten für die Trasse zu Ende geführt werden. 1914 begann man, an 18 Stellen Ingenieurbauten zu konstruieren, um die betreffenden Straßen niveaufrei zu queren, also zu unterfahren bzw. zu überbrücken. Der am 30. April bzw. am 1. Mai 1914 geschlossene Betriebsvertrag zwischen der HHA und der Hamburger Finanzdeputation umfasste neben den Bestimmungen zum Betrieb auf der Langenhorner Bahn die der Walddörferbahn.
Mit dem Beginn des Ersten Weltkrieges gerieten die Bauarbeiten in Verzögerung, so dass erst Mitte 1917 eine provisorische Streckeneröffnung in Betracht gezogen werden konnte. Noch immer hatten die Bereiche nördlich von Ohlsdorf eine eher schwache Besiedlung, so dass der provisorische Betrieb lediglich die Haltestellen Fuhlsbüttel, Langenhorn (heute Langenhorn Markt) und Ochsenzoll vorsah. Die zwei weiteren Stationen Langenhorn Süd (heute Fuhlsbüttel Nord) und Langenhorn Nord blieben trotz ihrer Fertigstellung noch geschlossen. Der Termin für die provisorische Eröffnung, der 1. Dezember 1917, musste dennoch verschoben werden, da keine Dampflokomotive für den Streckenbetrieb vorhanden war. Da jedoch die preußische Staatsbahn die Alstertalbahn zwischen Ohlsdorf und Poppenbüttel auf preußischem Staatsgebiet alsbald eröffnen wollte, versuchte man nun mit Nachdruck, auch die Langenhorner Bahn zu eröffnen, damit die schnellere Entwicklung der Wohnbebauung nicht im preußischen Alstertal, sondern im hamburgischen Langenhorn erfolgte.
Aus dieser Konkurrenzsituation heraus entstand eine Notlösung: das Tiefbauunternehmen Julius Berger AG, das in Besitz einer Dampflokomotive war, sollte nun auf Staatskosten die Strecke betreiben. So wurde nach der landespolizeilichen Abnahme einen Tag zuvor die Strecke am 5. Januar 1918 eröffnet, es wurde auf dem östlich der für den Personenverkehr in Aufbau befindlichen Strecke gelegenen Gütergleis ein Personenverkehr mit täglich vier Fahrten je Richtung eingerichtet. Der provisorische Bahnsteig in Ohlsdorf befand sich nördlich des Hochbahnhofs, westlich der Gleise der Alstertalbahn. Nachdem der hamburgische Staat im Frühjahr 1918 eine Lokomotive erworben hatte, konnte mit dieser die Anzahl der täglichen Zugbewegungen pro Richtung auf acht gesteigert werden.
Noch immer erfolgte der Personenverkehr auf dem Gütergleis, da der elektrische Streckenausbau in den Kriegsjahren nicht mehr vorangetrieben wurde. Um ihn wieder aufzunehmen und die dafür vorgesehenen Hochbahnfahrzeuge zu bauen, genehmigte die Bürgerschaft am 13. April 1919 einen weiteren Betrag von 3,375 Millionen Mark. Die Rohstoffknappheit und die beginnende Inflation führten dazu, dass die benötigten Materialien trotz hoher Geldsummen nur zu Teilen verfügbar waren. Der Betrieb erfuhr trotzdem Erweiterungen. So bediente man seit dem 1. September nun auch die bisher geschlossen gehaltene Haltestelle Langenhorn Nord und der Zugbetrieb wurde kontinuierlich bis zum 1. November des Jahres auf elf Zugpaare täglich erhöht. Mit dem 30. Juni 1921 stellte die Julius Berger AG den provisorischen Dampfbetrieb ein. Die Betriebsführung ging mit dem folgenden Tage vollständig an die HHA über, die die Strecke trotz weiterer Nachzahlungen mit Fahrzeugen aus dem bisher vorhandenem Fuhrpark bedienen musste, da die benötigten neuen Fahrzeuge auf ihre Fertigstellung warteten. Der Betrieb wurde gemäß den Bedingungen des Betriebsvertrages von 1914 auf den für den Personenverkehr vorgesehenen zwei Gleisen im 60- bis 30-Minuten-Takt abgewickelt, das Gütergleis übernahm seine eigentliche Bestimmung für den Güterverkehr und die Haltestelle Langenhorn Süd (heute Fuhlsbüttel Nord) wurde ab diesem Tag bedient. Die Betriebskosten der HHA wurden vom Hamburger Staat mit geringem Aufschlag erstattet, im Gegenzug mussten sämtliche Einnahmen an das Land abgeführt werden.
Weiterhin erteilte man mehrmals Nachbewilligungen für die Betriebsmittel der Langenhorner Bahn, so 1918 über 3,3 Mio. Mark, im März 1922 weitere 2,7 Mio. Mark, die Elektrifizierung der Güterbahn kostete zudem 7,94 Mio. Mark. Aus Mangel an Fahrgästen schloss man Langenhorn Süd bereits 1923, am 20. April 1924 wurde die Haltestelle allerdings ein zweites Mal eröffnet. Noch im gleichen Jahr erreichte der Fahrplan einen 15-Minuten-Takt in den Spitzenzeiten, obgleich in der Schwachverkehrszeit nur einmal pro Stunde gefahren wurde. Vom 23. Februar 1923 an verdichtete man nun auch den Abendverkehr auf einen 30-Minuten-Takt. Am 6. März 1925 erteilte man erneut Geldbeträge zum Bau von Fahrzeugmaterial, um für die Langenhorner und die Walddörferbahn 71 Wagen in Staatsbesitz verfügbar zu halten. Am 13. Mai desselben Jahres gewährte man finanzielle Mittel für die Elektrifizierung der Güterbahnstrecke mit einer Oberleitung, die HHA sollte hierbei als Pächter fungieren. Der Güteranschluss der sogenannten „Irrenanstalt“ wurde dagegen wie auch der Bau des 1914 vorgesehenen Betriebsbahnhofes in Ochsenzoll mit Wagenhallen und Werkstätten fallen gelassen. Die endgültige, vollständige Betriebsaufnahme auf der Langenhorner Bahn ging mit dem 25. Mai 1925 einher, als der Fahrplan mit Taktverdichtung auf der Strecke verbessert wurde und mit Klein Borstel die Einweihung einer weiteren Station stattfand.

### Umbauten im U-Bahn-Netz
Bereits 13 Jahre nach der Betriebsaufnahme des neuen Verkehrsmittels in Hamburg reichte die Kapazität der Züge mit höchstens vier Wagen nicht mehr überall aus. Zwischen 1925 und 1927 verlängerte man daher die Bahnsteige der Stationen um 20 m auf eine Länge von 90 m, damit Sechs-Wagen-Züge den Ring und dessen Zweigstrecken befahren konnten. Gleichzeitig wurden durch Rückbau, neue Zugänge und ähnliche Maßnahmen mehrere Bahnhöfe verändert. Ab 1928 nahmen daraufhin die ersten Sechs-Wagen-Züge mit verbesserter Technik, unter anderem automatischen Scharfenbergkupplungen, ihren Dienst auf.
Da sich der Fahrzeugbestand kontinuierlich vergrößerte, musste zudem eine zweite Abstellanlage eingerichtet werden. Zwischen den inneren Ringgleisen, dem Wiesendamm, der Flurstraße und dem Goldbekkanal nahm der zweite Betriebsbahnhof, benannt nach der anliegenden Haltestelle Stadtpark (heute Saarlandstraße), ab 1927 seinen Platz ein. Dafür mussten ein Jahr zuvor an den Gleisanlagen der Station Stadtpark Umbauten durchgeführt werden, um den Anschluss des Betriebshofes herzurichten. Aus dieser Zeit stammen auch die vergrößerte Eingangshalle und die Anordnung der nun zwei Mittelbahnsteige mit vier Gleisen und die Unterfahrung der Anbindung des südwestlich gelegenen Betriebsgeländes von der westlichen Bahnhofsausfahrt durch das von Borgweg kommende Streckengleis.

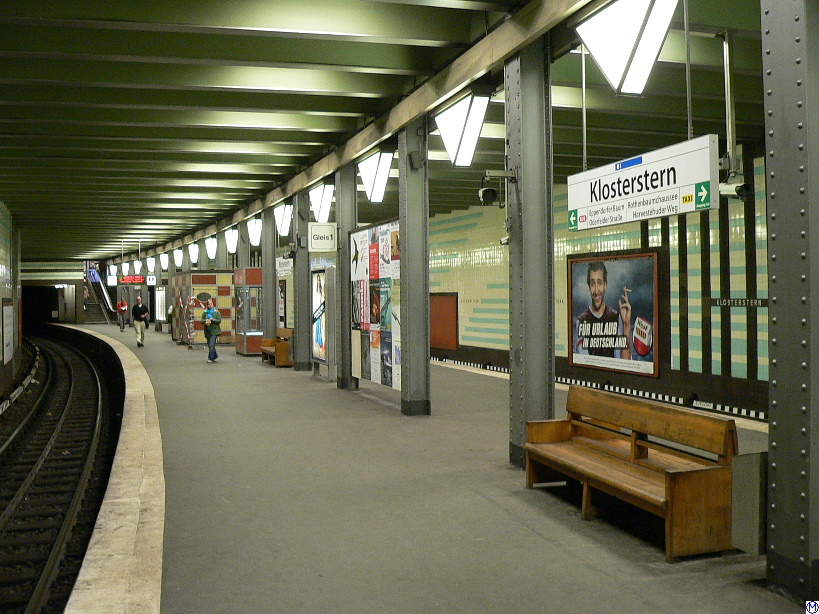
Charakteristische Dreieckslampen im U-Bahnhof Klosterstern

### Die Kell-Jung-Strecke als schnelle Innenstadtverbindung
Bereits zum Bau der Walddörfer- und Langenhorner Bahn beabsichtigte man, eine weitere Innenstadtverbindung herzustellen. Die projektierte Streckenführung der Walddörferbahn sah eine Einführung aus Richtung Osten in die Ringbahn vor, bei höherem Verkehrsaufkommen sollten die Züge über die Ringlinie oder eine Neubautrasse in das Stadtzentrum führen. Auch nach dem Bau der Walddörferbahn sollte die Strecke in die Ringstrecke von Osten her eingeführt werden, diesmal jedoch am Bahnhof Barmbek vorbei vor der Haltestelle Flurstraße. Nach dem Passieren der Haltestelle sollte die Strecke direkt in die Innenstadt weitergeführt werden. Der Erste Weltkrieg verhinderte jedoch zunächst den Bau einer solchen kurzen Verbindung Richtung Stadtzentrum.
Nach dem Ende der Hyperinflation im November 1923 wurden von der Hochbahn wieder Netzerweiterungen geplant und HHA-Direktor Wilhelm Stein setzte gegen eine geplante Freihafenstrecke die nach ihren Endbahnhöfen benannte Kell-Jung-Strecke durch. Er begründete den Nutzen dieser Strecke damit, dass die Freihafenbahn lediglich im Berufsverkehr genutzt würde. Des Weiteren könne der Fährenverkehr im Freihafen seine Vorzüge gegenüber einer Hochbahn ausspielen.

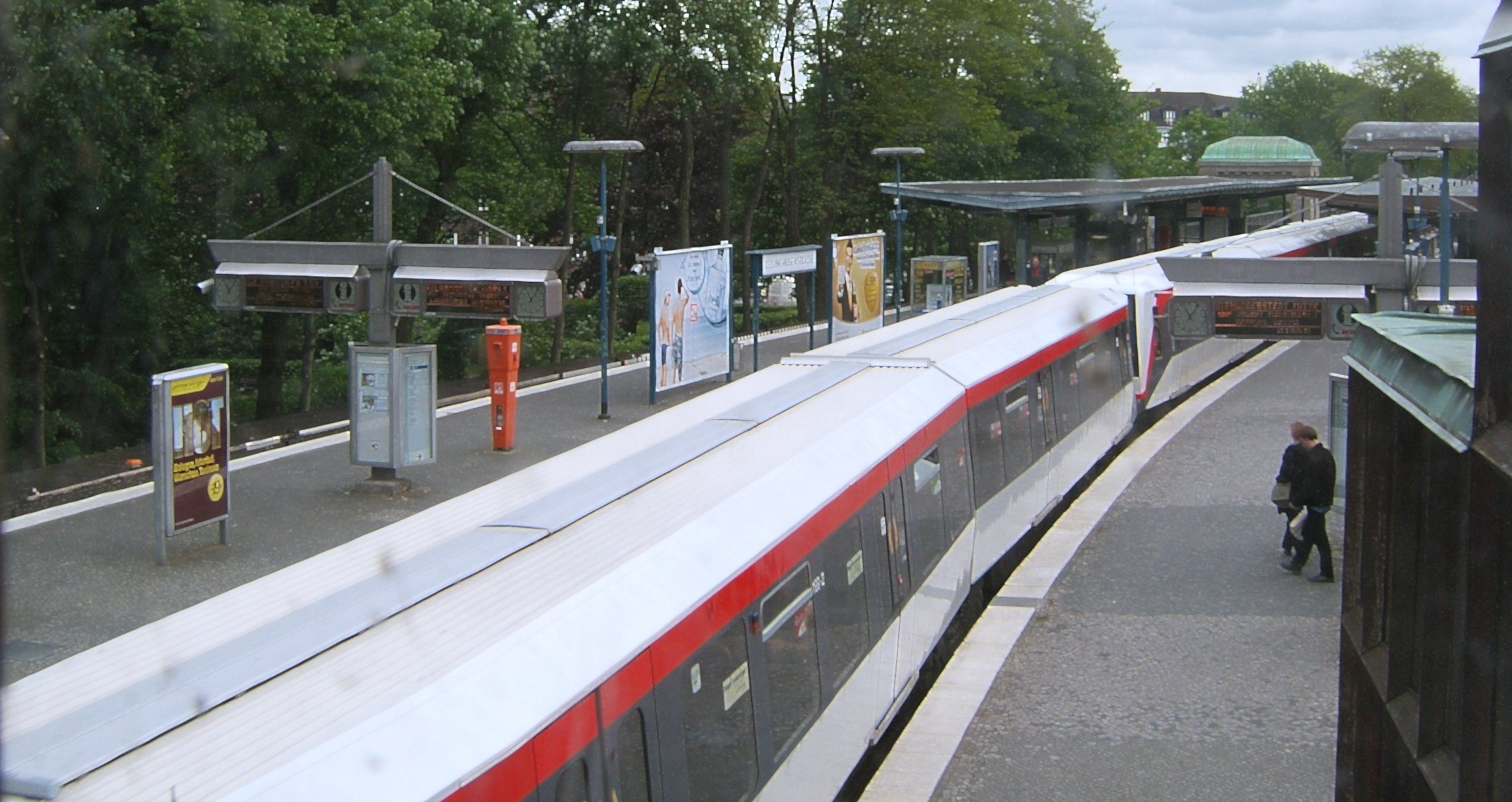
Beim Bau der KellJung-Strecke erhielt die Station Kellinghusenstraße einen zusätzlichen Bahnsteig (im Bild rechts)

Damit trat man dem Gedanken einer Innenstadt-U-Bahn wieder näher, nun aber sollte der Abzweig von der Ringstrecke südlich der Kellinghusenstraße erfolgen und als kurze Innenstadtverbindung für die Langenhorner Bahn dienen. Die Strecke führte danach gänzlich im Tunnel unterhalb der Straßen Rothenbaumchaussee, Stephansplatz und Colonnaden zum Jungfernstieg. Da in diesem Gebiet die Straßenbahnlinien parallel verkehrten, wurden die Haltestellenabstände besonders groß gewählt; der durchschnittliche Stationsabstand auf dem Abschnitt liegt bei 1088 m. Damit sollte die Feinverteilungsfunktion der Straßenbahn weiterhin erhalten bleiben.

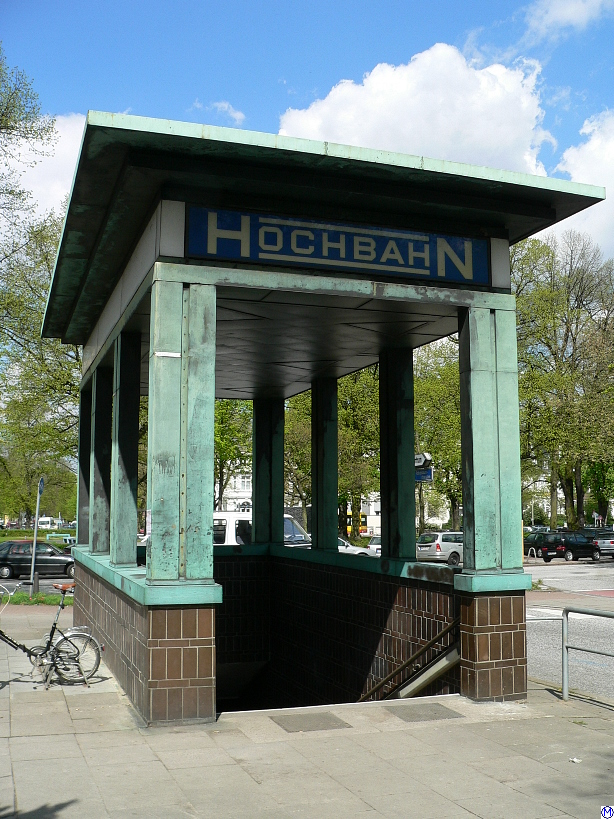
Historische Aufschrift „Hochbahn“ am Klosterstern

Im Mai 1925 begann der Bau an der Rothenbaumchaussee. Es wurde das Prinzip des offenen Tunnelbaus angewandt, so dass erhebliche Erdmassen ausgehoben werden sollten. Am 10. August 1926 begann der eigentliche Tunnelbau an den Sportanlagen Hallerstraße. Die Anwohnerproteste in der Oderfelder Straße gegen die U-Bahn-Trasse unter der eigenen Straße bewirkten, dass die Strecke letztlich erst kurz vor der Haltestelle Eppendorfer Baum in die gleichnamige Straße aus dem Ring ausgefädelt wurde. Die vier zu bauenden Haltestellen hatten eine Länge, die Acht-Wagen-Züge ermöglichte, und Ausgänge an beiden Bahnsteigenden. Die Unterquerung der Verbindungsbahn am Bahnhof Hamburg Dammtor stellte ein Hauptproblem des Streckenbaus dar und verzögerte die Arbeiten bis 1929. Dieses konnte erst durch Bau eines gewölbten Tunnels gelöst werden. Dort schloss sich die Kehranlage nördlich der Haltestelle Stephansplatz an.
Der verbleibende Bauabschnitt stellte das zweite Hauptproblem der Strecke dar. Neben den technischen Schwierigkeiten beim Aushub der Colonnaden kam der Widerstand der dort angesiedelten Geschäftsleute hinzu. Diese befürchteten durch die Sperrung der Einkaufsstraße Umsatzeinbrüche und stellten noch im Dezember 1927 die Forderung, die Strecke entgegen der Ausarbeitungen über Dammtorstraße und Gänsemarkt zu führen. Nachdem die Interessengemeinschaft mit ihrem Einspruch keinen Erfolg hatte, begannen die Aushubarbeiten und der Bau der letzten Haltestelle Jungfernstieg unterhalb des Alsterfleetes. Mit der Weltwirtschaftskrise verzögerte sich zudem der Streckenbau, so dass die Endhaltestelle am 25. März 1931 lediglich provisorisch etwas weiter nordwestlich eröffnet werden konnte. Diese provisorische Haltestelle umfasste einen Holzbahnsteig mit lediglich einem Gleis. Die zweigleisige Strecke schloss sich nach einer Weiche direkt nördlich an den Bahnhof an. Sie war die erste Hamburger Hochbahnhaltestelle mit zwei Rolltreppen. Erst am Vormittag des 28. April 1934 konnten mit der Eröffnung der Ausgänge zum Plan und Ballindamm die Arbeiten an der Strecke beendet werden. Zu dieser Zeit wurden finanzielle Mittel zu Gunsten militärischer Aufrüstung vorgezogen, so dass eine Netzerweiterung in absehbarer Zeit ausgeschlossen war.

### Kriegsfolgen

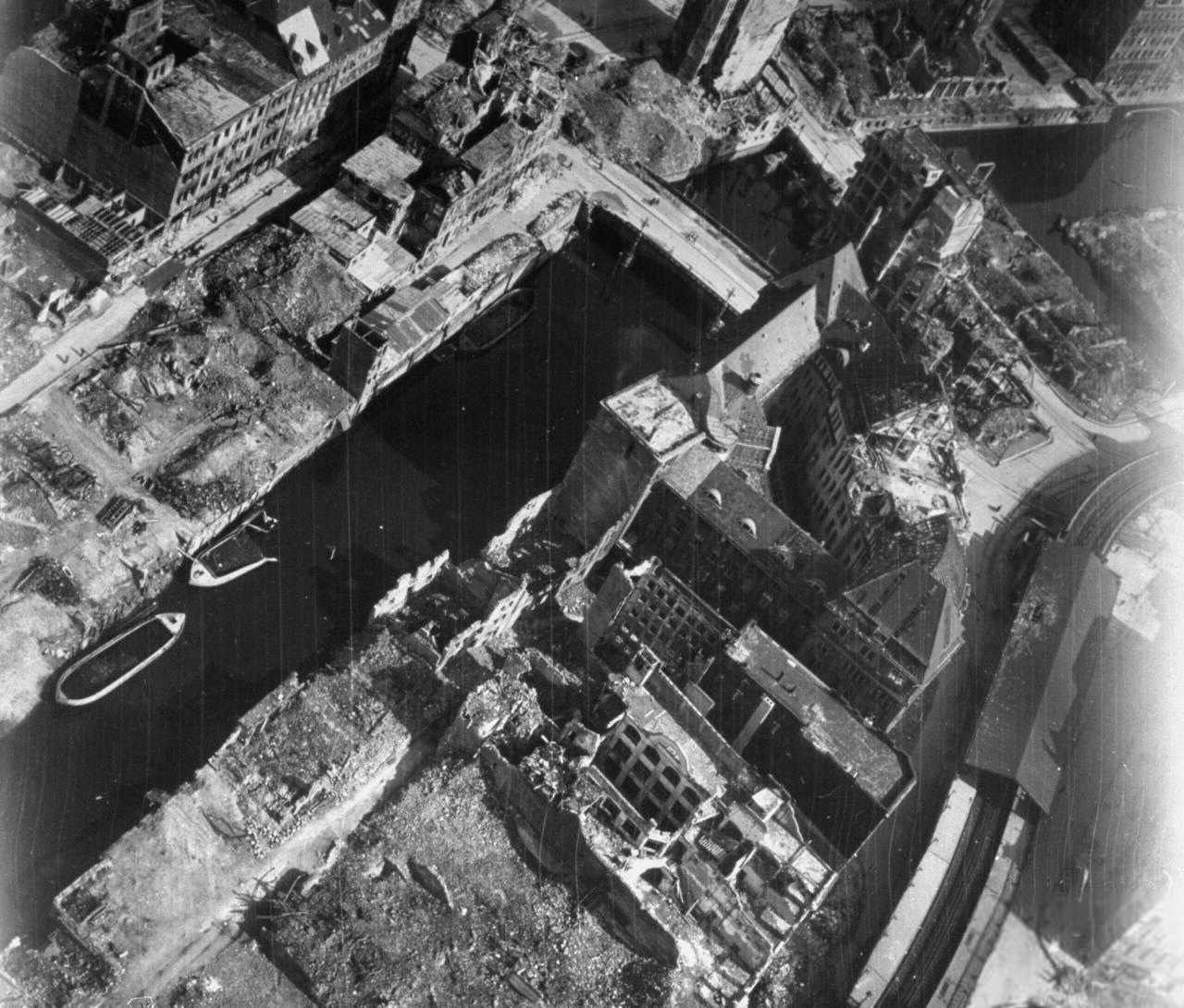
Bombenschäden in der Umgebung der Station Rödingsmarkt (unten rechts)

Von den Luftangriffen im Laufe des Jahres 1943, die große Flächen der Hansestadt zerstörten, blieb auch die Hochbahn nicht verschont. Während bis zum Sommer 1943 die Angriffe auf einzelne Stadtgebiete außerhalb der Innenstadt den Betrieb kurzzeitig unterbrochen hatten, erzwang im Juli und August 1943 die Operation Gomorrha mit den Bombardierungen auf die innere Stadt die völlige Betriebseinstellung der Hochbahn. Unter anderem waren die Bahnhofsbauten der Haltestellen Schlump, Mundsburg und Wagnerstraße (heute Hamburger Straße) und der Betriebsbahnhof Stadtpark erheblich zerstört.
Statt der einst geplanten Erneuerung der Hochbahnanlagen erhielt nun die Beseitigung der Kriegsschäden Priorität. Teile des Netzes konnten bereits nach kurzer Zeit wieder instand gesetzt werden, obwohl weder Material noch Personal in ausreichender Menge vorhanden war. Aufgrund ihrer Lage außerhalb des Stadtgebiets mit hoher Bebauungsdichte war die Walddörferbahn am wenigsten von den Luftangriffen betroffen und konnte schon nach wenigen Tagen wieder bedient werden. Daraufhin folgten die westliche Ringstrecke und die Abzweige nach Hellkamp und Langenhorn. Die östliche Ringstrecke blieb zunächst dem zeitweiligen Güterbetrieb und Dienstfahrten vorbehalten.
In der Zeit bis zur Besetzung Hamburgs durch die britische Armee am 3. Mai 1945 folgten weitere Angriffe, die ebenfalls starke Schäden verursachten. So wurde der Betrieb noch mehrmals kurzzeitig unterbrochen oder gar eingestellt. Bis zur bedingungslosen Kapitulation der Wehrmacht konnten die Strecken lediglich provisorisch in Betrieb gesetzt werden. Weitere Beschädigungen trafen die Haltestellen Rödingsmarkt und Landungsbrücken sowie die Tunnelanlagen beim Dammtorbahnhof und dem Heiligengeistfeld, in der Osterstraße und der Innenstadt. Bei den schweren Luftangriffen im Sommer 1943 wurden die bevölkerungsreichen Stadtteile Hammerbrook und Rothenburgsort nahezu vollständig zerstört und der Hochbahnviadukt schwer getroffen. Nachdem die dortige Wohnbebauung nicht mehr vorhanden war, entschloss man sich, die 3,2 km lange Zweigstrecke nach Rothenburgsort nicht wieder aufzubauen. Dies ist die einzige deutsche U-Bahn-Strecke, deren Betrieb für immer eingestellt und deren Anlagen abgebaut wurden.

### Wiederaufbau
Die Gleisanlagen waren an etwa einhundert Stellen beschädigt, von 383 Fahrzeugen blieben nur 258 unzerstört. Die Kriegsschäden beliefen sich auf 5.393.841 Reichsmark. Am 5. Mai 1945, zwei Tage nach der Besetzung der Stadt durch das britische Militär, begann der provisorische U-Bahn-Betrieb. Auf vier Linien erfolgte nun ein Betrieb im 15-Minuten-Takt, inklusive der Strecke zwischen der Haltestelle Volksdorf und Hamburg. Auf den Streckenästen der Walddörferbahn wurde ein Halbstundentakt eingerichtet. Die Walddörferbahn erhielt mit der Streckenführung über den westlichen Ring und die Kell-Jung-Srecke wieder eine direkte Innenstadtanbindung. Die zuvor wegen der verhältnismäßig geringeren Bevölkerungsdichte eher schwach genutzte Strecke durchquerte nun Gebiete mit zahlreichen behelfsmäßigen Unterkünften und konnte so höhere Fahrgastzahlen vorweisen.
1947 entschied sich der Aufsichtsrat der HHA, alle Strecken ihres Netzes wie in Berlin als „U-Bahn“ zu bezeichnen. Dieser Beschluss war vor allem dem Umstand geschuldet, dass die Langenhorner Bahn über die im Tunnel verlaufende Kell-Jung-Strecke zur Innenstadt durchging und kein wirklicher Unterschied zwischen Hoch- und Untergrund-Bahn mehr vorhanden war. Ungeachtet dieser Entscheidung wurde weiterhin der Betrieb der Walddörferbahn landwärts der Habichtstraße tariflich gesondert behandelt.
Der Linienbetrieb des westlichen Teilringes zwischen Barmbek und Hauptbahnhof wurde ab dem 1. Juli 1949 bis Mundsburg (am östlichen Teilring) verlängert. Ausnahme zum 15-Minuten-Takt war die nun alle zehn Minuten verkehrende Zweiglinie Schlump – Hellkamp, die danach auch wieder die bisher durchfahrene Haltestelle Christuskirche bediente. Im gleichen Jahr übernahm die Hochbahn die neue Schreibweise der bisher mit „-beck“ endenden Stadtteile.
Genau ein Jahr später, am 1. Juli 1950, wurde mit der Inbetriebnahme des Abschnittes Mundsburg – Barmbek der Ring wieder geschlossen. Zuvor war bereits am 1. Juni 1950 die bis dahin unbediente Haltestelle Barkhof (heute Mönckebergstraße) wiedereröffnet worden. Der Ring wurde sowohl durch die von den Walddörfern über Barmbek eingefädelten Züge und reine Ringzüge bedient, so dass dieser einen 5-Minuten-Takt aufwies. Die Strecke Hellkamp – Schlump behielt ihren 10-Minuten-Takt bei. Verstärkerzüge aus der Innenstadt verdichteten die im 15-Minuten-Takt bediente Strecke Jungfernstieg – Ochsenzoll bis Flughafenstraße (heutiger Name: Fuhlsbüttel Nord) auf 7 ½ Minuten. Bereits einige Monate später, am 5. November 1950, erhielt mit dem Winterfahrplan auch die Linie nach Ochsenzoll den einheitlichen 10-Minuten-Takt. Mit diesem Fahrplan wurde auch den besonderen Tarifen der Walddörferbahn ein Ende bereitet: die Strecke wurde in den Einheitstarif einbezogen.
Mit den Maßnahmen bis 1950 waren die Kriegszerstörungen im Wesentlichen behoben; lediglich Gebäudeschäden waren noch zu beseitigen. Netz und Betrieb hatten mit Ausnahme der Rothenburgsorter Strecke das Vorkriegsniveau erreicht. So gerieten in der Folgezeit die jahrelangen Planungen für Streckenerweiterungen wieder in den Mittelpunkt.

### Erste Erweiterungspläne nach dem Krieg
Nach dem Zweiten Weltkrieg fand eine Bevölkerungszunahme besonders in den Außenbezirken der Hansestadt statt, so dass sich die Fahrtwege zwischen Wohnung und Arbeit verlängerten. Konsequenz dieser Entwicklung war eine zunehmende Überlastung des Straßenbahnnetzes. Dieser Herausforderung begegnete man nun mit neuen Erweiterungsplanungen für das Hochbahnnetz. Die ersten Konzeptionen aus dem Jahr 1950 sahen folgende Linienführungen vor:
| Linie A: | Ring |
| Linie B: | Schnelsen – Hagenbecks Tierpark – Schlump – Jungfernstieg – Meßberg – Hauptbahnhof – Billstedt – Billbrook   |
| Linie C: | Ochsenzoll – Ohlsdorf – Kellinghusenstraße – Jungfernstieg                                                   |
| Linie D: | Barmbek – Trabrennbahn – Volksdorf – Ohlstedt / – Großhansdorf                                               |
| Linie E: | Lurup – Altona – Millerntor – Jungfernstieg – Hauptbahnhof – Wandsbek – Trabrennbahn                         |
| Linie F: | Teufelsbrück – Altona Süd – Millerntor – Meßberg – Elbbrücken – Veddel – Reiherstieg                         |
| Linie G: | Altona – Schlump – Hallerstraße – Uhlenhorst – Mundsburg – Burgstraße – Elbbrücken – Veddel (Alsterhalbring) |

Die Streckenplanungen waren langfristig ausgelegt, da die finanzielle Situation problematisch war. Schätzungen bezifferten die Baukosten für eine solche Vergrößerung des U-Bahn-Netzes auf etwa 400 Mio. DM. Zu jener Zeit herrschte die Meinung vor, dass U-Bahnen in den bereits durch Straßenbahnen erschlossenen Stadtteilen diese nicht ersetzen sollten. Dennoch erschien der Betrieb zweier, teilweise parallel verlaufender Schienennetze zunächst zu kostenintensiv.
1953 lag die Priorität noch beim Ausbau des Straßenbahnnetzes. Diese Entscheidung beruhte auf den günstigeren Betriebskosten der Straßenbahn gegenüber dem Bus und niedrigen Baukosten gegenüber der U-Bahn. Letztendlich bezeichnete die HHA dies jedoch als eine Zwischenlösung, bis die finanziellen Mittel für einen U-Bahn-Ausbau vorhanden waren.

## Ersatz der Straßenbahn durch Bus und U-Bahn

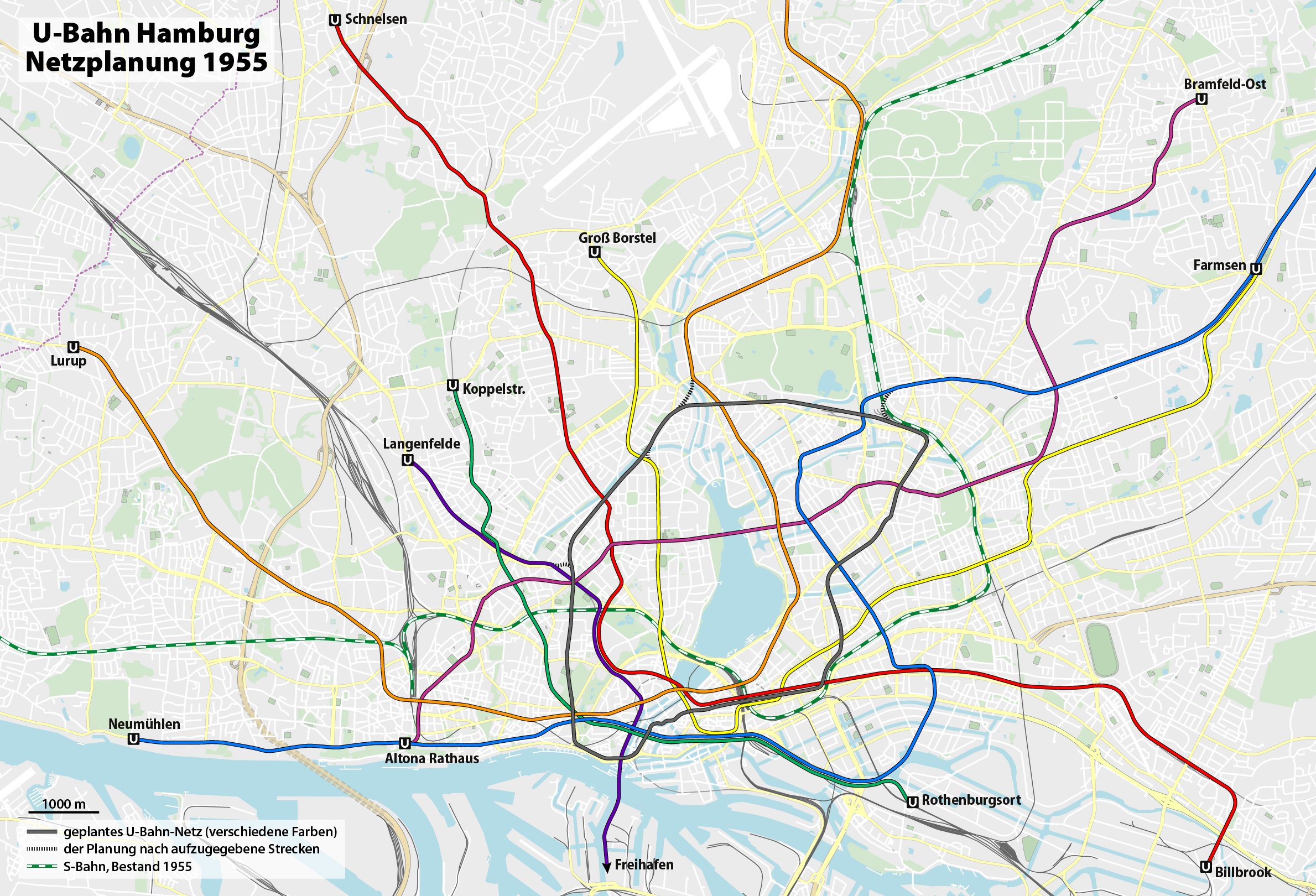
Netzplanung 1955

### Neue Zielsetzungen und „Vorläufiger Generalplan“
1955 stellte sich die Zielsetzung bereits völlig anders dar: Nun sollten U-Bahn-Strecken nur dort gebaut werden, wo sie langfristig die Straßenbahn ersetzen könnte. Auf stark belasteten Straßen war die Straßenbahn nun häufiger in Staus und Unfälle mit Kraftfahrzeugen verwickelt. Mit der steigenden Motorisierung wurde sie zunehmend als Hindernis für den Individualverkehr betrachtet.
Diese Sichtweise manifestierte sich auch in der Senatsvorlage „Neuordnung des Hamburger Stadtverkehrs“, nach der unter dem Eindruck der angespannten Situation im Nahverkehr die Straßenbahn in der Innenstadt kontinuierlich abgebaut werden sollte. Der Senat begründete seine Kehrtwende damit, dass die Straßenbahn auch mit modernen Fahrzeugen die Innenstadt nicht wirksam entlasten könne. Das führte dazu, dass die U-Bahn in ihrem Einzugsgebiet teilweise nun auch Feinverteilungsfunktionen übernehmen musste.
Hierzu entwarf die HHA nach den bereits 1950 erschienenen Plänen erneut ein Programm unter dem Namen „Vorläufiger Generalplan“ zum langfristigen Ausbau des Schnellverkehrs, dessen Ziel es war, „ein Netz von U-Bahnlinien zu entwickeln, das nicht nur den Hauptverkehrsbedürfnissen genügen wird, sondern auch auf der Oberfläche im dichtbebauten Stadtgebiet entbehrlich werden lässt“.
Nach diesen Plänen sollten neben dem bestehenden U-Bahn-Ring sieben Linien entstehen und das Streckennetz über 200 Streckenkilometer umfassen. Die Netzstruktur sah ein enges Grundnetz im Stadtinneren und von diesem ausgehende Strecken in die äußere Stadt vor:
1. Schnelsen – Niendorf – Lokstedt – Hoheluft – Sievekingplatz – Jungfernstieg – Hauptbahnhof – Hamm – Horn – Billstedt – Billbrook
2. Ochsenzoll – Ohlsdorf – Hudtwalckerstraße – Sierichstraße – Hofweg – Uhlenhorst – Hauptbahnhof – St. Pauli – Altona – Bahrenfeld – Lurup
3. Farmsen – Habichtstraße – Stadtpark – Jarrestadt – Mundsburg – Landwehr – Hammerbrook – Meßberg – St. Pauli – Fischmarkt – Altona, Neues Rathaus – Neumühlen, Donners Park
4. Groß Borstel – Eppendorf – Klosterstern – Stephansplatz – Jungfernstieg – Hauptbahnhof – Lübecker Straße – Wandsbek – Farmsen
5. Hagenbecks Tierpark – Eimsbütteler Marktplatz – Holstenstraße – St. Pauli – Meßberg – Hammerbrook – Rothenburgsort
6. Neumühlen – Altona – Sternschanze – Hallerstraße – Dehnhaide – Wandsbek-Gartenstadt – Bramfeld
7. Langenfelde – Eimsbütteler Marktplatz – Sternschanze – Sievekingplatz – Stadthaus – Baumwall – Steinwerder

Aus diesem Konzept gingen später mehrere realisierte Streckenabschnitte hervor.

### Bau der Wandsbeker Strecke
Anstatt einer U-Bahn-Linie auf den von ständiger Überlastung betroffenen Relationen wie bspw. Richtung Billstedt, wünschte sich die HHA zunächst die lange ausstehende Verlängerung der Kell-Jung-Linie über den Meßberg zum Hauptbahnhof, damit die beschränkte Kehrmöglichkeit am Bahnsteig der bisherigen südlichen zweigleisigen Endstation, die nur eine Zugfolge von 2½ Minuten zuließ, aufgelöst werden konnte. Des Weiteren sollte im Gegensatz zu den Haltestellen Jungfernstieg und Rathaus am Hauptbahnhof eine kurze fußläufige Umsteigebeziehung zur Ringlinie entstehen. Diese Gründe führten dazu, dass die Verlängerung der stumpf in der Innenstadt endenden Strecke einer Neubaustrecke vorgezogen wurde.
Bereits im Juni 1955 führten die ersten in der Bürgerschaft diskutierten Pläne für eine U-Bahn-Verlängerung nach dem Zweiten Weltkrieg zur Konkretisierung dieses Projekts. Die Trasse war ausgehend vom Jungfernstieg südöstlich via Meßberg an die U-Bahn-Haltestelle Hauptbahnhof der Ringlinie zu führen. Von dort aus sollte die Strecke über Wandsbek Markt und Hinschenfelde am Bahnhof Farmsen in die Gleise der Walddörferbahn einfädeln. Die Strecke war bis zum Tegelweg im Tunnel, von da an bis Farmsen offen ausgelegt. Die Streckenlänge bezifferte man auf 12,1 Kilometer. Im Folgejahr sollte der Bau am Jungfernstieg beginnen und etwa sechs Jahre dauern.
Nach Abschluss der Beratungen im Verkehrsausschuss der Bürgerschaft war nun bereits der Baubeginn auf Sommer 1955 datiert; schon 1957 sollte die Strecke befahrbar sein. Doch erst im September 1955 waren die exakte Führung des Tunnels und der Zeitplan festgesetzt, so dass die HHA erst am 10. Oktober 1955 am Alten Fischmarkt die ersten Arbeiten zum Bau aufnahm. Die HHA übernahm hierbei die Bauführung, die Hansestadt finanzierte den Bau. Kurz nach Baubeginn stellten sich jedoch Komplikationen mit dem morastigen Boden und dem Grundwasser bei Hausabbrüchen oder -unterfahrungen ein. Die Dampframme zum Festigen der benötigten Spundwände führte zu beanstandeten Lärmbelästigungen und Erschütterungen. Geschäftsleute forderten aufgrund von Umsatzrückgängen einen schnelleren Baufortschritt. Dennoch setzten sich die Anwohnerbeschwerden vom Alten Fischmarkt gegen den erzeugten Lärm durch, so dass seit dem August 1956 die Spundwände mit kurzen Schlägen in den Baugrund geschoben wurden. Mit dieser Änderung des Bauverfahrens konnten die vorgesehenen Fertigstellungstermine nicht mehr eingehalten werden. Zum Jahresbeginn 1958, als eigentlich bereits der Abschnitt bis zum Hauptbahnhof betriebsbereit sein sollte, war der Meßberg mit der ersten Haltestelle noch nicht erreicht.
Zuvor hatte die Bürgerschaft der Senatsvorlage zum Bau einer 160 m langen „Versuchsstrecke“ mit vorgefertigten Betonteilen für den Tunnel am Lübeckertordamm zugestimmt, um den Tunnelbau schneller zu gestalten, obwohl noch immer Diskussionen über die Weiterführung ab Hauptbahnhof bestanden. Inzwischen wechselte die Bauführung in die Hände der städtischen Baubehörde. Ab April 1958 waren die südlichen Gleisanlagen vor dem Hauptbahnhof zu unterfahren, wobei zum ersten Mal in Hamburg das Bauverfahren mit Schildvortrieb gewählt wurde. Der eingesetzte Stahlschild umfasste einen Außendurchmesser von 6,4 m, war 5,3 m lang und 70 t schwer.

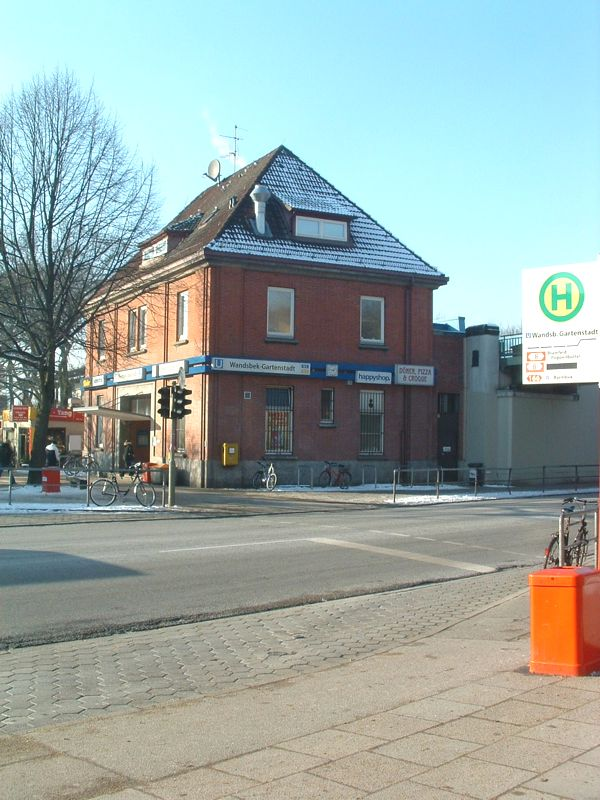
Bahnhofsgebäude von Wandsbek-Gartenstadt

Spätestens Ende 1958, als die Tunnelanlagen den Hauptbahnhof erreichten, musste nun den Diskussionen über die Weiterführung ab Hauptbahnhof ein Ende bereitet werden. Die Forderung aus dem Osten der Stadt für eine Streckenführung der hochbelasteten Achse Richtung Billstedt bestand weiterhin, die bisher projektierte Verbindung dagegen sah eine Einfädelung der Bahn in Farmsen vor. Der Senat beschloss mit seiner dazu verfassten Denkschrift vom Dezember 1958 die Weiterführung über Wandsbek. Nun aber sah man als Variante zu den bisherigen Planungen eine Einfädelung der Strecke bereits in Wandsbek-Gartenstadt vor. Dafür sprachen die erheblichen Baukosteneinsparungen durch die Verkürzung der Neubaustrecke bis Wandsbek-Gartenstadt, die bessere Erschließung des Raumes Dulsberg und die Entlastung der Haltestelle Barmbek durch die neue Linienführung zwischen den Walddörfern und der Innenstadt. Somit unterlag die Variante der Führung der U-Bahn-Strecke nach Billstedt.
Mit dem Jahr 1959 begann der Bau der U-Bahn unterhalb der Lübecker Straße. Hier wurden zum letzten Mal Neubauten zur Umleitung der betroffenen Straßenbahn in den Parallelstraßen geleistet. Am 1. August des Jahres nahmen die Arbeiten zwischen der Haltestelle Lübecker Straße und der Sechslingspforte ihren Anfang. An diesem Abschnitt schlug im September 1959 der Versuch fehl, auf dem 50 m langen Abschnitt zwischen Lindenstraße und Wallstraße Fertigtunnel abzusenken.

Bauarbeiten der U1 an der Wandsbeker Marktstraße
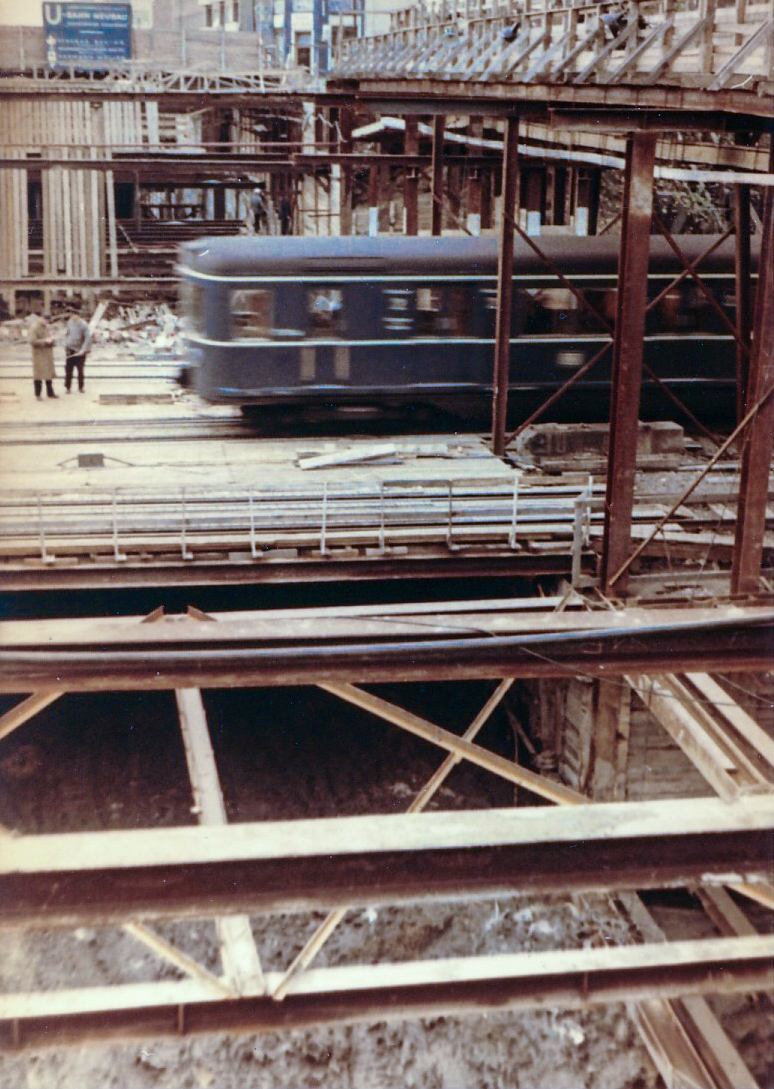
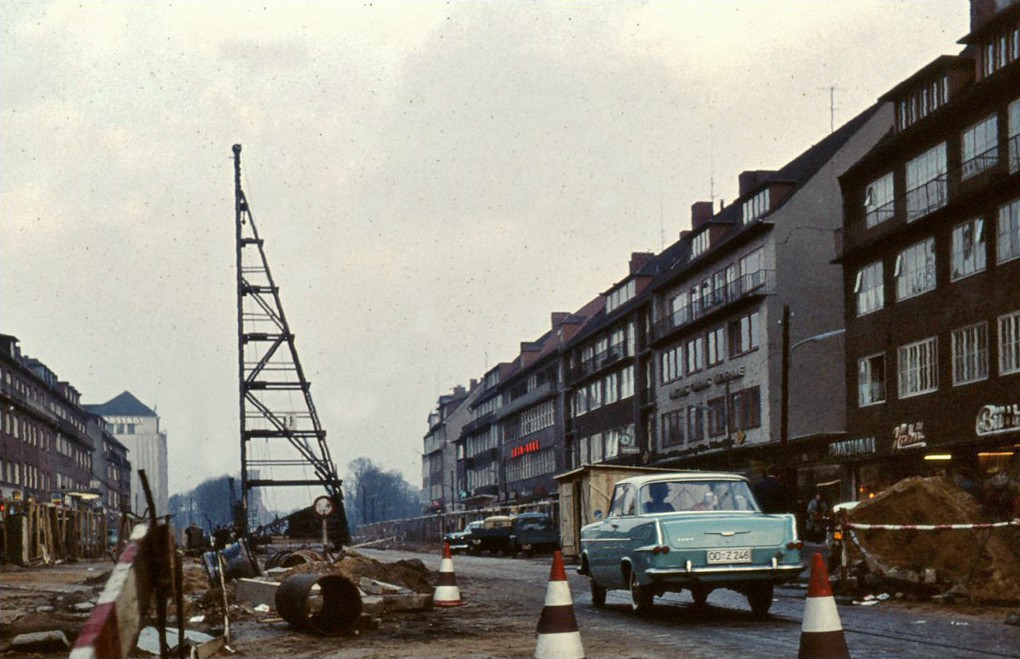
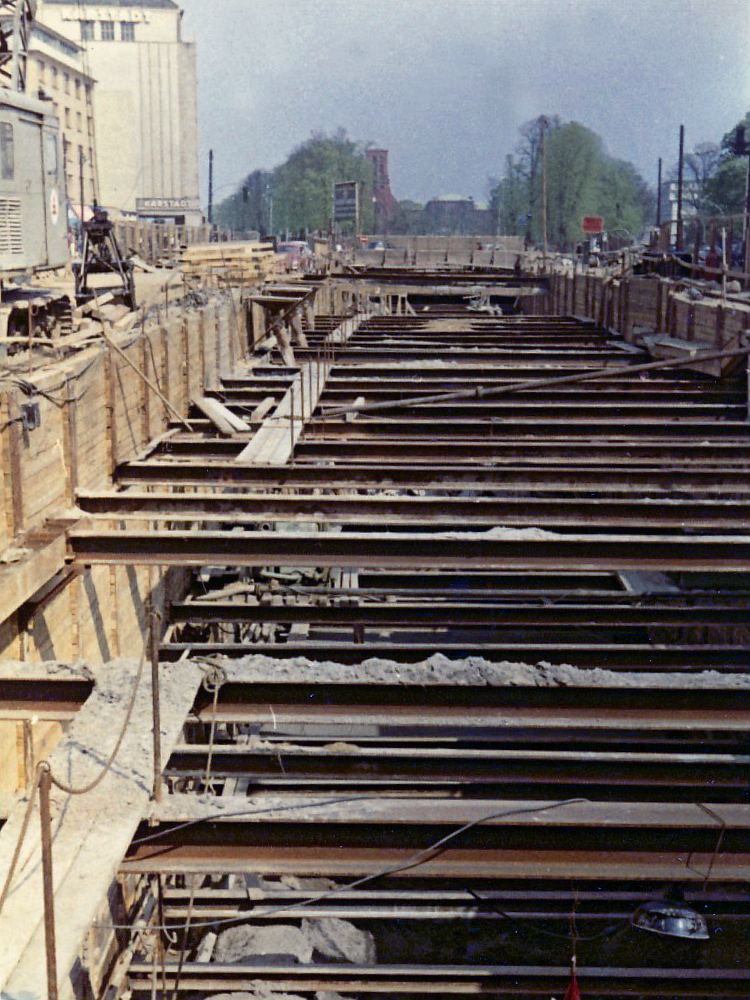
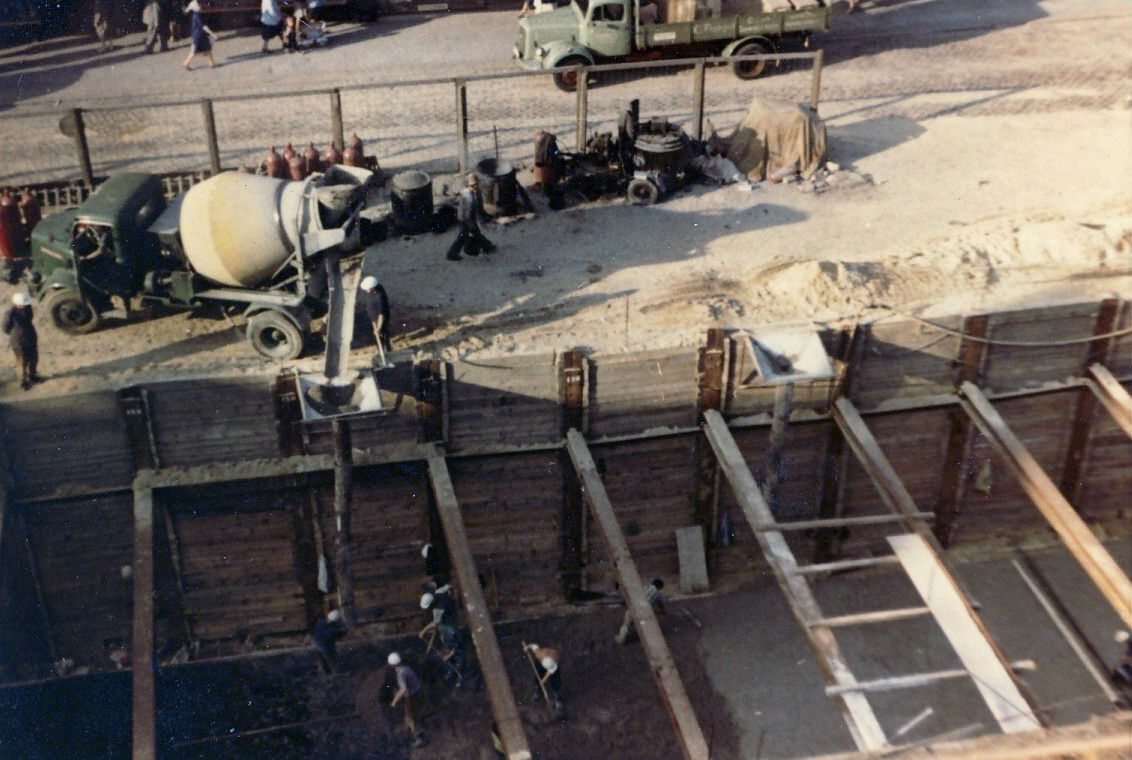
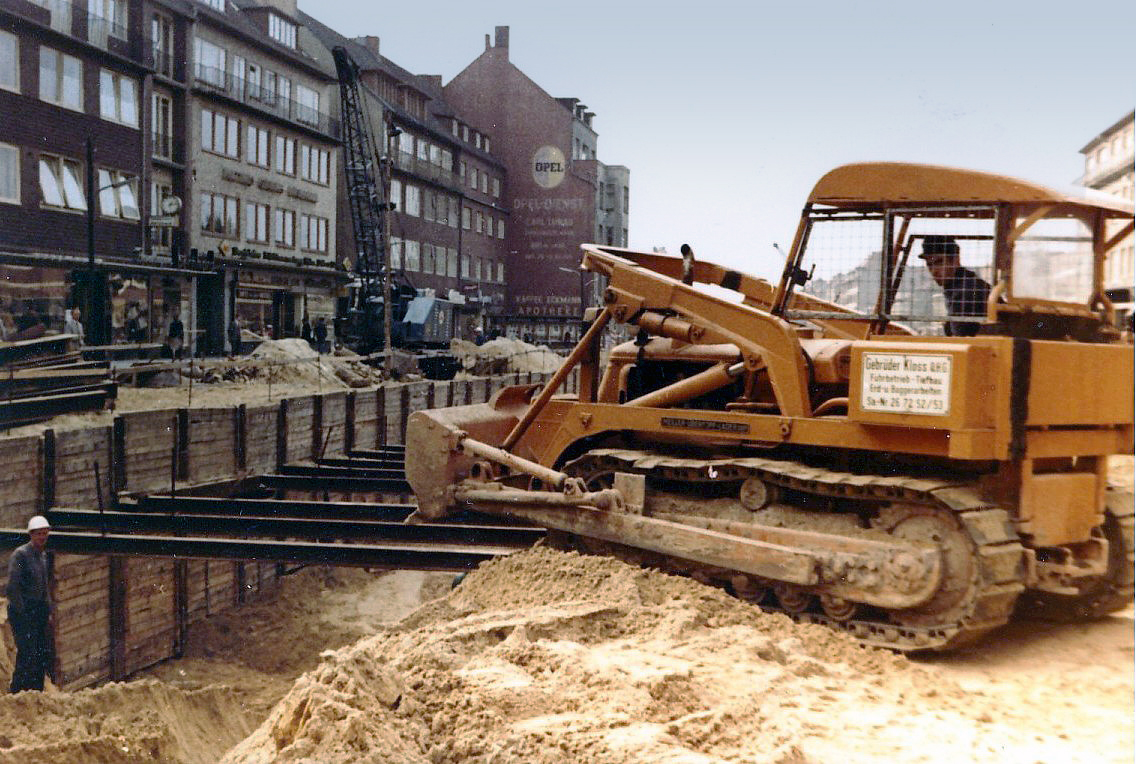

Die Baufortschritte führten nun in kurzen Zeitabständen zur Weiterführung der Kell-Jung-Linie. Am 22. Februar 1960 konnte nach Jahrzehnten wieder eine Neubaustrecke der U-Bahn in Betrieb gehen. Der Abschnitt zwischen Jungfernstieg und Meßberg ging an diesem Tag an die HHA über. Am 1. Oktober des gleichen Jahres konnte der zweite Bauabschnitt bis Hauptbahnhof durch die HHA übernommen werden und am Folgetag in Betrieb gehen. Am Hauptbahnhof entstanden auch Fußgängertunnel zwischen dem Hauptbahnhof und dem ZOB. Ab dem 2. Juli 1961 bedienten die Züge auch das 1,6 Kilometer lange Teilstück bis zur Haltestelle Lübecker Straße und schaffte damit eine Umsteigemöglichkeit zur Ringlinie. Bereits am 1. Oktober erreichte jeder zweite Zug die Haltestelle Wartenau. Rund ein Jahr später, am 28. Oktober 1962, verlängerte sich der Fahrtweg bis zum Bahnhof Wandsbek Markt, wo zum ersten Mal in Hamburg eine moderne große Busumsteigeanlage mit örtlicher Leitstelle entstand. Die aus Richtung Jenfeld, Tonndorf und Horn kommenden Busse fanden an dieser Anlage ihre Endhaltestelle. Drei Tage zuvor ging die Strecke in die Hände der HHA über. Mit dem 3. März 1963 erreichte jeder zweite Zug die Haltestelle Straßburger Straße. Am 4. August 1963 schließlich, als die gesamte Neubaustrecke bis zum erweiterten Bahnhof Wandsbek-Gartenstadt in Betrieb ging, traten neue Linienführungen in Kraft. Die Linie von Ochsenzoll wurde weiter auf die Walddörferbahn geführt, die Ringzüge von Barmbek endeten dagegen bereits in Farmsen. Gleichzeitig fuhren die von Hellkamp kommenden Züge bis Hauptbahnhof, zeitweise auch bis Barmbek.

### Die Verbindung Stellingen – Billstedt
Nachdem die geforderte U-Bahn-Strecke nach Billstedt zunächst gegenüber der Verbindung nach Wandsbek-Gartenstadt zurückgestellt worden war, wurde sie in Planungen vom Januar 1960 nun vorgesehen. Auf einer bereits längere Zeit freigehaltenen Trasse sollte eine neue U-Bahn ausgehend vom Hauptbahnhof nach Billstedt die überlasteten Straßenbahnen ersetzen.
Kurze Zeit später dachte man an eine Verlängerung der Eimsbütteler Zweigstrecke Richtung Norden bis Hagenbecks Tierpark in Stellingen. Jedoch war die Ringstrecke zwischen Schlump und Hauptbahnhof oder Berliner Tor nicht mehr fähig, weitere Züge aufzunehmen, so dass die Notwendigkeit bestand, eine weitere innerstädtische U-Bahn-Strecke zu bauen, die beide Verlängerungstrassen miteinander verbindet. Aus diesen Einzelplanungen gingen im Folgenden die drei Planungsabschnitte Abschnitt West, Abschnitt Mitte und Abschnitt Ost hervor, die seit 1962 zeitlich parallel baulich umgesetzt wurden.

#### Verlängerung der Eimsbütteler Strecke
Der Planungsabschnitt West führte ausgehend vom U-Bahnhof Schlump nordwestwärts nach Stellingen und sah die Nutzung der bereits vorhandenen Zweigstrecke nach Hellkamp vor. Zunächst standen Überlegungen an, wie die Position des damaligen Endbahnhofs Hellkamp sowie der Anschluss am Schlump zu ändern wäre. Erste Pläne beinhalteten für die Lösung der Problematik der Haltestelle Hellkamp eine weitere Haltestelle „Brehmweg“, die 705 m vom Bahnhof Hellkamp entfernt errichtet worden wäre. Durchgesetzt hatte sich jedoch eine andere Lösung: die Aufhebung des bisherigen Endbahnhofs und der Neubau des Haltepunkts Lutterothstraße ohne die Station Brehmweg. Vorteilhaft zeigte sich hierbei, dass man nur eine Haltestelle neu bauen musste und diese noch im dichtbesiedelten Teil des Stadtteils Eimsbüttel liegen würde.
Die weitere Streckenführung Richtung Stellingen nördlich des neuen Bahnhofs stand unterdessen seit Mai 1962 endgültig fest. Die Trasse sollte im Einschnitt entlang der Hagenbeckstraße bis zu einer geplanten Endhaltestelle „Koppelstraße“ verlaufen. Einzige Korrektur war noch, dass das Tunnelende weiter nördlich gebaut wurde. Die neue Endhaltestelle wurde am Kreuzungspunkt mit einer ebenfalls neu zu bauenden Ringstraße, genannt Ring 3 und einem Publikumsziel platziert und erhielt entsprechend den bekannteren Namen „Hagenbecks Tierpark“.

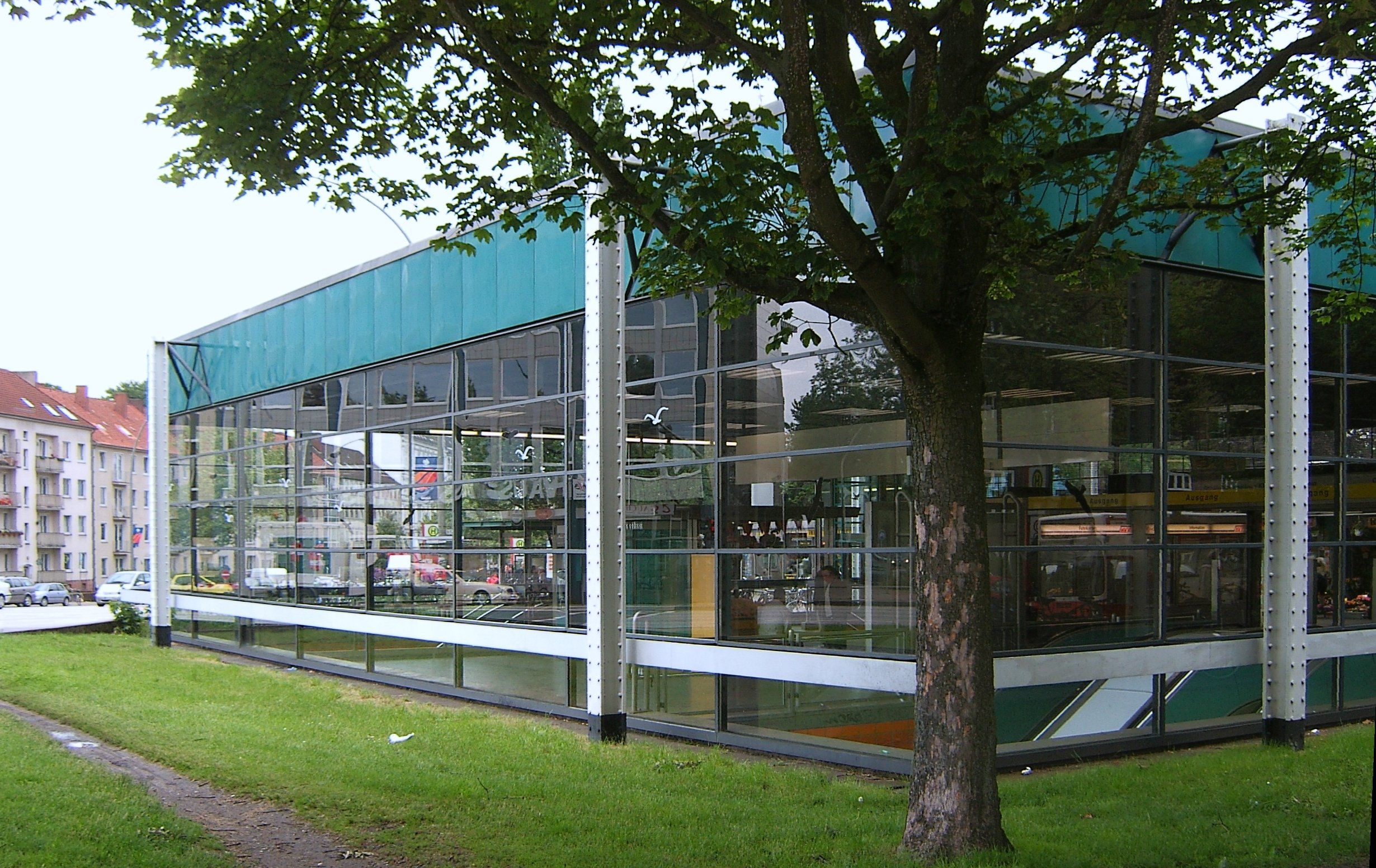
Neuer Umsteigebahnhof Schlump

Wegen der zahlreichen Umbauarbeiten zwischen Schlump und Hellkamp stellte die HHA den Verkehr auf der Zweigstrecke ab dem 1. Mai 1964 vorübergehend ein und richtete einen Ersatzverkehr mit Bussen ein. Die Haltestelle Osterstraße erhielt in dieser Zeit statt des bisherigen Mittelbahnsteigs mit Ausgang in Straßenmitte zwei Seitenbahnsteige. Nach Fertigstellung der neuen Haltestelle Lutterothstraße ging die Strecke am 30. Mai 1965 wieder in Betrieb. Die Züge fuhren im 5- (HVZ) bzw. 10-Minuten-Takt bis zum Hauptbahnhof durch, so dass der Ring zwischen Schlump und Hauptbahnhof stärker bedient wurde. Ein Streckenstück der vormaligen Zweigstrecke nach Rothenburgsort hinter dem Hauptbahnhof fand als Kehrmöglichkeit Verwendung. Mit dem Beginn des Winterfahrplanes vom 30. Oktober 1966 konnten auch der Neubauabschnitt bis Hagenbecks Tierpark und dessen dahinter liegende sechsgleisige Abstellanlage in Betrieb genommen werden.

#### Neubaustrecke Berliner Tor – Billstedt
Auch nachdem die ersten Planungen für eine Ausfädelung einer Zweigstrecke nach Billstedt ab Hauptbahnhof gescheitert waren, geriet die U-Bahn-Anbindung Billstedts nicht aus dem Blickfeld. Sie sollte nun als Abschnitt Ost in die neue Durchmesserstrecke eingebunden werden. Auch hier begannen, wie bei der Westverlängerung der Eimsbütteler Strecke, die Bauarbeiten 1962. Die Tunnel für die neue Strecke nach Billstedt konnten in offener Bauweise entlang des Geesthanges errichtet werden, zwischen den Haltestellen Burgstraße und Hammer Kirche sowie zwischen Legienstraße und Billstedt liegt die Strecke offen im Einschnitt.
Am 2. Januar 1967 erfolgte zwischen Berliner Tor und Horner Rennbahn die erste Streckenfreigabe des Planungsabschnittes. Während der Arbeiten erhielten die Planungen eine entscheidende Änderung: Die Bedienung der vollen Ringlinie sollte mit diesem Eröffnungsdatum beendet werden. Aus dieser Konsequenz heraus wurde der Neubauabschnitt der Linie U3 zugeteilt. Diese Linie führte somit von Barmbek Richtung Westen über Kellinghusenstraße, St. Pauli und Hauptbahnhof nach Horner Rennbahn. Der restliche Teil der Ringbahn wurde in die neu gebildete Linie U2 von Hagenbecks Tierpark nach Wandsbek-Gartenstadt über Rathaus und Barmbek eingeordnet. Von Horner Rennbahn kommende Verstärkerzüge endeten aufgrund des noch fehlenden Innenstadtstücks der Neubaustrecke am Berliner Tor, so dass Überlastungen der südlichen Ringbahn vermieden wurden.
Am 24. September desselben Jahres erreichte die U3 bereits die nächste neue Station Legienstraße. Die Haltestelle umfasst zwei offene Seitenbahnsteige im Einschnitt, deren Abstand sich in Richtung Osten vergrößert, da östlich davon zwischen den Gleisen ein neuer Betriebsbahnhof vorgesehen war. Realisiert wurde jedoch lediglich eine große Abstellanlage vom Bahnhof Billstedt aus. Am 28. September 1969 wurde die Verlängerung bis Billstedt freigegeben. Dieser Bahnhof erhielt vier Gleise an zwei Mittelbahnsteigen für die ein- und aussetzenden Züge, und weil man nun neben einer weiteren Linienverlängerung bis Mümmelmannsberg auch einen Abzweig nach Glinde in Erwägung zog. Der abgedeckelte Bahnsteigbereich unter der Busumsteigeanlage wird im Süden durch ein Einkaufszentrum ergänzt. Doch auch Billstedt sollte nicht lange Endhaltestelle der Linie U3 bleiben: Bereits am 30. Mai 1970 wurde ein weiterer, 1,3 Kilometer langer, Streckenabschnitt in Betrieb genommen, der über die ursprünglichen Planungen zur Strecke Stellingen – Billstedt hinausging. Der östliche Endpunkt der U3 sollte von da an für die nächsten zwanzig Jahre die neue Haltestelle Merkenstraße sein.

#### Vom Schlump durch die Innenstadt bis zum Berliner Tor
Der dritte Abschnitt zwischen Berliner Tor und Schlump durch die Innenstadt brachte von den drei Planungsteilen die höchsten Anforderungen und Kosten mit sich. Erste Hürde war hierbei die kreuzungsfreie Einführung der Neubaustrecke am Berliner Tor in das Bestandsnetz. Am 14. Mai 1962 begannen die Bauarbeiten in der Großen Allee am Lindenplatz. Südwestlich der alten Station Berliner Tor entstand unter der Straße Beim Strohhause ein neuer viergleisiger Tunnelbahnhof mit zwei Mittelbahnsteigen und einem Verteilergeschoss, das Eingangsgebäude und die Seitenbahnsteige der alten Haltestelle konnten dann abgerissen werden. Diese Abbrucharbeiten bedingten zeitweilig hölzerne Behelfsbahnsteige. Am 10. Mai 1964 konnte der nördliche Mittelbahnsteig an der neuen Lage des Bahnhofs bedient werden; zwei Jahre später folgte die Inbetriebnahme des südlichen Mittelbahnsteigs. Die zwischenzeitlichen Linienänderungen, die die separate Bedienung der Ringteile durch zwei Linien zum Ziel hatte, mussten entsprechend bei den Gleisanordnungen am Berliner Tor beachtet werden.
Der eigentliche Streckenbau für diese Innenstadtstrecke begann 1965 sowohl am Georgsplatz als auch in der Karolinenstraße. Hier wurden die Schächte für die Schildvortriebsmaschinen ausgehoben. Die gesamte Strecke musste auf Grund der dichten Bebauung in tiefer Lage durch das Schildvortriebsverfahren errichtet werden. Einzige Ausnahme bildete die Haltestelle Jungfernstieg als gleichzeitige Kreuzung mit der City-S-Bahn unterhalb der Binnenalster. Sie entstand in offener Bauweise, nachdem der Bereich in der Binnenalster durch Spundwände abgeschottet worden war. Die Haltestelle Jungfernstieg der U2 wurde mit zwei Mittelbahnsteigen errichtet, da man zu jener Zeit der zahlreichen U-Bahn-Planungen noch die kurz- bis mittelfristige Ausfädelung einer weiteren Linie U4 Richtung Westen mit dem möglichen Ziel Lurup erwartete.
Das innerstädtische Teilstück wurde daraufhin in drei Schritten dem Verkehr freigegeben, was zur Bildung der Linien U21 und U22 führte. Die U21 bediente ab dem 29. September 1968 von Barmbek ausgehend den östlichen Ring bis zur umgebauten Umsteigehaltestelle Berliner Tor und weiter bis zur neuen Haltestelle Hauptbahnhof Nord. Der Bahnsteigbereich der Haltestelle Hauptbahnhof Nord mit seinen beiden Richtungs-Mittelbahnsteigen sollte auch die U4 aufnehmen, die in Richtung Nordosten bis Sengelmannstraße über Borgweg weiter geführt werden sollte.

Am 31. Mai 1970 begann mit der Inbetriebnahme des Abschnittes zwischen Schlump (unten) und Gänsemarkt die Zeit der Pendellinie U22, auf der ein Zwei-Wagen-Zug ausschließlich diese kurze Strecke bediente. Mit dem 3. Juni 1973 konnte schließlich das noch fehlende Mittelstück zwischen Gänsemarkt und Hauptbahnhof Nord über die ausgebaute große Umsteigehaltestelle Jungfernstieg in das Netz integriert werden. Das führte zu Veränderungen in der Linienstruktur: die U2 übernahm die neue Innenstadtstrecke und führte nun von Hagenbecks Tierpark kommend über Jungfernstieg, Berliner Tor und Barmbek nach Wandsbek-Gartenstadt. Die Vorgänger-Linien U21 und U22 gingen in der Linie U2 auf. Die U3 behielt ihre Führung von Barmbek über Schlump und den südlichen Ring bei und führte ab Berliner Tor über Billstedt zur damaligen Endstation Merkenstraße. Die Verstärkerzüge mussten aufgrund der Entlastung des Ringes von den Zügen der U2 nicht mehr am Berliner Tor enden. Der durchgehende Betrieb mit einer Linie auf der vollständigen Ringstrecke der Hochbahn wurde von da an – bis 2009 – nicht mehr fahrplanmäßig angeboten. Dies führte zu einem kreuzungsfreien und dadurch unabhängigen Betrieb der drei U-Bahn-Linien, was wesentliche Vorteile zur Störungsfreiheit mit sich bringt (im Gegensatz zum Betrieb der S-Bahn-Linien).

### Die U4 im Konflikt mit der S-Bahn

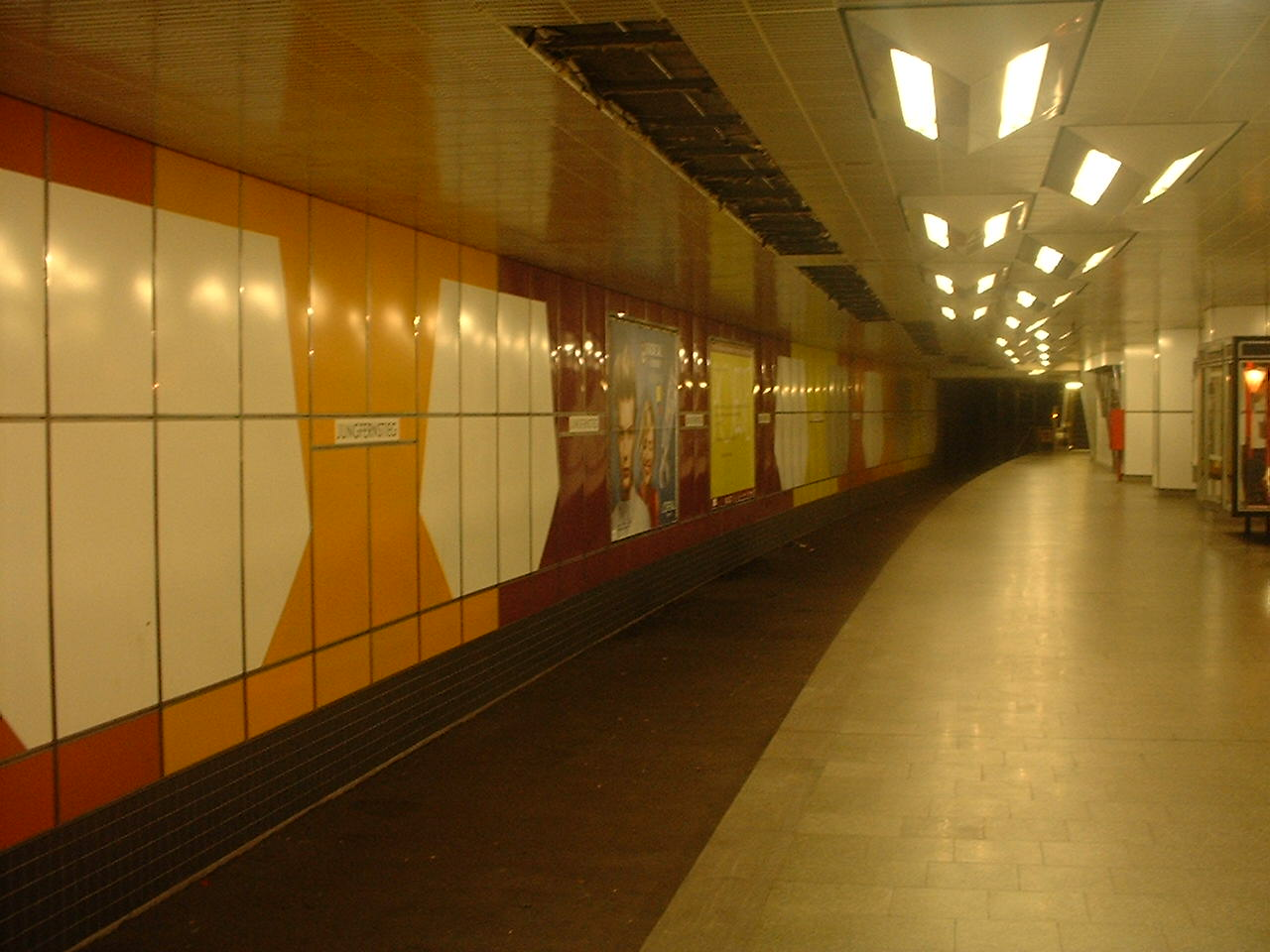
Vorbereiteter Gleistrog für die U4 am U2-Bahnsteig des Bahnhofs Jungfernstieg

Bereits in der Konzeption von 1955 war mit der Linie E eine U-Bahn-Strecke zwischen der Innenstadt und Lurup vorgesehen. Auch beim Bau der Verbindung Stellingen – Billstedt erhielten die Haltestellen Hauptbahnhof Nord und Jungfernstieg als Vorleistungen im Hinblick auf eine vierte U-Bahn-Linie zwei Mittelbahnsteige und vier Gleise. Nach dem 1973 beendeten Bau der Verbindung zwischen Stellingen und Billstedt sollte auch diese als U4 bezeichnete Streckenplanung in die Realität umgesetzt werden. Diese nahezu vollständig im Tunnel verlaufende Linie wurde mit folgendem Verlauf geplant:
Osdorfer Born – Lurup – Bahrenfeld – Altona – Feldstraße – Neustadt – Jungfernstieg – Hauptbahnhof Nord – Uhlenhorst – Borgweg – Sengelmannstraße (– Flughafen Fuhlsbüttel)
Zudem war eine mögliche Weiterführung zum Flughafen Fuhlsbüttel ab Sengelmannstraße als ergänzende Maßnahme in die Überlegungen eingeflossen.
Maßgeblichen Einfluss auf die Entwicklung der U4 sollte nun das Mitte 1963 von der Deutschen Bundesbahn veröffentlichte Projekt einer City-S-Bahn haben. Bis zu diesem Zeitpunkt umfasste die S-Bahn zwei Linien, die gemeinsam über die Verbindungsbahn geführt wurden. Da auch das S-Bahn-Netz um neue Streckenangebote erweitert werden sollte, drohte ein Engpass auf der Verbindungsbahn, so dass eine zweite S-Bahn-Stammstrecke als unterirdische Verbindung zwischen Hauptbahnhof und Altona konzipiert wurde.
Die Bundesbahn konnte sich nach Projektvorstellung der Zustimmung der Hansestadt schnell gewiss sein, da beide Partner die Notwendigkeit eines Verkehrsverbundes mit dem integrierten Bestandteil S-Bahn sahen. Doch die Streckenführung zwischen Hauptbahnhof und Altona, die gleichzeitig Teil der U4-Konzepte als auch der City-S-Bahn war, war auslösendes Moment für Jahre anhaltende Diskussionen über die Anbindung Lurups. Dennoch sollte nach dem Ansinnen des Senats neben den beiden S-Bahn-Strecken mit der U4 weiterhin eine dritte Verbindung zwischen den beiden Hamburger Fernbahnhöfen entstehen, obwohl mit der ab 1967 in Bau befindlichen City-S-Bahn der U4 im Innenstadtbereich nur noch wenige Erschließungsfunktionen verblieben.
Aus dieser Situation heraus erklärte sich die Bundesbahn bereit, die Anbindung Lurups zu unterstützen; statt mit einer U-Bahn jedoch mit ihrem Verkehrsträger S-Bahn. So war unter anderem eine Durchmesserlinie zwischen Harburg und Lurup oder Ahrensburg und Lurup im Gespräch. Dieses Angebot wurde jedoch vom Senat abgelehnt, da man weiterhin unter allen Umständen an einer U-Bahn-Anbindung nach Lurup festhalten wollte. Dies führte dazu, dass der Senat 1973 in einem dringlichen Antrag den U-Bahn-Bau zwischen Altona und Lurup im Inselbetrieb ohne Verbindung zum bestehenden U-Bahn-Netz einforderte. Der Antrag erhielt trotz des umstrittenen Inselbetriebs eine Mehrheit.
Die kurz darauffolgende Bürgerschaftswahl von 1974 führte jedoch zu deutlichen Verlusten der SPD und kurze Zeit später zum Rücktritt des Ersten Bürgermeisters Peter Schulz. Die erneuerte Koalition aus SPD und FDP, nun unter Hans-Ulrich Klose, hatte das Ziel, durch Einsparungen die Finanzlage der Stadt zu stabilisieren. Dies zog zahlreiche Konsequenzen auf den Bau neuer Bahnstrecken mit sich, unter anderem die zunächst vorübergehende Einstellung des Projektes U4 samt Inselbetrieb. Die einzigen verbliebenen Streckenkonzepte waren die bauliche Vollendung der begonnenen S-Bahn-Verbindungen zwischen Altona und Hauptbahnhof sowie zwischen Hauptbahnhof und Harburg. Mit diesen Entwicklungen zeichnete sich bereits eine Unterbrechung der Expansionsphase der U-Bahn ab. Zwischen 1973 und 1979 wurde der U-Bahn-Bau nicht fortgeführt.

## Ergänzungen und Vervollständigungen des Streckennetzes

### Neue Station für die Langenhorner Bahn
Nachdem im Bereich Ochsenzoll neue Wohnungen entstanden und die Krankenhäuser Ochsenzoll und Heidberg durch einen weiteren Haltepunkt besser erschlossen werden sollten, wurde nach jahrelangen Diskussionen am 10. Mai 1960 die neue Station Kiwittsmoor eröffnet. Sie wurde nachträglich in die bereits bestehende Strecke rund 1,0 Streckenkilometer südöstlich von Ochsenzoll und 1,7 Kilometer nördlich von Langenhorn Nord eingefügt.

### Erweiterung bis Garstedt
Doch auch auf die Endhaltestelle Ochsenzoll kamen mit den Abrissarbeiten des Bahnhofsgebäudes im August 1963 Veränderungen zu. Die bisherige Haltestellenanlage wurde durch einen Flachbau ersetzt. Um die Umsteigebeziehungen zur Alsternordbahn und zum Bus zu verbessern, wurde zudem eine Fußgängerunterführung unter der Langenhorner Chaussee errichtet. Des Weiteren war nach dem Bauende am 18. September 1964 eine Kehr- und Abstellanlage in Anschluss an die Gleisanlagen verfügbar. Da man nun die seit geraumer Zeit projektierte Verlängerung Richtung Garstedt als relativ gesichert betrachtete, wurden bereits Weichen für die Anbindung der neuen Gleise verlegt.
Über die eigentlichen Erweiterungspläne bis Garstedt wurde jedoch noch immer gerungen. Die bis zum 31. Dezember 1969 selbstständige Gemeinde Garstedt hatte großes Interesse an der U-Bahn-Anbindung ihres Gebiets, doch war die Finanzierung unklar. Gelöst wurde diese Problematik durch die Verhandlungen zur Erweiterung des Hamburger Flughafens. Im Flughafenerweiterungsvertrag aus dem Jahr 1962 sicherte das Land Schleswig-Holstein die notwendige Verlängerung der Startbahn 2 auf dem Gemeindegebiet von Garstedt zu und forderte dafür im Gegenzug von Hamburg die Nordverlängerung der Langenhorner Strecke ein. Einige offene Fragen zur Finanzierung und zur Planung, beispielsweise in Bezug auf die Umsteigewege zur Alsternordbahn in Garstedt, verschoben den Baubeginn zusätzlich. So war ursprünglich die Endhaltestelle Garstedt im offenen Einschnitt konzipiert, die aber den Garstedter Vorstellungen zum Bau eines Einkaufszentrums und von Wohngebieten nicht entsprach. Garstedt erklärte hierzu, dass erforderliche Parkplätze eine Tunnelhaltestelle notwendig machen würden, was die Hochbahn akzeptierte. Nachdem Schleswig-Holstein für die Wunschlösung einer Einführung der Alsternordbahn über eine Rampe in einen Tunnel für einen bequemen Umstieg zur U-Bahn über 3 Millionen DM zahlen sollte, entschied man sich dafür, die U-Bahn-Haltestelle in einem rund 560 Meter langen Tunnel zu errichten, die Haltestellenanlagen der ANB aber an der Oberfläche zu belassen.
1966 ging dieser Streckenabschnitt der Alsternordbahn vom Kreis Pinneberg an die Hansestadt über, um ab 1967 nach Einrichtung eines Schienenersatzverkehrs mit Bussen die Tieferlegung der Strecke durchzuführen. Nach Eröffnung Ende Mai begann am 1. Juni 1969 der Regelbetrieb zur neuen U-Bahn-Haltestelle Garstedt alle 10 bzw. 20 Minuten durch jeden zweiten Zug der U1. Durch die von Beginn an sehr gute Nutzung der Verbindung musste das bisher fehlende zweite (östliche) Streckengleis gelegt werden. Danach konnte bereits ab dem 14. Dezember desselben Jahres Garstedt in den Hauptverkehrszeiten alle fünf Minuten erreicht werden.

### Ersatz der Straßenbahn durch die U-Bahn in Niendorf
Nachdem mit dem rasanten Ausbau des U-Bahn-Netzes das städtische Straßenbahnnetz bis Anfang 1975 auf nur noch fünf Linien und 48 Streckenkilometer schrumpfte, war Mitte der 1970er Jahre eine endgültige Entscheidung über dieses Verkehrsmittel zu treffen. Das Straßenbahnnetz und dessen Fuhrpark waren entweder finanzintensiv zu modernisieren oder aufzugeben. Andererseits trafen Einstellungen von Straßenbahnstrecken auf deutlich stärkeren Widerstand der Bevölkerung als noch in den 1960er Jahren.
Das Gutachten Untersuchungen zur Lage der Straßenbahn des Hamburger Verkehrsverbunds (HVV) von 1975 empfahl die Einstellung der verbliebenen Straßenbahnstrecken bis Jahresende 1977 und den Ersatz durch Buslinien. Doch die Einstellung der noch immer intensiv genutzten Straßenbahnlinie 2 zwischen Niendorf und dem Hauptbahnhof würde schwer zu vermitteln sein. Konsequenz war, dass man die Idee einer U-Bahn-Anbindung von Niendorf wieder aufnahm. Die ursprünglichen Pläne sahen hierzu als „Grindellinie“ bekannte Streckenführung mit einer Ausfädelung aus der U1 am Stephansplatz vor, die der Grindelallee folgt und Niendorf über Hoheluft und Lokstedt erreicht. Diese Variante wäre der direkte Ersatz der bisherigen Straßenbahnlinie 2. Ein weiteres 1975 erschienenes Gutachten riet jedoch, die schwach belastete U2 bis Hagenbecks Tierpark Richtung Niendorf zu erweitern, da dies die Auslastung steigern würde und finanziell günstiger wäre als die „Grindellinie“.
Ab Herbst 1975 befasste sich die Baubehörde der Hansestadt mit der Planung der U2-Verlängerung. Indessen wurde das Straßenbahnnetz kontinuierlich verkleinert, lediglich die Niendorfer Strecke sollte bis zum Abschluss des Planfeststellungsbeschlusses für die Niendorfer U-Bahn-Verlängerung erhalten werden. Das Konzept sah für die erste Verlängerung wegen der geringen Bevölkerungszahl einzig die weitere Haltestelle Niendorf Markt vor, doch erreichte die Bezirksversammlung von Eimsbüttel eine zweite Station namens Hagendeel. Auch sprach man sich zu Gunsten des Umweltschutzes für die Streckenführung im Tunnel aus, obwohl die Bebauung dies nicht rechtfertigen würde.
Bereits Herbst 1977 folgte der Planfeststellungsbeschluss, der 1978 zu Ende geführt werden konnte, da die Trasse durch vergleichsweise dünne Bebauungsdichte führt. Nachdem die letzte Straßenbahnlinie am 1. Oktober 1978 eingestellt wurde, folgte mit 7. Juli 1979 der Baubeginn. Die 3,42 Kilometer lange Neubautrasse stand am Jahresende 1983 im Rohbau fertig. Am 5. November 1984 wurde die neue Strecke den Medien vorgestellt, dabei aber der U-Bahn-Zug durch eine Lok bewegt. Erst am 1. Juni 1985 wurde für beide neuen Haltestellen der Regelbetrieb aufgenommen.
Der 1983 mit dem Bau begonnene zweite Streckenteil zwischen Niendorf Markt und Niendorf Nord sollte daraufhin 1987 folgen, doch Einwendungen Betroffener verzögerten den Bau. Auch dieser 2,4 Kilometer lange Abschnitt mit seinen beiden Zwischenhaltestellen Joachim-Mähl-Straße und Schippelsweg liegt vollständig im Tunnel. Nördlich der Endstation besteht zudem eine Abstellanlage. Nachdem im Herbst 1978 die Straßenbahn den Betrieb beendet hatte, dauerte es bis zum 9. März 1991, bis der gesamte Stadtteil mit der U-Bahn-Erweiterung bis Niendorf Nord wieder Schienenanschluss erhielt.

### Die U3 zur Großwohnsiedlung Mümmelmannsberg
Neben der Verlängerung der U2 bis Niendorf erläuterte das Gutachten aus dem Jahr 1975 auch eine Erweiterung der U3 bis nach Mümmelmannsberg, einer zwischen 1970 und 1979 entstandenen Großwohnsiedlung im äußersten Osten der Stadt mit knapp 20.000 Einwohnern. Bereits 1979 fiel die Entscheidung des Senats, diese vorgeschlagene Erweiterung des U-Bahn-Netzes in Angriff zu nehmen und die Planungen hierzu vorzubereiten. Mit dem Jahresbeginn 1983 konnte mit dem Baubeschluss das Planfeststellungsverfahren begonnen werden, das im Frühjahr 1984 abgeschlossen wurde. Anschließend folgte am 20. Juni 1984 der Beginn der Bauarbeiten.
Die ersten Konzeptionen für die Verlängerung nach Mümmelmannsberg umfassten eine Strecke, die am viergleisigen Bahnhof Billstedt von der bestehenden Trasse der U3 ausfädelt und via Kirchsteinbek nach Mümmelmannsberg trassiert werden sollte. Da diese Streckenführung jedoch in erheblichem Maße Privatgrund betroffen hätte, wurde sie verworfen und eine Weiterführung ab dem bisherigen Endbahnhof Merkenstraße bevorzugt. Ein kleiner Teil des U-Bahnhofs Mümmelmannsberg war bereits als in Ost-West-Richtung liegender Haltepunkt gebaut, der allerdings wegen dieser Entscheidung nicht genutzt werden konnte.
Der stattdessen realisierte Streckenabschnitt misst 1,9 Kilometer und verläuft vollständig im Tunnel. Die Trasse wurde hauptsächlich in offener Bauweise hergerichtet; die Schildvortriebsmethode mit Messerschild kam dagegen bei einem 425 Meter langen Streckenteil zur Unterführung der Autobahn A1 zum Einsatz. Mit der gebauten Strecke konnte im Gegensatz zur 1975 vorgeschlagenen Trasse die Zwischenstation Steinfurther Allee das Gebiet Kaltenbergen erschließen. Die Baukosten beliefen sich auf rund 300 Millionen DM.
Der Regelbetrieb der neuen Strecke mit den dazugehörigen Haltestellen Steinfurther Allee und Mümmelmannsberg begann am 29. September 1990. Die Endhaltestelle befindet sich unterhalb der Kandinskyallee. Südlich des Mittelbahnsteigs befindet sich eine dreigleisige Abstellanlage, bei deren Bau etwaige Streckenerweiterungen Richtung Allermöhe Berücksichtigung fanden. Der Bahnhof war von Anfang an durch einen Aufzug behindertengerecht ausgebaut. Die Gestaltung ist durch teilweise geflieste Wandflächen und spiegelnde Metallplatten und kleine Hasen im Zusammenhang mit dem Ortsnamen Mümmelmannsberg geprägt.

### Die U-Bahn nach Norderstedt Mitte
Nachdem die U1 mit der 1969 erfolgten Verlängerung bis Garstedt bereits Norderstedter Stadtgebiet erreicht hatte, sollte auch das neu entstandene Stadtzentrum Norderstedts direkt mit der U-Bahn ohne Umstieg auf die Alsternordbahn erreicht werden. Diese Erweiterung konnte ab dem 9. September 1996 abgeschlossen werden. Hierbei konnte die Trasse an die in Garstedt stumpf endenden Gleise angeschlossen werden. Dadurch verlängerte sich der Tunnel in Garstedt auf 560 Meter. Danach folgt eine fast ebenerdige Streckenführung mit der Haltestelle Richtweg. Den Nordabschluss der Linie U1 bildet ein 330 Meter langer Tunnel mit den Abstellgleisen und der neuen Endstation Norderstedt Mitte. Hier können die Fahrgäste der U-Bahn am selben Bahnsteig in die AKN-Züge der Linie A2 nach Ulzburg umsteigen. Diese letzte Erweiterung der U-Bahn bis Norderstedt Mitte ersetzte am 28. September 1996 die bisher auf dieser Relation verkehrende Alsternordbahn, die zum Bau der U-Bahn ab 1992 eine provisorische Ersatztrasse direkt westlich neben der Originalstrecke erhielt. Bauträger waren die Verkehrsbetriebe Norderstedt, eine Tochtergesellschaft der Stadtwerke Norderstedt, die auch die Eigentumsrechte an der neuen U-Bahn einschließlich des Rollmaterials hält.
Das Streckennetz der U-Bahn umfasste danach eine Länge von rund 100,7 Kilometer, davon verliefen 42 Kilometer in Tunneln. Es verfügte über 89 Haltestellen.

### Ein neues Liniennetz mit vier Linien
Seitdem der damalige Erste Bürgermeister Henning Voscherau am 7. Mai 1997 seine Ideen zur Umgestaltung von mehr als 100 Hektar innenstadtnaher Freihafenfläche präsentierte, gibt es ein neues städtebauliches Projekt höchster Priorität in Hamburg: die HafenCity.
Um dieses Gebiet optimal an den öffentlichen Nahverkehr anzuschließen, wurden erneute Planungen für eine vierte U-Bahn-Linie in Hamburg aufgenommen. Seit Jahresbeginn 2002 wurden Untersuchungen seitens der Behörde für Bau und Verkehr angesetzt, bei der 34 verschiedene Streckenvarianten bewertet wurden. Die einzigen beiden Streckenführungen, die den in der Untersuchung gestellten Kriterien einer neuen U4 standhalten konnten, waren die Varianten einer Ausfädelung aus der Linie U2 am Jungfernstieg in westliche Richtung bzw. einer Ausfädelung aus der Linie U3 am Rathaus in südwestlicher Richtung mit anschließender Weiterführung im Tunnel in die HafenCity. Im Oktober 2002 kam man zu dem Entschluss, dass die neue Linie am Rathaus aus der U3 das vorhandene Streckennetz verlassen solle.
In diesem Zusammenhang sollte eine seit langer Zeit diskutierte Strecke nach Bramfeld und Steilshoop als Stichstrecke umgesetzt werden. Die U4 erhielt somit die Streckenführung Bramfeld – Berliner Tor – Rathaus – HafenCity. Ausgehend von der HafenCity sollten alle Möglichkeiten einer Weiterführung Richtung Veddel, Wilhelmsburg oder gar Harburg offenbleiben.

#### Linientausch 2009

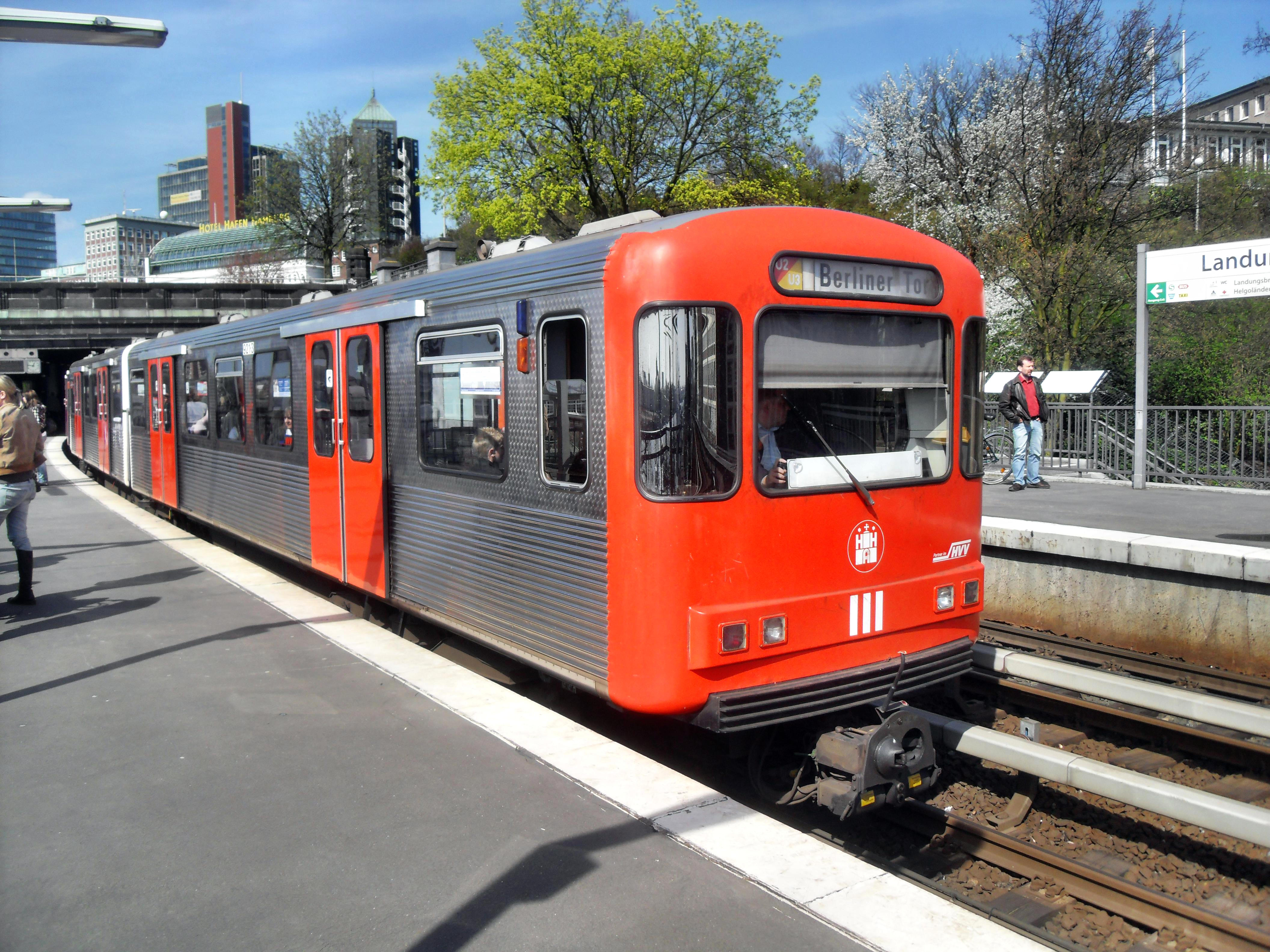
Zugbeschilderung während des Linientauschs

Um auf der Billstedter Linie 120 Meter lange Züge einzusetzen, wurden die Teilstrecken der U2 und U3 nördlich bzw. östlich des Umsteigebahnhofs Berliner Tor getauscht. Dies führte zur Umgestaltung des Netzes unter dem Titel „Linientausch 2009“: Die U2 wurde nach Mümmelmannsberg verschwenkt, dafür verkehrt die U3 seit dem 29. Juni 2009 wieder als Ringlinie mit Bedienung des Astes nach Wandsbek-Gartenstadt. Vorrangiges Ziel war es, auf der am stärksten befahrenen Strecke zwischen Billstedt und Berliner Tor (bis zu 70.000 Fahrgäste pro Tag) Züge mit zwei Zugteilen des Typs DT4 (8 Wagen), entsprechend 120 Metern Länge, einsetzen zu können. Dies war in der Vergangenheit nicht möglich, da viele Haltestellen entlang der alten Ringstrecke der U3 mit 90 Metern Bahnsteiglänge zu kurz und auf Züge mit nur sechs Wagen DT2/DT3 ausgelegt sind. Für einen Betrieb mit DT3-Fahrzeugen reichte der Bestand nicht.
Erster Vorbote des „Linientauschs 2009“ war bereits seit 2006 das veränderte Umsteigen an der Haltestelle Berliner Tor. Dort tauschten die ostwärts fahrenden Züge die Linie: Ein von Hauptbahnhof Nord einfahrender Zug der U2 wurde zur U3 und fuhr weiter Richtung Billstedt, ein von Hauptbahnhof Süd kommender Zug der U3 wurde zur U2 und fuhr weiter Richtung Barmbek. Damit war theoretisch bereits zu diesem Zeitpunkt der Einsatz der längeren Züge in Fahrtrichtung Mümmelmannsberg möglich, praktisch wurde allerdings bei der Rückfahrt ab Mümmelmannsberg der alte Linienweg über Landungsbrücken nach Barmbek, ebenso ab Wandsbek-Gartenstadt über Jungfernstieg nach Niendorf Nord gefahren. Aufgrund dieser Linienkopplung konnten sowohl die U2 als auch die U3 von Anfang 2006 bis einschließlich 28. Juni 2009 nur mit einzeln fahrenden DT4 oder mit 6 Wagen DT2 bzw. DT3 betrieben werden.

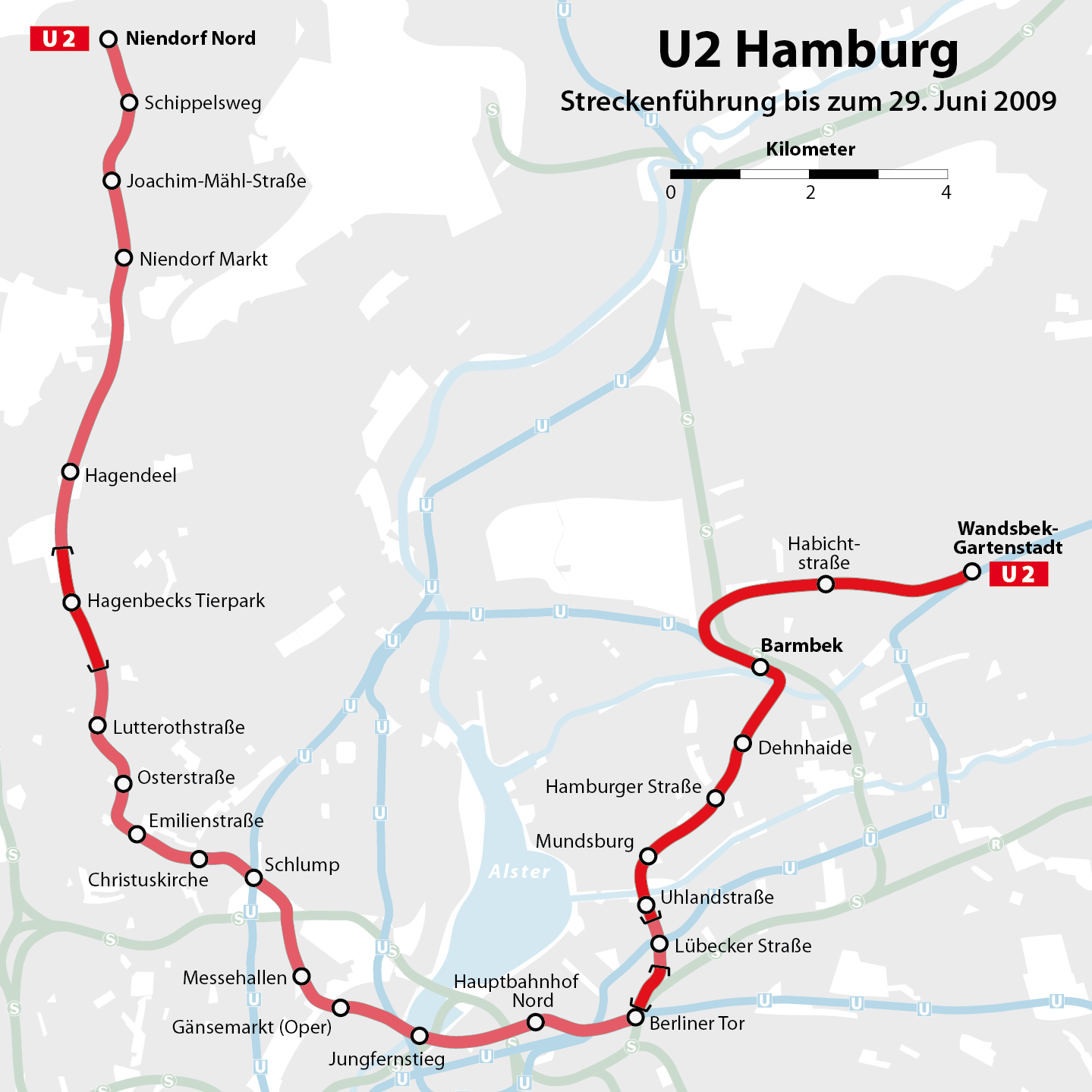
Verlauf der U2 bis 2009
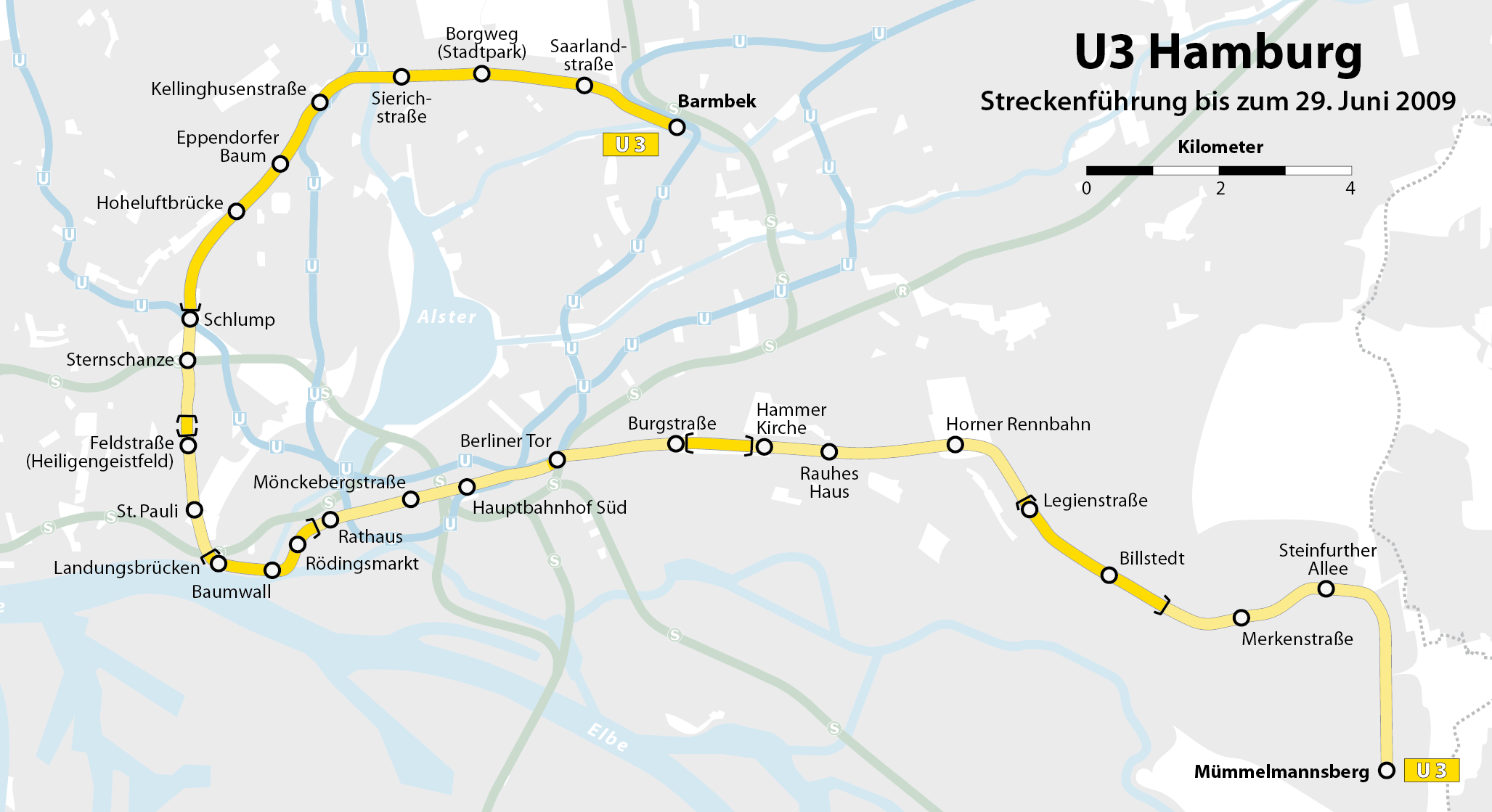
Verlauf der U3 bis 2009

#### Die U4 in die HafenCity
Im Juni 2004 veröffentlichte die Hochbahn die Nachricht, dass die Linie U3 zwischen 2007 und 2010 zwischen Rödingsmarkt und Rathaus auf Grund der Bauarbeiten für die vierte U-Bahn-Linie nicht verkehren könne. 2011 solle die U4 die HafenCity anbinden, dagegen bliebe die Planung der Bramfelder Strecke bis zur Realisierung der Strecke in die HafenCity zunächst einmal zurückgestellt.
Am 15. Dezember 2004 erreichte folgende Planungsänderung in Bezug auf die U4 die Öffentlichkeit: Von nun an gingen die Pläne von einer Ausfädelung der U4 aus der U2 ab Jungfernstieg aus. Damit wollte man möglichen Klagen von Geschäftsleuten der Mönckebergstraße aus dem Weg gehen.
Damit wurden die ungenutzten Bahnsteigseiten im Bahnhof Jungfernstieg für die neue U4 vorgesehen. Die Ausfädelung der U4 erfolgt in Richtung Westen. Anschließend führt der Tunnel der neuen Linie in einem weiten 225-Grad-Bogen in zunächst südlicher und dann östlicher Richtung zur neuen Haltestelle Überseequartier, die nach 3,5 Kilometer erreicht wird. Die Baukosten wurden zunächst mit 298 Millionen Euro und später mit 323,6 Millionen Euro beziffert.
Am 8. Juni 2007 folgte für diese Streckenführung zwischen HHA und Senat der Vertragsschluss. Die auf den Namen VERA („Von der Elbe Richtung Alster“) getaufte Schildvortriebsmaschine hat 2008 die Arbeit aufgenommen, Eröffnungsdatum sollte zunächst das erste Quartal des Jahres 2011 sein. Im September 2009 wurde mit über vier Monaten Verzögerung der Jungfernstieg erreicht und die erste Tunnelröhre im Rohbau fertiggestellt. Der Betrieb sollte nunmehr im September 2012 aufgenommen werden. Tatsächlich wurde sie Ende November 2012 eröffnet. Die Linie U4 führt über den Streckenweg HafenCity Universität – Überseequartier – Jungfernstieg – Berliner Tor – Billstedt und übernimmt damit östlich des Jungfernstiegs Verstärkungsfunktionen für die U2.
Am 6. Dezember 2018 wurde die nach Osten verlängerte Strecke zur dritten HafenCity-Haltestelle Elbbrücken in Betrieb genommen, diese liegt an der Oberfläche. Seit Dezember 2019 kann dort außerdem zur Harburger S-Bahn umgestiegen werden. Der neue Endpunkt ist so konstruiert, dass von dort später eine Verlängerung in Richtung Kleiner Grasbrook und Wilhelmsburg möglich ist.